# Pirna

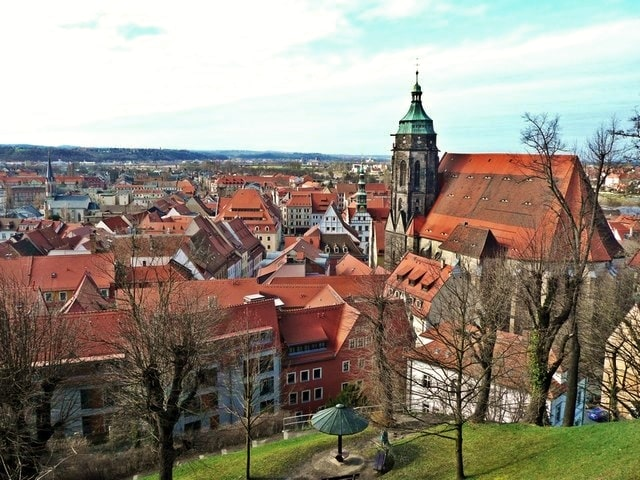
Blick von Schloss Sonnenstein über die historische Altstadt, rechts die Marienkirche

Pirna ist eine Große Kreisstadt und der Verwaltungssitz des Landkreises Sächsische Schweiz-Osterzgebirge und der Verwaltungsgemeinschaft Pirna im Freistaat Sachsen.

## Geographie

### Geographische Lage

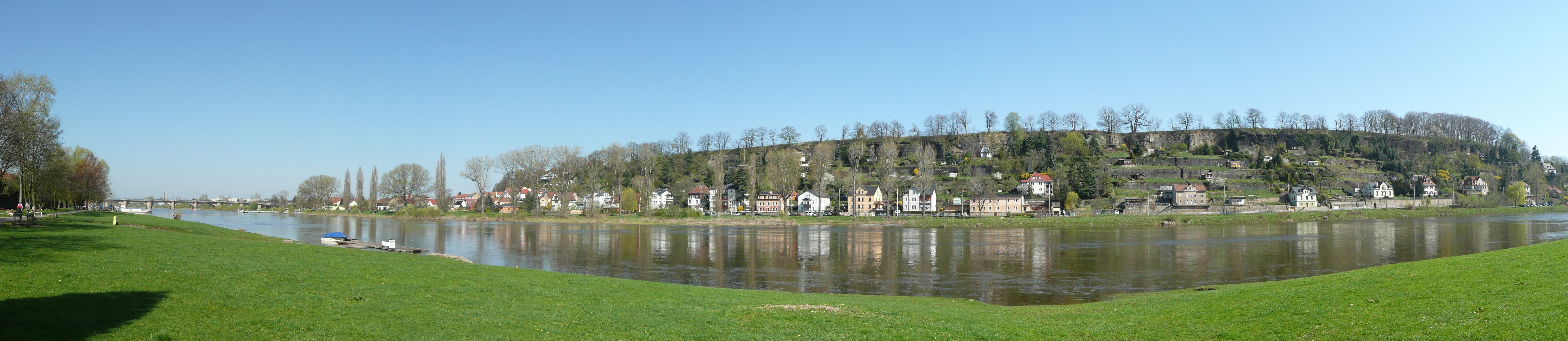
Austritt der Elbe aus dem Elbsandsteingebirge in Pirna, links im Hintergrund die Stadtbrücke Pirna

Pirna liegt am oberen Beginn der Elbtalweitung, wo die Wesenitz von Norden und die Gottleuba von Süden in die Elbe münden. Es liegt an der schollentektonischen Nahtstelle von Erzgebirge und Westsudeten, die sich nach Westen zum Grabenbruch des Elbtalkessels weitet.
Pirna ist im Norden durch das Westlausitzer Hügel- und Bergland mit der Lausitzer Verwerfung und im Süden durch das Vorland des Osterzgebirges umgeben. Östlich von Pirna durchquert die Elbe das Elbsandsteingebirge in einem Durchbruchstal, das bis in das Stadtgebiet hineinreicht. Pirna wird daher auch das „Tor zur Sächsischen Schweiz“ genannt. Die 1992 eingeweihte Sächsische Weinstraße führt von hier elbabwärts über Pillnitz, Dresden und Meißen bis Diesbar-Seußlitz. Die Stadt Pirna wurde von den Elbhochwassern im August 2002 und im Juni 2013 schwer getroffen.

### Nachbargemeinden
Pirna grenzt im Nordwesten an die sächsische Landeshauptstadt Dresden. Angrenzende Gemeinden im Landkreis Sächsische Schweiz-Osterzgebirge sind Bad Gottleuba-Berggießhübel (Stadt), Bahretal, Dohma, Dohna (Stadt), Dürrröhrsdorf-Dittersbach, Heidenau (Stadt), Lohmen, Stadt Wehlen (Stadt) und Struppen.

## Geschichte

### Steinzeit
Feuersteinwerkzeuge aus dem späten Paläolithikum (etwa 12.000–8.000 v. Chr.) am Ende der letzten Eiszeit sind die ältesten Zeichen einer menschlichen Besiedlung in diesem Gebiet. Durch die klimatisch günstige Lage und fruchtbare Lössböden begünstigt, lebten hier im Neolithikum (5500–4000 v. Chr.) Ackerbauern und Viehzüchter in der Zeit der Bandkeramik und ihre nachfolgenden Kulturen. Nach dem Abzug von germanischen Stämmen aus dem Elbtal, die hier ab dem 4. Jahrhundert v. Chr. ansässig waren, besiedelten um etwa 600 n. Chr. die slawischen Sorben als Fischer und Bauern dieses Gebiet.

### Name
Die sich im Wappen der Stadt spiegelnde Deutung des Namens vom Birnbaum ist ein späterer romantisierender Versuch. Umgangssprachlich wird Pirna auch „Birne“ genannt. Der heutige Forschungsstand der Namensdeutung bezieht sich nach einer Darstellung von Ernst Eichler auf die slawische Form von pirno oder pirna. Das Wort pir bedeutete „glühende Asche“ in der slawischen Sprache. Geografisch könnte es eine Feuer-Rodungsstelle oder Opferstätte mit Feuer bedeuten.

### Mittelalter

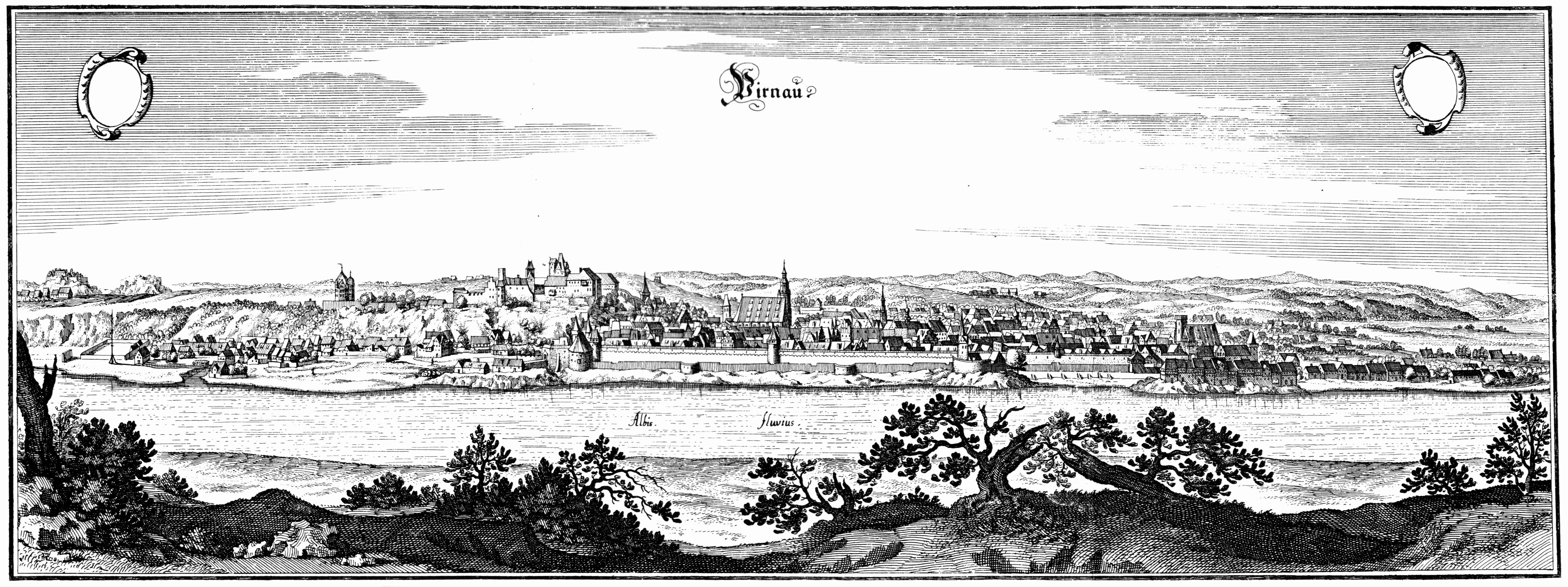
Kupferstich von Merian (1650), der die städtebauliche Situation zwischen 1605 und 1639 darstellt

Mit der Eroberung des elbslawischen Gebietes und der Gründung der Mark Meißen durch die Ostfranken (929 gründete Heinrich I. die Burg Meißen) ist auch im Pirnaer Raum wieder Besiedlung nachweisbar. Im Schutz einer wahrscheinlich schon im 11. Jahrhundert bestehenden (und 1269 erstmals urkundlich erwähnten) Burg kam es um 1200 im Rahmen des Landesausbaus zu einem festen Austauschplatz unter der Burg (suburbium). Dieser Platz erhielt schließlich von Markgraf von Meißen Heinrich dem Erlauchten (Wettiner) das Stadtrecht verliehen, nachdem Kaiser Friedrich II. 1229 in dem Vertrag mit den geistlichen Fürsten und 1233 im Vertrag mit den weltlichen Fürsten auf diese kaiserlichen Rechte zu Gunsten der Landesherren (dominus terrarum) verzichtet hatte. Bereits zu dieser Zeit war die Elbe ein wichtiger Handelsweg, so dass die Stadt Pirna auch sehr schnell das Stapelrecht erhielt. Zudem lag die Stadt an einer wichtigen Handelsstraße nach Böhmen über den Nollendorfpass. 
Während am Fuß der Burg rund um die Kirche St. Marien ein unregelmäßiges Straßenmuster vorherrscht, wurde der andere Teil der Stadt, etwa auf der Höhe des Rathauses, erst später schachbrettartig angelegt. Dies ist ein Beleg dafür, dass die Stadt nicht planmäßig gegründet wurde, sondern aus einem viel älteren Siedlungskern hervorgegangen ist.
1233 wurde Pirna erstmals urkundlich erwähnt. 1293 erwarb König Wenzel II. von Böhmen Stadt und Burg vom Meißner Bischof, wodurch Pirna bis 1405 zu Böhmen gehörte. 1307 wurde das Dominikanerkloster gegründet. Im Jahre 1325 bestätigte König Johann von Böhmen das für die Stadt einträgliche Stapelrecht. Pirna entwickelte sich zu einer bedeutenden Niederlassung im markmeißnisch-böhmischen Grenzgebiet. 1351 hielt König Karl IV. von Böhmen, der vier Jahre später Kaiser wurde, in Pirna einen Fürstentag ab, bei dem es um die Schlichtung von Streitigkeiten um die Mark Brandenburg ging. Gut 50 Jahre nach der Rückkehr Pirnas in die Mark Meißen bekam Kurfürst Friedrich II. von Sachsen im Vertrag von Eger den Besitz der Stadt bestätigt. Pirna blieb aber böhmisches Lehen.
Im Jahr 1317 wurde das erste Mal eine Schule in Pirna erwähnt. Man weiß aber nicht, in welchem Gebäude sie war. Spätestens seit 1465 gab es ein Schulhaus am Ort der heutigen „Mägdleinschule“. Die Knabenschule zog 1540 ins freigewordene Dominikanerkloster um und 1583 in die obere Burgstraße.
Im Jahr 1409 erlaubte der damalige Landesherr, Markgraf Wilhelm II. zu Meißen, der Stadt Pirna, an jedem Sonnabend einen freien Wochenmarkt abzuhalten. Die Urkunde befindet sich im Stadtarchiv.
Mit dem Aufkommen des Eisenerzbergbaus im Osterzgebirge Mitte des 15. Jahrhunderts wurde die Stadt im Jahre 1472 Sitz der für das Pirnaer Revier zuständigen Eisenkammer, die bis 1686 bestand.
Die ersten bekannten Hochwasser in Pirna in den Jahren 1427 und 1432 zeichnete der Pirnaer Dominikanerpater und Chronist Johannes Lindner auf. Vom 16. bis 18. August 1501 wurde das Elbtal, verursacht von einem neuntägigen Regen in Böhmen, von einem besonders schweren Hochwasser heimgesucht. In Pirna erreichte das Wasser die Kanzel und die Kante des Taufbeckens der Klosterkirche und wurde mit einem roten Strich über dem Predigtstuhl markiert. Auch 1510 wurden bei einem Elbhochwasser weite Teile der Innenstadt überflutet, der Markt stand komplett unter Wasser.

### Reformation in Pirna

#### Kirchliche Gegebenheiten vor der Reformation

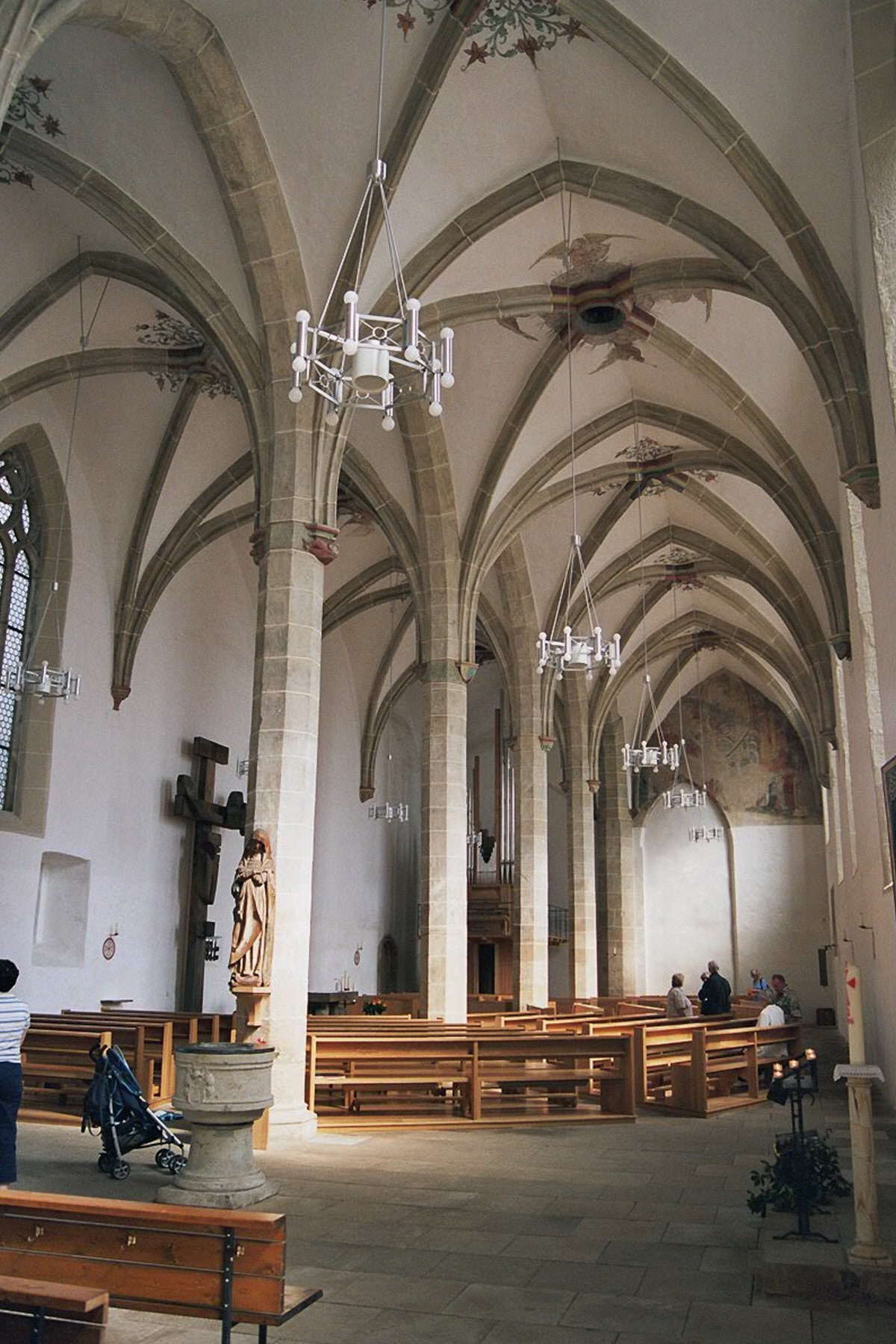
Klosterkirche „St. Heinrich“
(um 1400 entstanden)

In den meisten sächsischen Städten gab es um 1500 Niederlassungen der Bettelorden. In Pirna errichtete der Dominikanerorden etwa um 1300 ein Kloster, das 1307 erstmals urkundlich erwähnt wurde. Bereits 1483/1484 beklagten sich die beiden Wettiner Ernst und Albrecht III. bei den Bischöfen von Merseburg und Meißen über den zerrütteten Lebenswandel der Bettelmönche. 1511 griff der Pirnaer Prediger Johann Styel den Prior des Pirnaer Dominikanerklosters wegen dessen Lebenswandel an. Die Predigt zeigt auch, dass der reformatorische Gedanke 1511 weit verbreitet war.
Die Bettelmönche hatten sich in den vorangegangenen Jahren bei der pirn’schen Bevölkerung nicht gerade beliebt gemacht. 1498 kam es zum Streit zwischen dem Kloster und der Witwe des Pirnaer Bürgers Dominikus Rudel um dessen Erbe. Die Frau weigerte sich, das Testament ihres Mannes anzuerkennen, der dem Kloster die Äcker der Familie vermacht hatte. Das Kloster reagierte mit der Exkommunikation der Frau auf deren Widerstand. 1502 musste Herzog Georg die Stadt schriftlich auffordern, dem Kloster keinen Widerstand beim Erwerb eines Gartens zu leisten. Zum Jahre 1516/1517 berichtete der sogenannte Pirnsche Mönch über eine Klostergründung auf dem Königstein, die aber schon 1524 „wegen der Flucht der Mönche“ gescheitert war.

#### Visitation und Reformation
Inwieweit der reformatorische Gedanke schon vor 1537 in Pirna verwurzelt war, lässt sich schwer beurteilen. Obwohl sich Pirna zu Lebzeiten Georgs des Bärtigen noch treu katholisch gab, bemühte sich jedoch der Stadtrat seit spätestens 1537 insgeheim in Wittenberg um einen tüchtigen Pfarrer. Den ersten Kontakt mit den Folgen der Reformation bekam die Pirnaer Bevölkerung ebenfalls 1537, als die restlichen aus dem Kloster Altzella vertriebenen Mönche im Kloster Pirna einquartiert wurden.
Kurz nachdem Herzog Georg am 17. April 1539 gestorben war, erschienen die Pirnaer Ratsherren Paul Arnold und Mathes Zschipchen bei Martin Luther in Wittenberg, um mitzuteilen, dass die Stadt den Magister und Diakon der Stadtkirche Wittenberg Antonius Lauterbach zum neuen Pfarrer gewählt habe. Nach zwei Tagen Bedenkzeit stimmte Lauterbach zu. Am 25. Juli 1539, zwei Tage nach der ersten Visitation, wurde Lauterbach mit einem Willkommenstrunk vom Stadtrat willkommengeheißen und begann noch am selben Tage nach lutherischem Bekenntnis zu taufen. Als Superintendent bekam Antonius Lauterbach auch die Aufsicht über das Dominikanerstift.
Nach dem Tode von Herzog Georg begann Herzog Heinrich mit der Durchführung der Reformation. Herzogliche Kommissionen, die aus protestantischen Theologen und herzoglichen Beamten bestanden, besuchten die Klöster und Kirchen Sachsens, um die vorhandenen Besitztümer der Kirchen und Klöster festzustellen. Bereits am 1. Juli 1539 wurden auf herzoglichen Befehl hin alle katholischen Prozessionen in Sachsen verboten. Am 10. Juli 1539 fertigte Herzog Heinrich den Befehl zur Visitation der sächsischen Klöster und Kirchen aus. Die erste Visitation erreichte Pirna am 22. Juli 1539. Die Visitatoren verboten die katholische Messe, die Beichte und alles, was nicht in der Heiligen Schrift begründet war. Die Kommunion wurde unter beiderlei Gestalt erlaubt, und in der Stadt wurde eine Superintendentur eingerichtet, die dem neuen Stadtpfarrer Lauterbach übertragen wurde. Den Mönchen wurde aufgetragen, dass sie jeden aus ihren Reihen ziehen lassen mussten, der dies wollte, und zugleich wurde ihnen die Aufnahme neuer Brüder untersagt. Mit den Regelungen der ersten Visitation wurde den Mönchen jedwedes Ordensleben beinahe unmöglich gemacht. Schon ein halbes Jahr später erfolgte die zweite Visitation, die am 22. Januar 1540 Pirna erreicht. Nähere Regelungen für Pirna sind nicht bekannt.

#### Ende des Dominikanerklosters
Eine Aufstellung von 1542 weist das Pirnaer Dominikanerkloster als das ärmste der verbliebenen sächsischen Klöster aus. Während das Kloster Ende 1539 noch sieben Mitglieder hatte, sowie „etzliche weitere Personen“, womit aus Freiberg, wo sich die Reformation schon früher durchgesetzt hatte, zugezogene Mönche gemeint sein können, lebten Ende 1542 nur noch vier Mönche im Kloster. Im August 1540 hatten die Landstände der Sequestration (Auflösung) des verlassenen Klostergutes in Sachsen zugestimmt. Zur Finanzierung eines Türkenfeldzuges des sächsischen Herzogs Moritz, wurde die Sequestration und Vermögenseinziehung aller bestehender katholischer Kirchen und Klöster beschlossen. Ein Drittel des Erlöses floss in den Staatshaushalt, das andere Drittel an die protestantische Kirche und das letzte Drittel an die Leipziger Universität. Die Ländereien des Klosters Pirna wurden vom sächsischen Staat eingezogen, während die Bücher des Klosters in die Universitätsbibliothek nach Leipzig kamen. 1548 scheinen alle Mönche entweder gestorben zu sein oder freiwillig das Kloster verlassen zu haben. Der inzwischen im Schmalkaldischen Krieg zum Kurfürsten aufgestiegene Herzog Moritz verbot den Verkauf der Klostergebäude. Jedoch 1552 wurden diese an verschiedene Pirnaer Bürger veräußert.

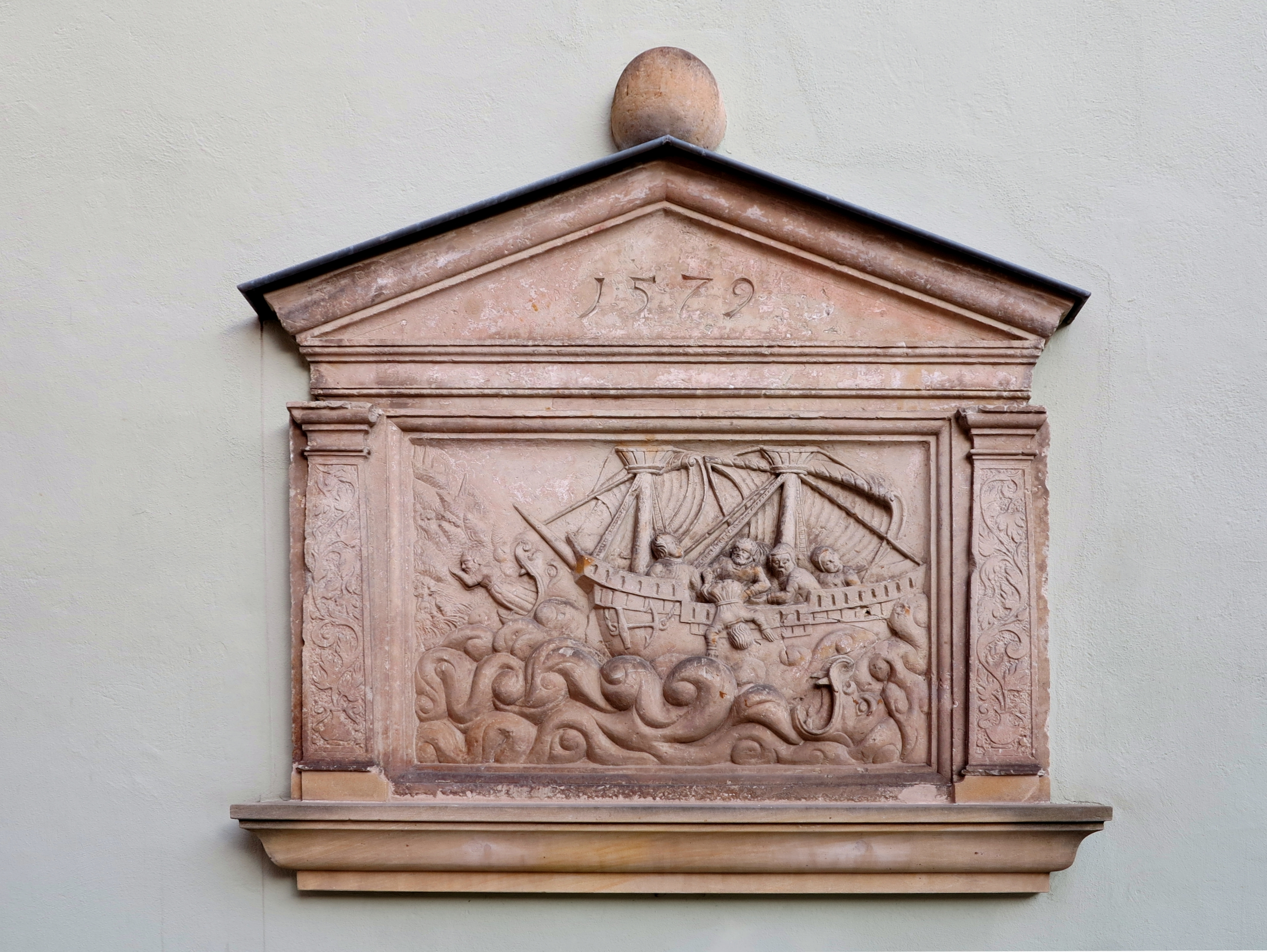
Die bildliche Darstellung biblischer Motive zeugt auch vom gewachsenen Selbstbewusstsein des Bürgertums reicher Städte in der Renaissance. Hier die Jona-Geschichte an einem Bürgerhaus an der Nordwestecke des Marktplatzes in Pirna.

### Neuzeit

Plan der Stadt Pirna und der Festung Sonnenstein (um 1750)

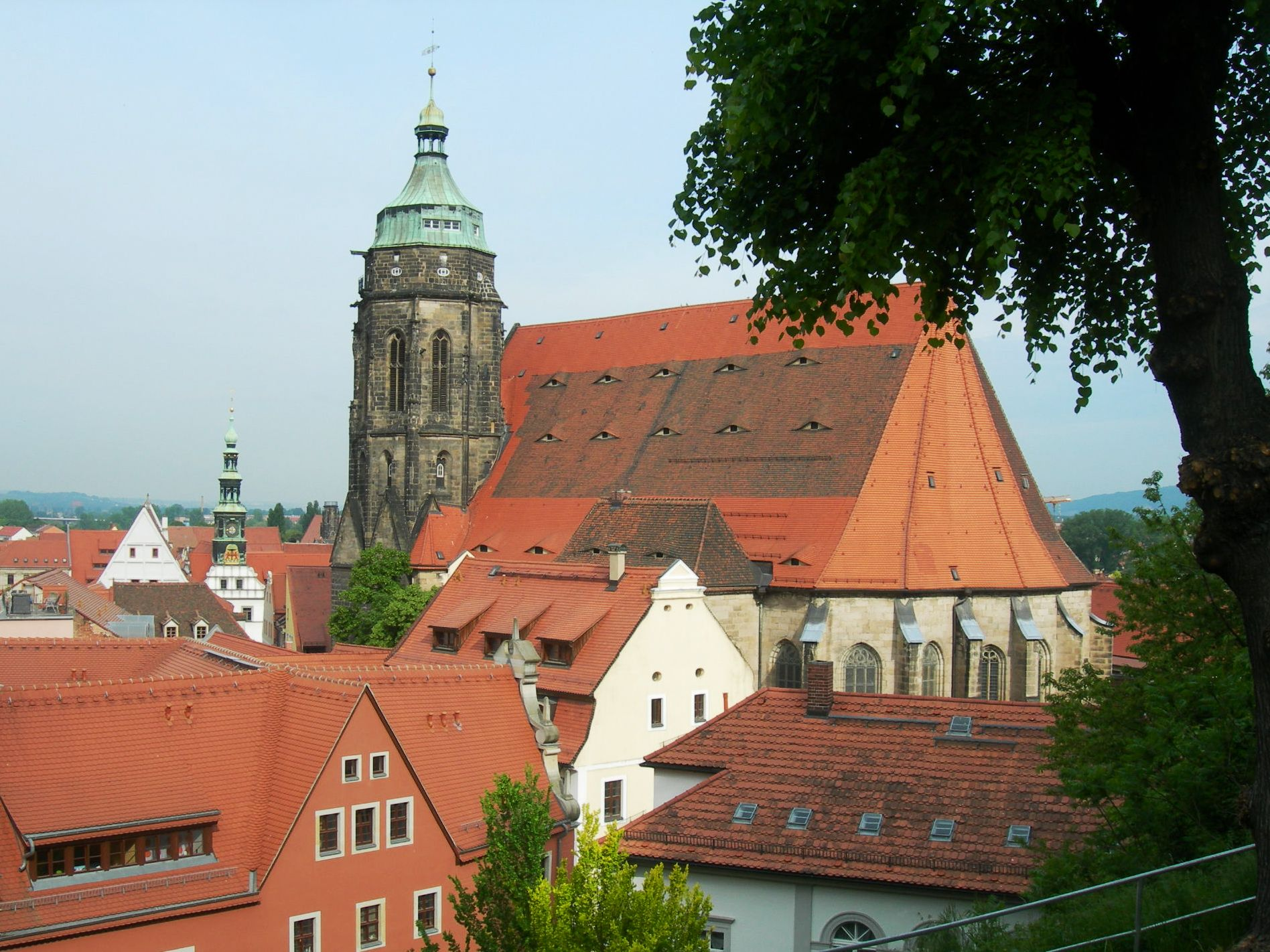
Die Marienkirche

1502 wurde mit dem Bau der neuen Stadtkirche unter der Leitung von Meister Peter Ulrich von Pirna begonnen. Mit der Einführung der Reformation im albertinischen Sachsen 1539 wurde der mit Luther vertraute Anton Lauterbach erster evangelischer Pfarrer und Superintendent. 1544 wurde die strategisch bedeutende Burg durch Herzog Moritz von Sachsen zur Landesfestung ausgebaut und überstand drei Jahre später die Belagerung im Schmalkaldischen Krieg durch Kurfürst Johann Friedrich von Sachsen.
Nachdem 1546 die Gewölbeausmalungen (biblische Bilderzyklen) der dreischiffigen spätgotischen Hallenkirche beendet werden konnten, erreichte die Pirnsche Kunst 1614 mit der Vollendung des zehn Meter hohen sandsteinernen Hauptaltars von St. Marien durch Michael und David Schwenke ihren Höhepunkt. Zeitgleich mit dem Zustrom böhmischer Exulanten 1628 wurde die zehn Meter hohe Stadtmauer errichtet, welche bis ins 18. Jahrhundert in diesem Zustand bestehen blieb. Das Fischerdorf an der Elbe (die spätere Schifftorvorstadt) und die Hausbergsiedlung blieben zunächst außerhalb der Mauern, weshalb sie im Dreißigjährigen Krieg gleich mehrfach zerstört wurden.
Von 1621 bis 1622 hatte Pirna eine Kippermünzstätte, in der unter Münzmeister Georg Stange Interimsmünzen (Kippermünzen) geschlagen wurden. Das waren Kippergroschen- und Kreuzerstücke bis hin zum sogenannten Kippertaler zu 60 Groschen. Im Januar 1651 stand bei einem Elbhochwasser wieder die Innenstadt bis zum Markt unter Wasser. Am 23. April 1639 wurde die Stadt durch schwedische Truppen unter dem Oberbefehlshaber des schwedischen Heeres Feldmarschall Banér gestürmt. Während der vergeblichen fünfmonatigen Belagerung der Festung wurde die tieferliegende Stadt verwüstet und geplündert, etwa 600 Einwohner wurden ermordet („Pirnsches Elend“). Als beim Abzug der Schweden die Stadt eingeäschert werden sollte, ritt der Besitzer der Löwenapotheke Theophilus Jacobäer durch die feindlichen Reihen und verhinderte durch einen Fürbittbrief der sächsischen Kurprinzessin Magdalena Sibylle, einer Freundin der schwedischen Königin, die Vernichtung der Stadt. Mit dem in Sachsen aufkommenden Barockstil wurde die Festung Sonnenstein ab etwa 1670 nach modernen militärischen Erkenntnissen ausgebaut. Nur die mächtigen steinernen Außenwerke zeugen noch davon. 1707 hatte die Stadt aufgrund der hohen Belastungen im Großen Nordischen Krieg Schulden von mehr als 100.000 Talern.

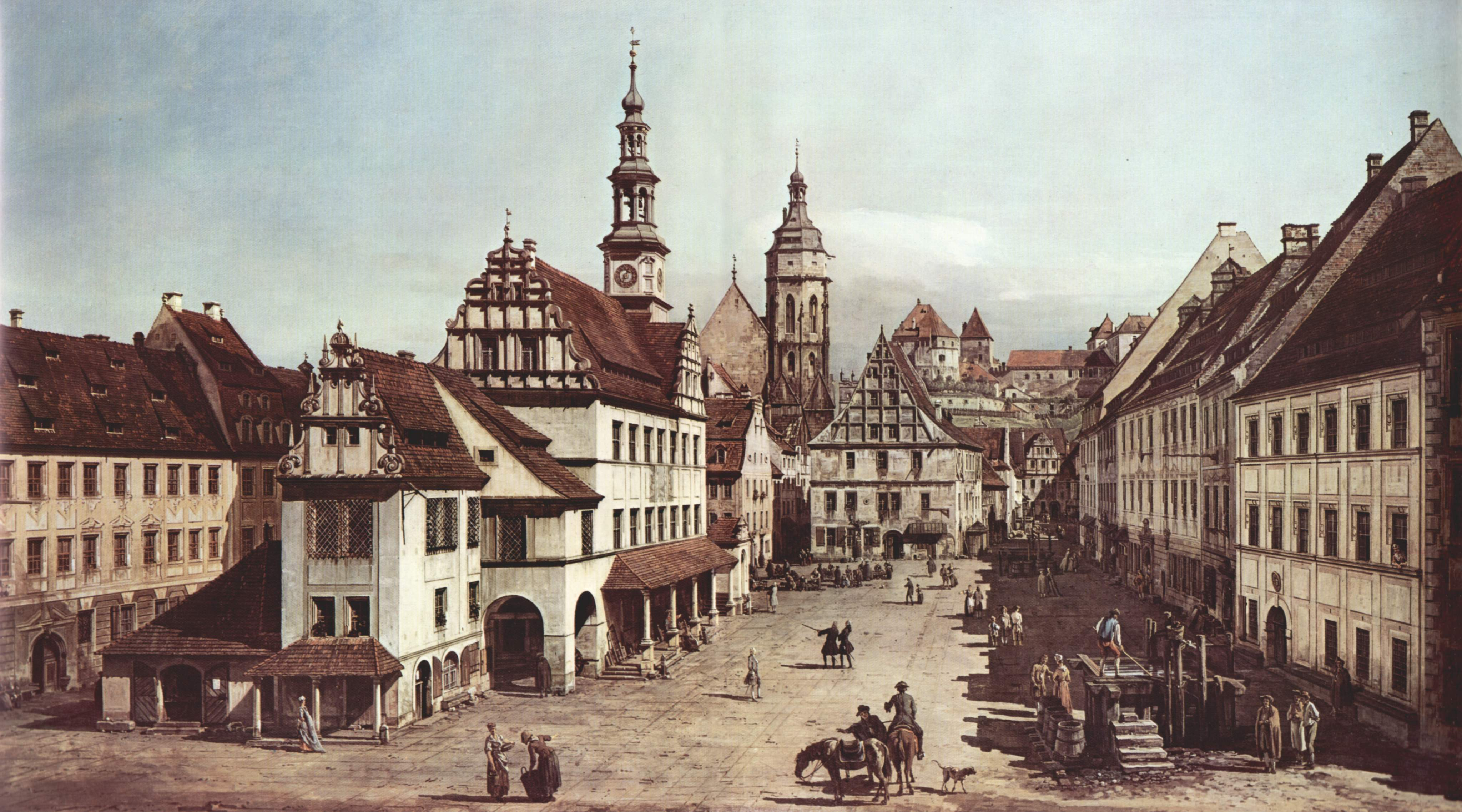
Bernardo Bellotto: Marktplatz von Pirna, 1753/54

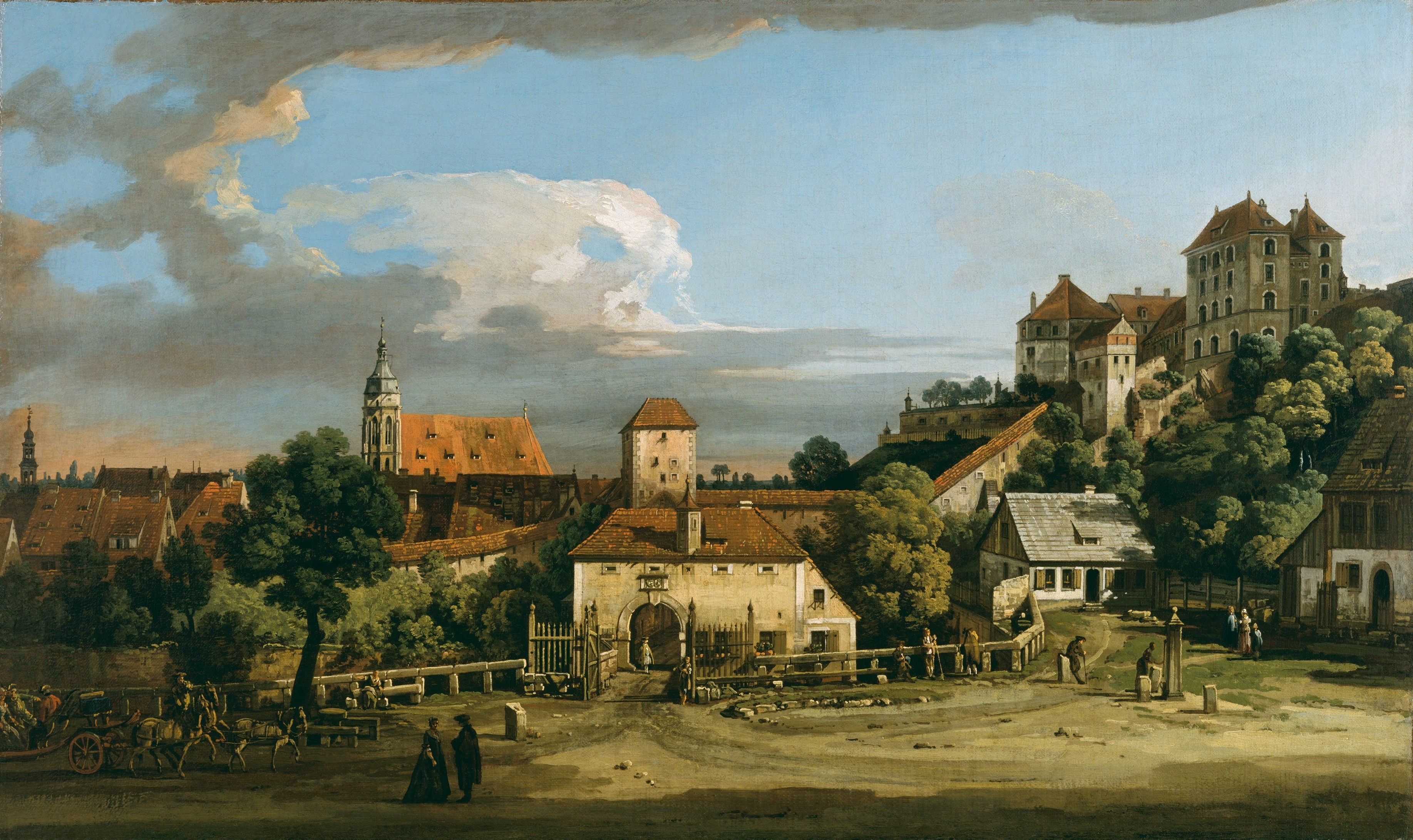
Das Obertor um 1760, rechts das Schloss Sonnenstein, links die Marienkirche

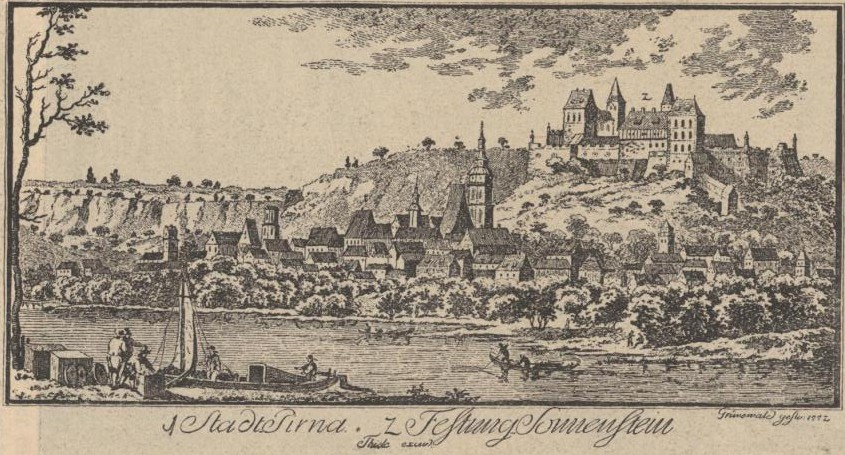
Ansicht von Pirna mit dem Sonnenstein 1772

Am 29. August 1756 flüchtete sich die kleine sächsische Armee im Siebenjährigen Krieg vor den ohne Kriegserklärung eingefallenen Preußen auf die Struppener Ebenheit zwischen den Festungen Königstein und Sonnenstein und kapitulierte dort im Lager bei Pirna am 16. Oktober, zwei Tage nach der Kapitulation der Festung Sonnenstein. 1758 belagerten Truppen der Kaiserlichen Armee und Teile der Reichsarmee die Festung, deren preußische Besatzung am 5. September kapitulierte. Die Festung Sonnenstein wurde 1758 geschleift.
Die „Schluchtschleuse“ ist der älteste Abwassergraben Pirnas, der parallel zur Elbe durch die Häuserblocks führte, zum Beispiel wurde er im Quartier 1 nachgewiesen. Von 1750 bis 1781 wurde die „Stadtschleuse“ gebaut, eine in den Straßen verlegte Abwasserleitung mit Sandsteingewölbe zur Grundstücksentwässerung. Zum Schluss war sie 2000 m lang und 242 Grundstücke waren angeschlossen. In der zweiten Hälfte des 18. Jahrhunderts wurden im Stadtgebiet die großen Brunnentröge aus Sandsteinblöcken aufgestellt, von denen noch sieben vorhanden sind, davon vier an den Originalstandorten.
Mit den Kattundruckereien entstanden 1774 in Pirna die ersten Manufakturen.
1809 gab es Truppenbewegungen der Österreicher und der mit Napoleon verbündeten Staaten des Rheinbundes, zu dem unter anderem Sachsen gehörte. Pirna wurde am 14. Juni 1809 von den Österreichern besetzt. Die Truppen mussten untergebracht und verpflegt werden; von Kämpfen oder Zerstörungen wird nicht berichtet.
Ab 1810 wurde das Gelände um die Stadtkirche nicht mehr als Friedhof genutzt und die Mauer um die Kirche herum entfernt.
1811 wurde auf dem Sonnenstein von dem Arzt Ernst Gottlob Pienitz eine Heilanstalt für Geisteskranke eröffnet, die durch die Erfolge ihrer reformpsychiatrischen Ansätze von sich reden machte. Doch schon am 14. September 1813 besetzten französische Truppen den Sonnenstein und erzwangen die Evakuierung der 275 Patienten, beschlagnahmten Vorräte und trugen die Dachstühle wegen drohender Brandgefahr ab. Im September 1813 wohnte Kaiser Napoleon zeitweilig im Marienhaus am Markt. Bis zur Kapitulation Dresdens am 11. November verteidigten die Franzosen die Festung. Erst im Februar konnte der Betrieb der Heilanstalt wieder notdürftig aufgenommen werden.
Anfang des 19. Jahrhunderts standen die Stadtmauern noch. Es gab vier Tore: das Obertor (Steinische/Königsteinische), das Dohnsche Tor, das Elbtor (Brüdertor) beim Kloster, das Schifftor und die Elbpforte an der Badergasse. Außerhalb der Mauer lagen der Hausberg, die Breite Gasse (Breite Straße), Dresdner Gasse (Bahnhofstraße), die Häuser an der Elbe, und die Schifftorvorstadt. Der Rat der Stadt bestand aus acht bezahlten Mitgliedern, die jährlich am Michaelistag gewählt wurden. Zwei Bürgermeister wechselten sich als regierender und stellvertretender Bürgermeister ab. Die Einwohnerzahl lag bei ca. 5000 und die Zahl der Häuser bei 480, davon 267 innerhalb der Stadtmauer und 213 in den Vorstädten, die eigene Richter, Nachtwächter und Feuerwehren hatten. Copitz, Ebenheit und Niedervogelgesang waren Ratsdörfer.
1813 besuchte Goethe Pirna, wie auf einer Gedenktafel in der Breiten Straße dokumentiert ist. An der heutigen Clara-Zetkin-Straße stand von 1814 bis 1922 das Kreiswaisenhaus. 1816 entstand die Amtshauptmannschaft Pirna mit mehreren königlichen Behörden. 1837 begann hier die Dampfschifffahrt auf der Elbe mit dem Dampfer Königin Maria. 1838 wurde die Pirnaer Leih- und Sparkasse eröffnet. Bis 1926 war sie im Rathaus untergebracht, danach zog sie in das heutige Gebäude in der Gartenstraße.

### Industriezeitalter, Kaiserzeit und Weimarer Republik

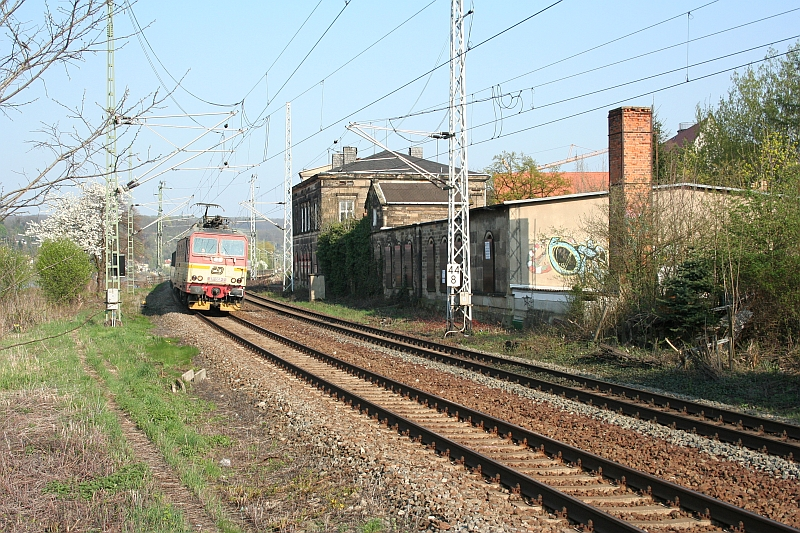
Der 1848 in Betrieb genommene alte Pirnaer Bahnhof an der ehemals Sächsisch-Böhmischen Staatseisenbahn

Seit 1832 hat Pirna einen gewählten, hauptamtlichen Bürgermeister. Der erste (1832–1849) war Paul August Ritterstädt.
Am 31. März 1845 gab es ein großes Elbe-Hochwasser, das weite Teile der Altstadt von Pirna überflutete. Der Pegel in Dresden erreichte 8,77 m und es flossen etwa 5700 Kubikmeter pro Sekunde in der Elbe ab. Der erreichte Wasserstand dieser sogenannten Sächsischen Sintflut wurde im Elbtal als Maß für den neuen Bahndamm der Bahnstrecke Tetschen–Dresden-Neustadt genommen, der etwa 1 m höher als der Hochwasserstand gebaut wurde. Die Eisenbahnlinie Dresden–Pirna wurde 1848 eröffnet. Der erste Bahnhof befand sich unmittelbar vor der alten Stadtmauer in der Nähe der Klosterkirche St. Heinrich. Damit der Bahnhof besser erreichbar war, wurde die Westseite des Klosterhofes abgerissen. Der heute noch vorhandene klassizistische Sandsteinbau ist eines der ältesten erhaltenen Bahnhofsgebäude in Sachsen.
Emil Adolf Roßmäßler war Abgeordneter für den Wahlkreis Pirna im Paulskirchenparlament 1848. Am Dresdner Maiaufstand zur Verteidigung der deutschen Verfassung 1849 beteiligten sich auch Pirnaer Bürger. Der Pirnaer Arzt und Stadtverordnete Wilhelm Adolph Haußner wurde dabei von preußischen Soldaten getötet. An Haußners Wirken erinnert eine Gedenkplatte an seinem ehemaligen Wohnhaus in der Dohnaischen Straße.
1859 wurde die Städtische Höhere Handelslehranstalt zu Pirna gegründet. Am 25. November 1859 wurde in Pirna die erste Gaslaterne auf dem Marktplatz aufgestellt. Seitdem gab es eine öffentliche Gasbeleuchtung mit 84 Gaslaternen; auch 442 Privathaushalte wurden versorgt. 1861 wurde das Stadtmuseum als eines der ältesten Museen in Sachsen gegründet. Das Museum hat seinen Sitz seit 1923 im Kapitelsaalgebäude des Klosters. Bis 1873 gab es hier die einzige Schule, den Schulbau am Klosterhof (die „Mutter aller Schulen“) (Rippich). 1873 wurde die Schule am Dohnaischen Platz, heute die Goetheschule, eingeweiht.
Vom Preußisch-Österreichischen Krieg im Jahr 1866, in dem Sachsen auf der Seite Österreichs stand und verloren hatte, bis 1868 war in Pirna preußisches Militär stationiert.
1869 wurde die katholische Kirche in der heutigen Dr.-Külz-Straße im neugotischen Stil erbaut. Die beiden Nachbarhäuser – das Pfarrhaus und die ehemalige katholische Schule – haben ebenfalls neogotische Giebel. 1875 wurde die Nikolaikirche abgerissen. Sie stand an der Nikolaistraße im heutigen Friedenspark.

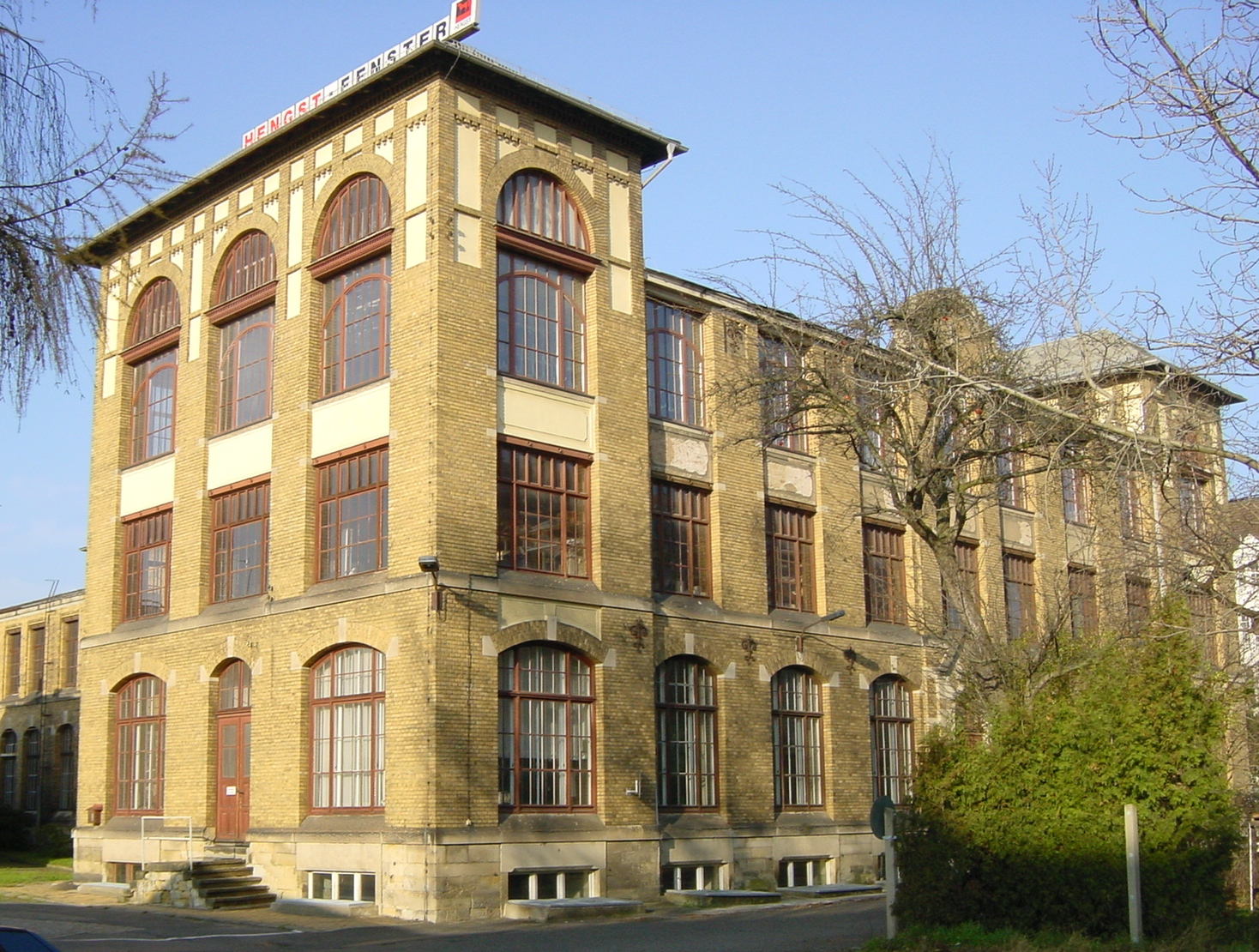
Hauptgebäude der 1899/1900 erbauten Möbelfabrik Hengst (Maxim-Gorki-Straße)

Die Entwicklung Pirnas zu einer Industriestadt begann 1862 mit dem Bau eines Emaillierwerkes. In den folgenden Jahrzehnten entstanden insbesondere entlang der nach Dresden führenden Eisenbahn weitere Fabriken, die schwerpunktmäßig im Bereich des Maschinenbaus (1871), der Glas- (1874) und Zellstoffproduktion (1886) und der Kunstseidenherstellung (1909) tätig waren. Einen weiteren Anstoß zur Industrialisierung ging von der 1875 fertiggestellten sandsteinernen Elbbrücke und der damit einhergehenden Verlagerung des Bahnhofes aus.

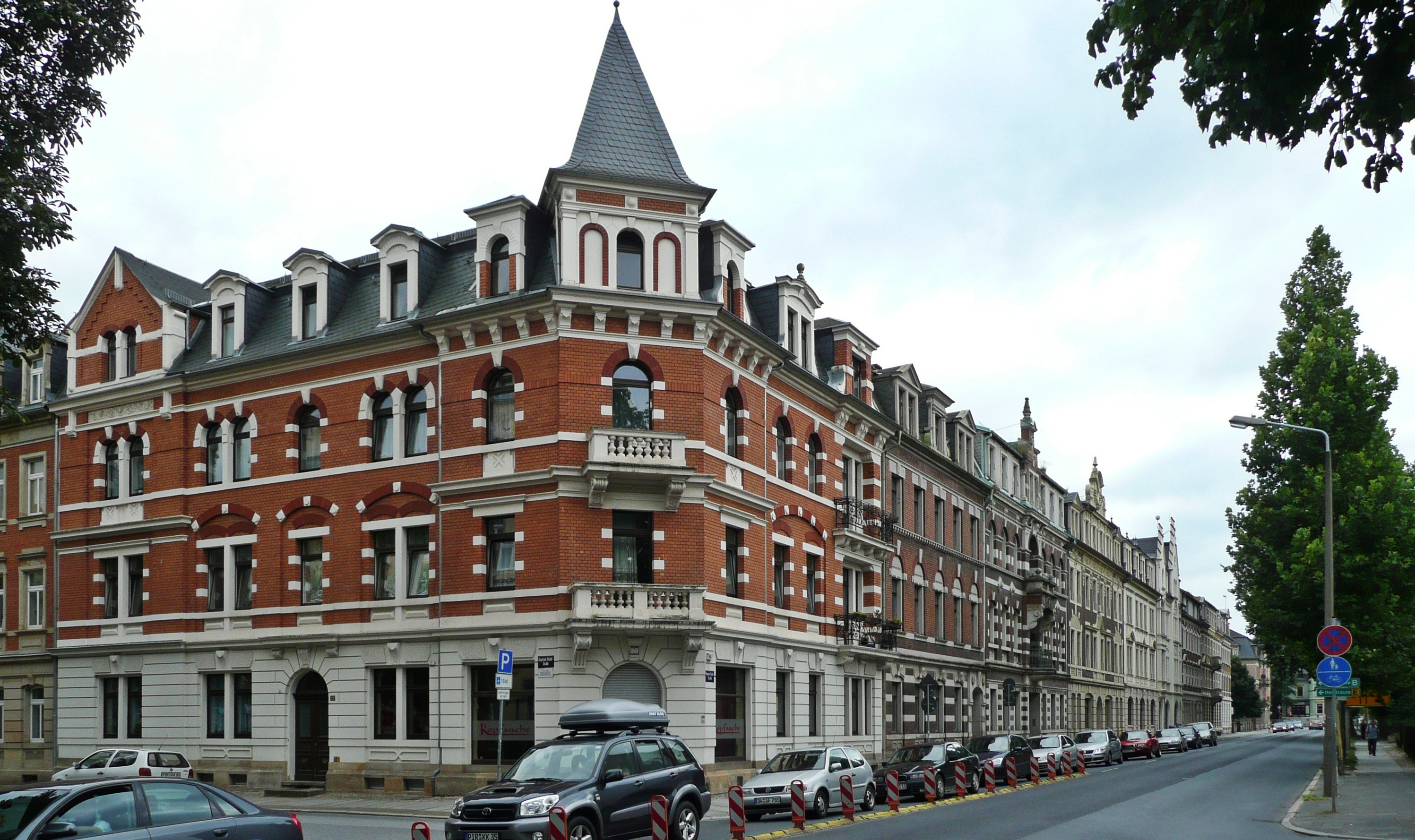
Typische Gründerzeitbebauung in der Westvorstadt (Maxim-Gorki-Straße)

Zwischen der historischen Altstadt und dem neuen Bahnhof entstand bis zum Ersten Weltkrieg die Westvorstadt mit ihren gründerzeitlich geprägten Bauten. Der Großteil der hier stehenden Häuser wurde zwischen 1880 und 1910 erbaut. 1916 wurde in dem ehemaligen Hotel Kaiserhof das Kino eröffnet. In der Westvorstadt befindet sich auch die denkmalgeschützte Möbelfabrik Hengst, welche zusammen mit der Elbtalzentrale der bedeutendste bauliche Sachzeuge der Industrialisierung in Pirna ist. Eine gründerzeitliche Überprägung erfuhr der Kern des rechtselbischen Ortes Copitz entlang der von der Elbbrücke nach Lohmen führenden Hauptstraße. In der Gründerzeit entstanden auch die großen Schaufenster im Erdgeschoss der Häuser in der Innenstadt. Die Niet-Verbindungen der hierzu benötigten Stahlträger über den Fenstern wurden mit Blumenornamenten verziert. Besonders in der Schmiedestraße sieht man noch einige davon.

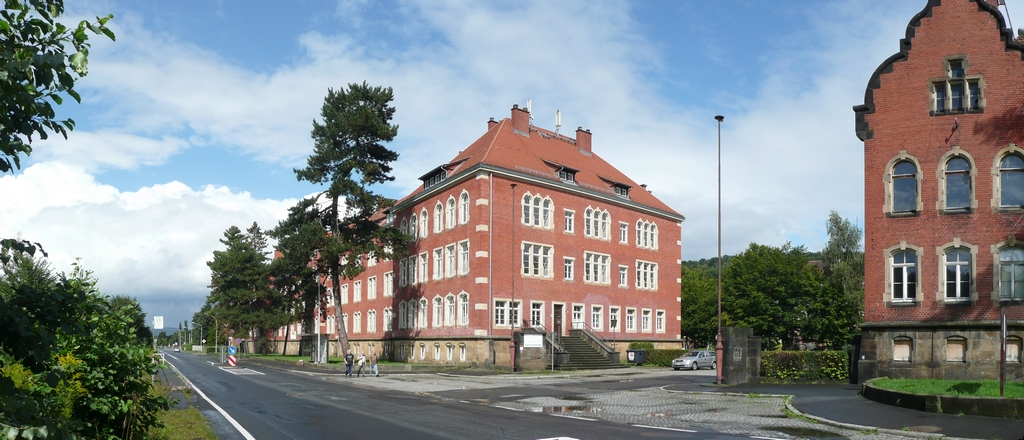
Blick auf die 1905/1906 erbaute Rote Kaserne an der Rottwerndorfer Straße, links der Straße verlief die Gottleubatalbahn

Ende des 19. Jahrhunderts wuchs die Stadt in Richtung Süden. Im Bereich der heutigen Südvorstadt entstand ab 1887/1889 ein ausgedehntes Kasernenareal entlang der Rottwerndorfer Straße. Die „Graue Kaserne“ diente als Unterkunft für das 2. Feldartillerie-Regiment Nr. 28 (später ersetzt durch das 1. Pionierbataillon Nr. 12). Zwischen 1901 und 1906 wurde das Kasernenareal nach Süden um die Bauten der „Roten Kaserne“ für das 5. Feldartillerie-Regiment Nr. 64 erweitert. Die Kasernen boten Unterkünfte für etwa 1700 Mann. Als Exerzierplätze nutzte das Militär ein Gelände an der Stadtgrenze nach Heidenau und eines an der heutigen Copitzer Brückenauffahrt der Sachsenbrücke beim Flugplatz.
1890 war die Einwohnerzahl auf 13.852 angewachsen. Am 6./7. September 1890 ereignete sich ein Elbhochwasser, welches allerdings nicht die Pegelstände von 1845 erreichte. Weitere Hochwasserschäden waren 1897 zu verzeichnen. Beim Gottleuba-Hochwasser vom 29./30. Juli 1897 traten vor allem in Neundorf und in Rottwerndorf schwere Schäden auf. Die Pirnaer Altstadt wurde großflächig überschwemmt, da der Damm der Elbtalbahn mit seinen wenigen Durchlässen ein rasches Abfließen der Wassermassen in die Elbe verhinderte. Die Mündung der Gottleuba in die Elbe verbreitert sich von 5 m auf 70 m.
Von 1889 bis 1922 stand an der Elbe nahe beim Elbeparkplatz ein Verladekran, erbaut von Hermann Prasser zum Verladen der Sandsteine. 1897 wurde an der heutigen Maxim-Gorki-Str. 28 als Ersatz für die Schule neben der katholischen Kirche eine neue katholische Schule erbaut. Das Gebäude steht heute leer.
Bis 1902 war die steile und deswegen gefährliche Hausbergstraße (Am Hausberg) die einzige Verbindung von Pirna zum Sonnenstein. 1902 wurde die neue Serpentinenstraße als Ersatz gebaut. Sie führt vom alten Krankenhaus am Schützenhaus der Schützengilde (das „Hanno“ genannte Hanno-Günther-Heim) vorbei auf den Sonnenstein.
Ab 1903 war im Rathaus nur noch die Stadtverwaltung und die Sparkasse untergebracht. Vorher wurde das Gebäude von der Post, dem Museum, dem Stadtarchiv, dem Militär und verschiedenen Handelsgeschäften genutzt.
Am 12. September 1911 ertranken elf Ulanen bei dem Versuch, zu Pferde die Elbe zu überqueren. Zur Erinnerung an sie wurde kurz danach auf der Oberpostaer Elbseite das sogenannte Ulanendenkmal errichtet. Es wurde später dem Zeitgeist entsprechend verändert, aber 2012 wieder in seinen ursprünglichen Zustand versetzt. Wenige Meter daneben befindet sich ein Denkmal für die Gefallenen des Ersten Weltkriegs.

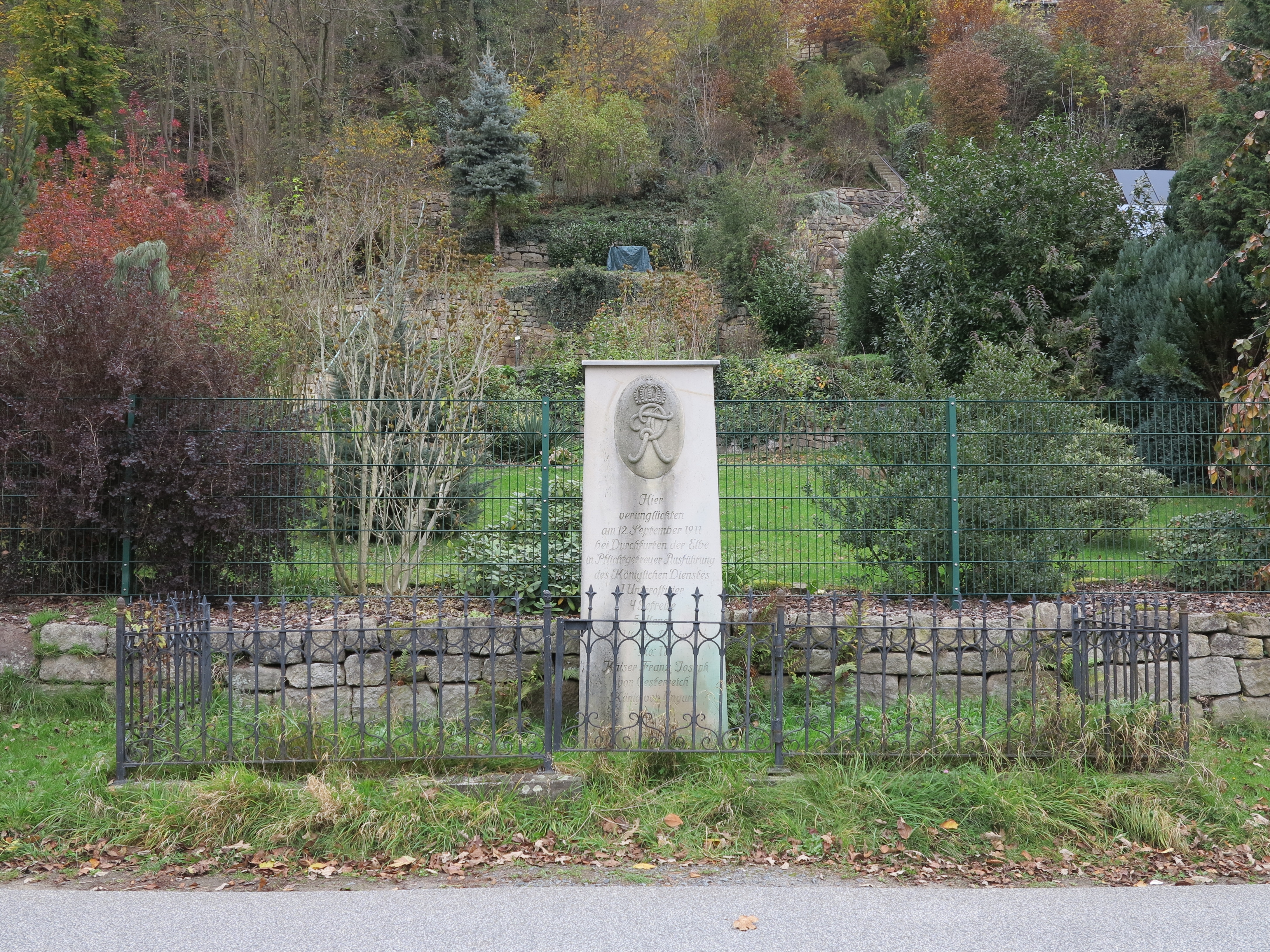
Denkmal für die ertrunkenen österreichischen Ulanen

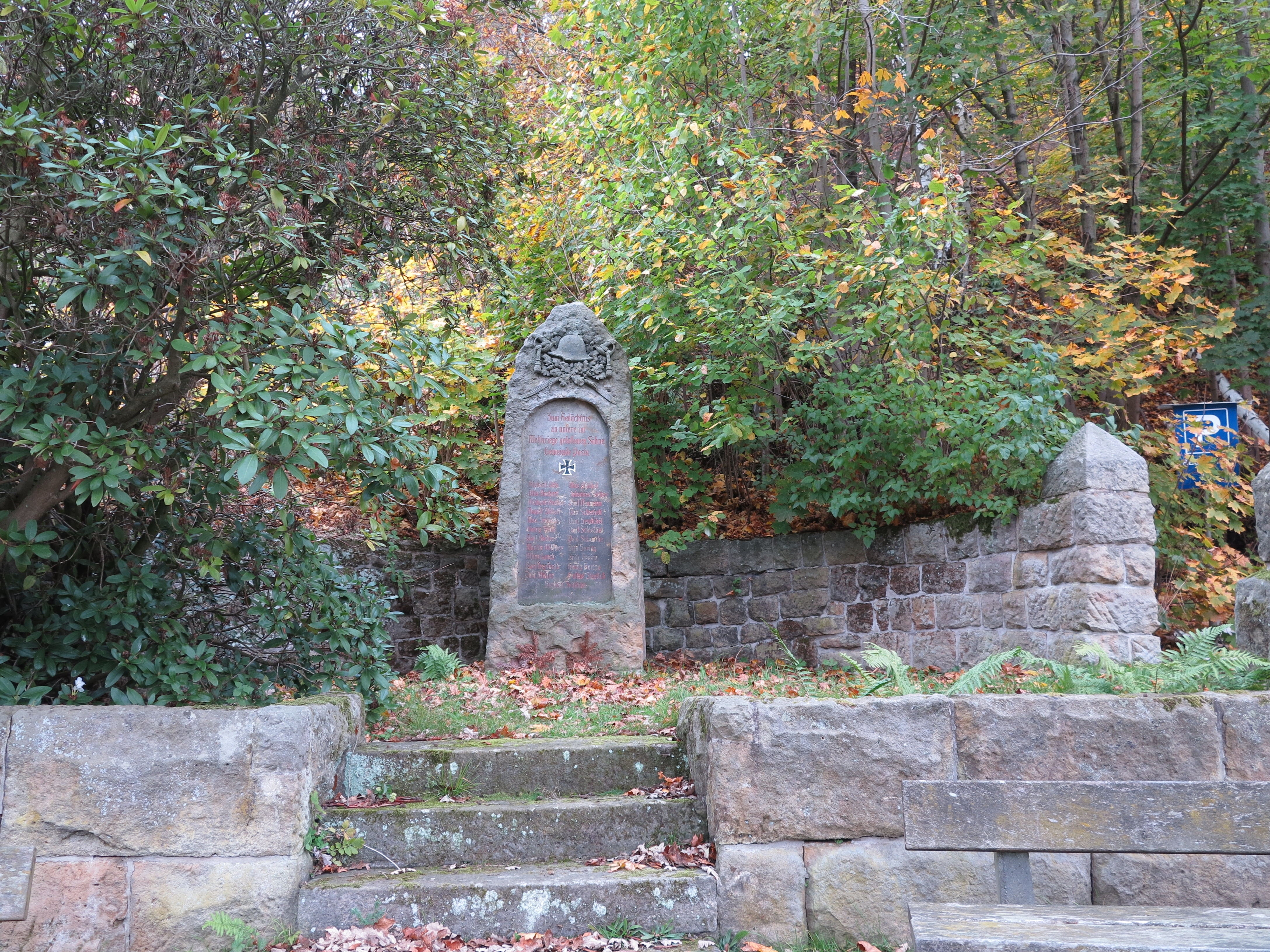
Denkmal für die Gefallenen des Ersten Weltkrieges

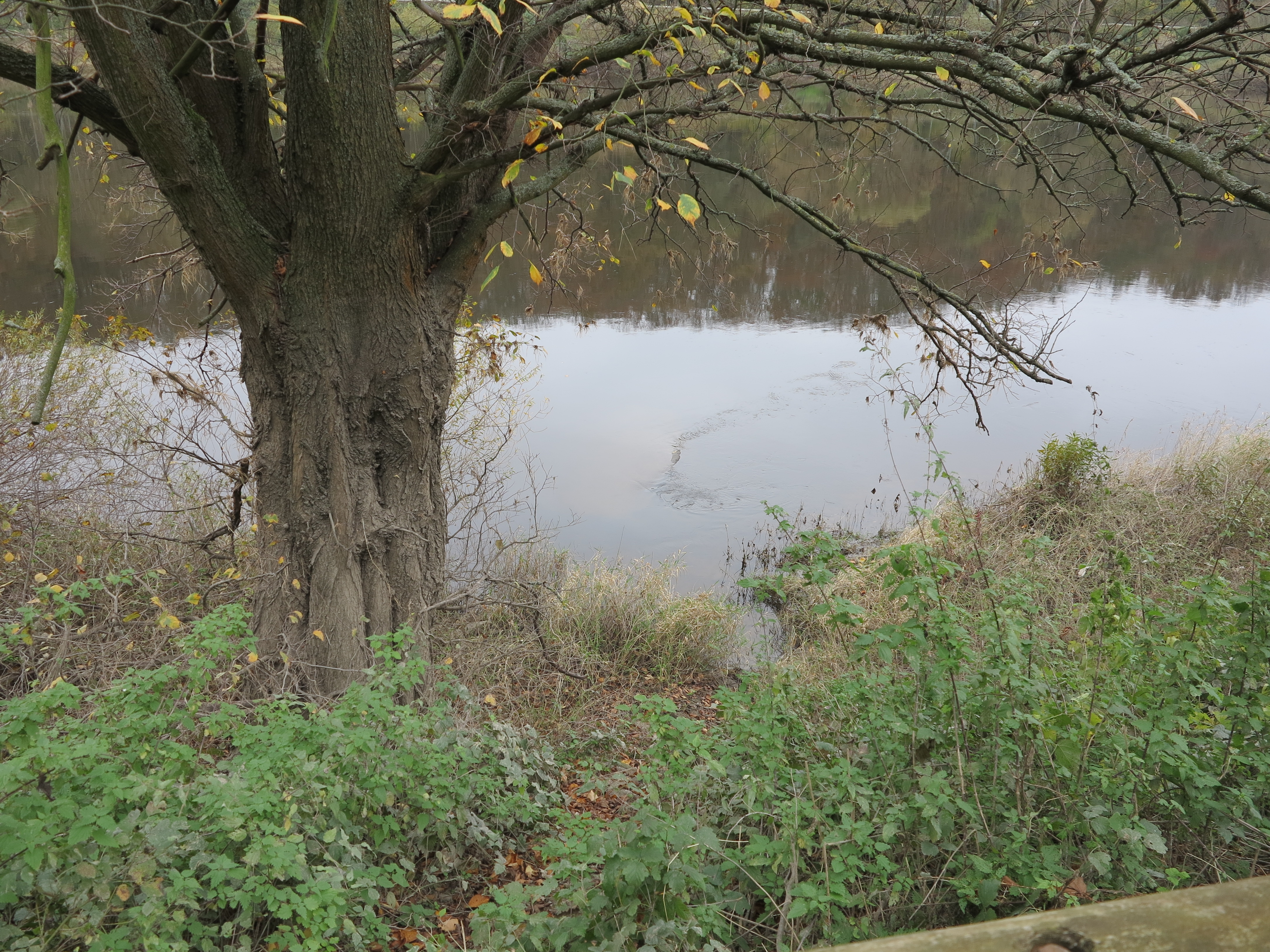
An den Wirbeln erkennbar ist der Hungerstein in unmittelbarer Nähe gegenüber vom Ulanendenkmal

1912 begann die allgemeine öffentliche Stromversorgung in Pirna, zunächst mit Generatoren in einer Papierfabrik. Anfangs wurden die Breite Straße, eine Privatwohnung und die Räume der städtischen Elektrizitätsversorgung beleuchtet. 1913 ging das erste Elektrizitätswerk (die „Elbtalzentrale“) in Betrieb, in der eine 5000 PS starke Dampfturbine mit Braunkohle betrieben wurde. In Copitz gab es schon seit 1895 Strom, der von einem Wasserkraftwerk im Liebethaler Grund erzeugt wurde.
Die Elbtalzentrale, sie stand im Industriegebiet zwischen Pirna und Heidenau, war nur bis 1929 in Betrieb. Heute ist nur noch eine Ruine davon vorhanden.
Seit 1912 wurde Pirna im Reichstag von einem SPD-Abgeordneten vertreten.
Während des Ersten Weltkrieges war Pirna Garnisonsstadt und beherbergte an der Rottwerndorfer Straße das Pionier-Bataillon Nr. 12 und das 5. Königlich-Sächsische Feldartillerie-Regiment Nr. 64. Beide Truppenteile hatten im Weltkrieg hohe Verluste.
Bei der Säkularisation 1919 (Trennung von Kirche und Staat) kamen die Schulen aus der kirchlichen in die staatliche Verwaltung. Am 27./28. Juli 1920 fuhr ein Eisenbahnzug mit einem Waffentransport durch Pirna. Dieser wurde von Pirnaer Arbeitern aufgehalten und die Waffen wurden konfisziert. Daran erinnert heute noch ein Denkmal am Bahnhof.
In den 1920er Jahren bis 1933 war der in Copitz geborene Siegfried Rädel von der KPD Reichstagsabgeordneter für Pirna.
Im Oktober 1923 marschierte die Reichswehr in Pirna ein, um einen Streik von Arbeitern niederzuschlagen. Dabei wurden am 23./24. Oktober zwei junge Männer, Artur Müller und Hans Wittig, erschossen. Daran erinnert seit 1963 eine Gedenktafel am Rathaus. Im Dezember 1923 bei der großen Inflation gab es rund 5000 Arbeitslose in Pirna.

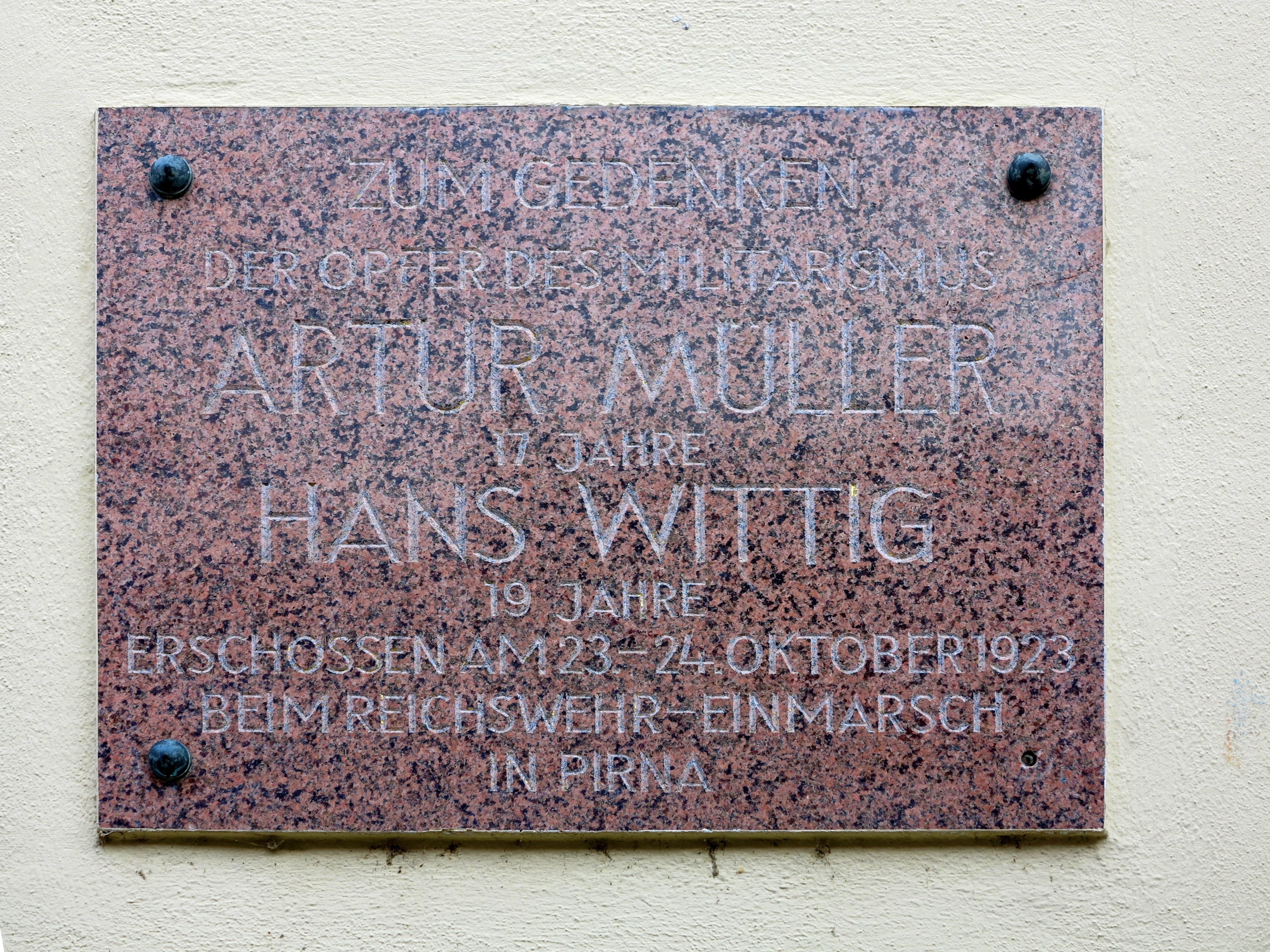
Gedenktafel am Rathaus für Artur Müller und Hans Wittig

1922/1923 erweiterte sich die Stadt unter dem Bürgermeister Arthur Gaitzsch durch die Eingemeindungen mehrerer Vorstädte und umliegender Dörfer (Posta, Niedervogelgesang, Obervogelgesang, Copitz, Hinterjessen, Neundorf, Zuschendorf, Rottwerndorf) auf über 30.000 Einwohner und erlangte dadurch 1924 die Kreisfreiheit.
1927 rief das Hochwasser von Gottleuba und Seidewitz in Pirna schwere Schäden hervor. In den Wassermassen starben 13 Menschen, davon allein 9 in Pirna-Neundorf. Wie bereits 1897 wurden die Altstadt und die Westvorstadt großflächig überschwemmt.
Am 4. April 1928 fuhr der erste Stadtomnibus in Pirna. Der Privatunternehmer Hans Jensen eröffnete mit vier Linien und zwölf Bussen den Omnibusverkehr. Die Buslinien übernahm 1952 der VEB Kraftverkehr, 1992 die heutige RVSOE. 1928 wurden auf der flussaufwärtigen Seite der Elbbrücke die zweispurige Fahrbahn für den Straßenverkehr sowie der Fußweg verbreitert. Die Trassierung der beiden Eisenbahngleise auf der Brücke blieb unverändert.
1929 wurde die Berufsschule am heutigen Thälmannplatz gegründet.

### Zeit des Nationalsozialismus und des Zweiten Weltkriegs

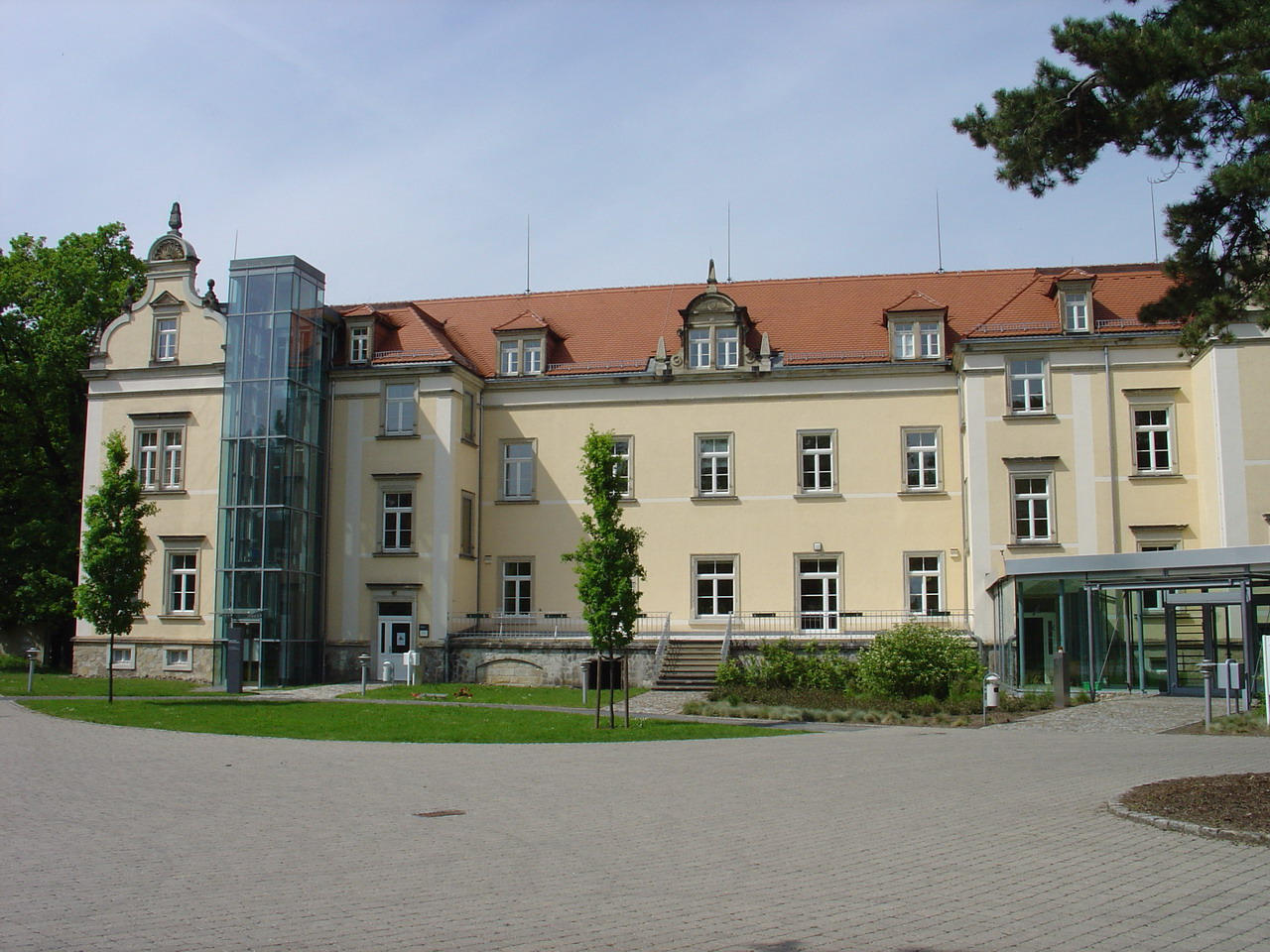
Gedenkstätte Pirna-Sonnenstein

Bei der Reichstagswahl März 1933 erreichte die NSDAP in der Amtshauptmannschaft Pirna über 40 Prozent der Stimmen. Massenkundgebungen und Verfolgungen folgten. Zwei Monate vor der deutschlandweiten Bücherverbrennung wurden schon am 9. März 1933 vor der Volksbuchhandlung in Pirna in der Breiten Straße Bücher verbrannt und eine Zeitung (die Volkszeitung) verboten. 1928 wurde Hermann Paul Nitsche zum Direktor der auf über 700 Patienten angewachsenen Heilanstalt Sonnenstein berufen. Mit seinem Antritt begann die systematische Ausgrenzung der chronisch psychisch kranken Menschen. Als ausdrücklicher Befürworter der „Vernichtung lebensunwerten Lebens“ und der „nationalsozialistischen Rassenhygiene“ setzte er Zwangssterilisationen, fragwürdige „Zwangsheilbehandlungen“ und „Verpflegungssparrationierungen“ gegen „erbkranke“ Patienten durch. Im Dezember 1939 wurde die Anstalt geschlossen und als Reservelazarett und Umsiedlerlager eingerichtet.
Berüchtigt wurde die Anlage durch ihren Einsatz im Rahmen der Aktion T4, als unter der Leitung des Arztes Horst Schumann in Pirna von Juni 1940 bis August 1941 13.720 Patienten sowie mehr als 1000 KZ-Häftlinge vergast wurden. Die meisten Euthanasie-Opfer stammten aus psychiatrischen Anstalten, Heimen für geistig behinderte Menschen sowie Alters- und Pflegeheimen. In den Zeiten des „Hochbetriebs“ wurden zum Teil mehr als 200 Menschen pro „Arbeitstag“ vergast. Aus der Tötungsanstalt Pirna-Sonnenstein sickerten trotz strengster Geheimhaltung Gerüchte über die Krankenmorde durch. Dass die damalige Bevölkerung darüber schwieg, mag mit passiver Akzeptanz und diffuser Angst vor Sanktionen zusammengehangen haben. Zu DDR-Zeiten wurde dieses Kapitel aufgrund der militär-industriellen Nach-Nutzung des Geländes nicht thematisiert. Seit 1990 erinnert die Gedenkstätte Pirna-Sonnenstein daran.

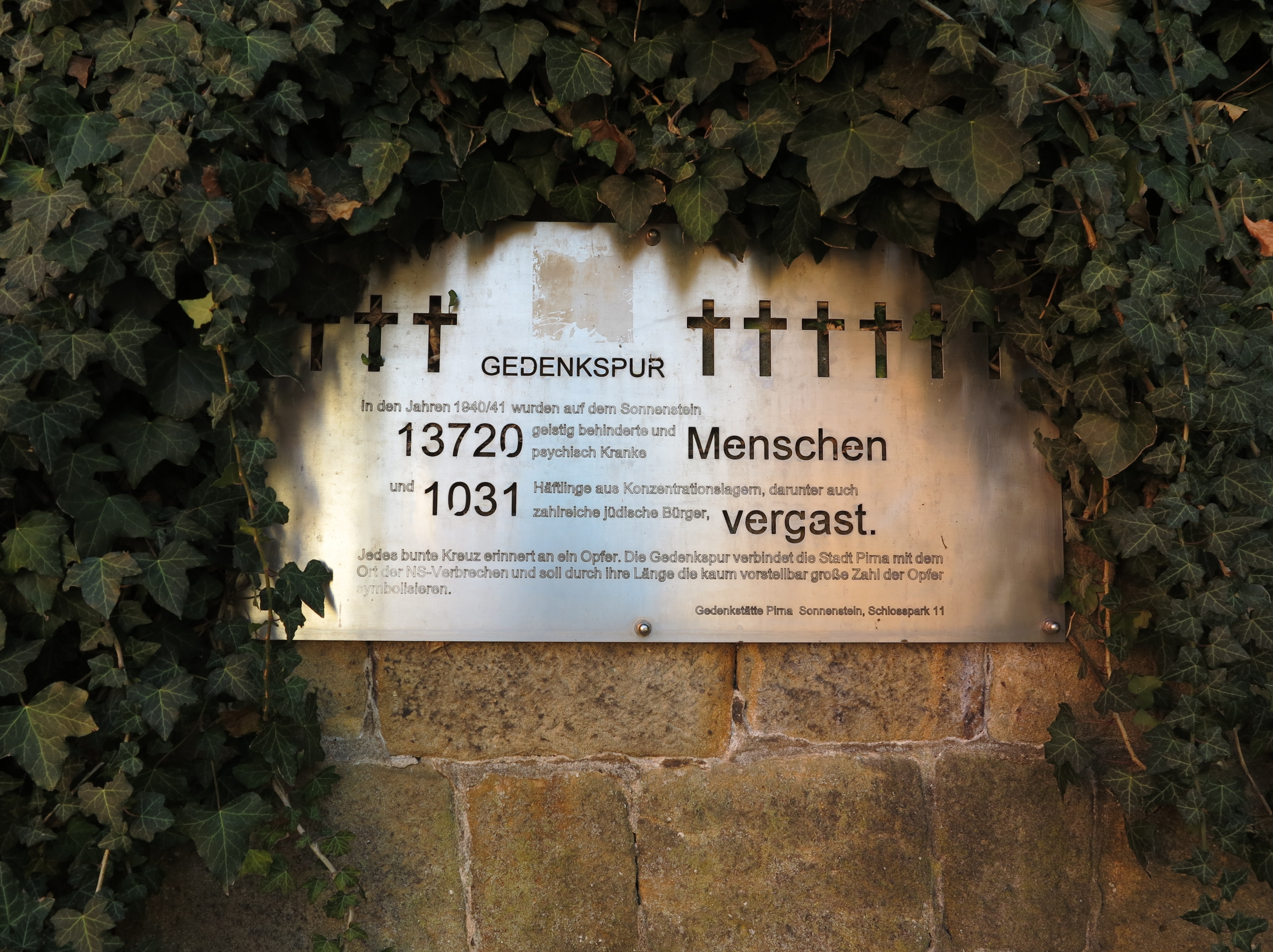
Info-Tafel zur „Euthanasie“ und zur Gedenkspur

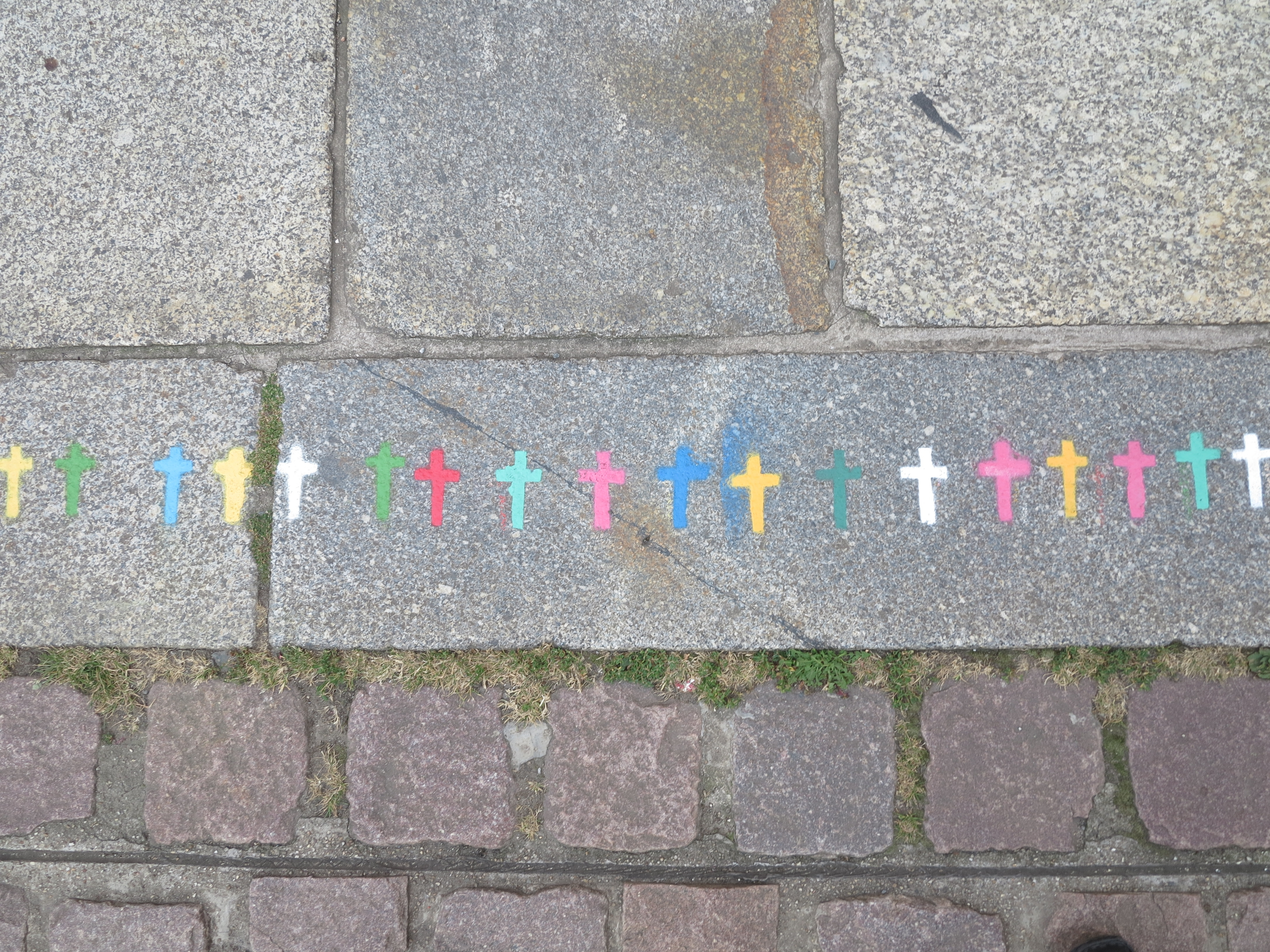
Ein Pfad von 14.000 bunten Kreuzen zieht sich von der Altstadt Pirna zu Pirna-Sonnenstein und erinnert an die Opfer der sogenannten Euthanasie. Die Kreuze werden regelmäßig erneuert.

Im Juli 1933 wurde die Badeanstalt in der Elbe (Stadtbad) beim alten Zollhaus (Elbufer 1) von einem Wirbelsturm zerstört. Die zweite Elbe-Badeanstalt, das Carolabad unterhalb der Elbbrücke, existiert nicht mehr. In der Zeit des „Dritten Reiches“  entstand in der Südvorstadt die Hermann-Göring-Siedlung im Heimatschutzstil, das heutige Musiker- und Malerviertel, so benannt nach den jetzigen Straßennamen.
In Pirna wurden in der Nacht vom 9. auf den 10. November 1938 vier jüdische Geschäfte zerstört. Seit 2008 erinnert eine Tafel in der Schössergasse/Ecke Markt an eines davon.

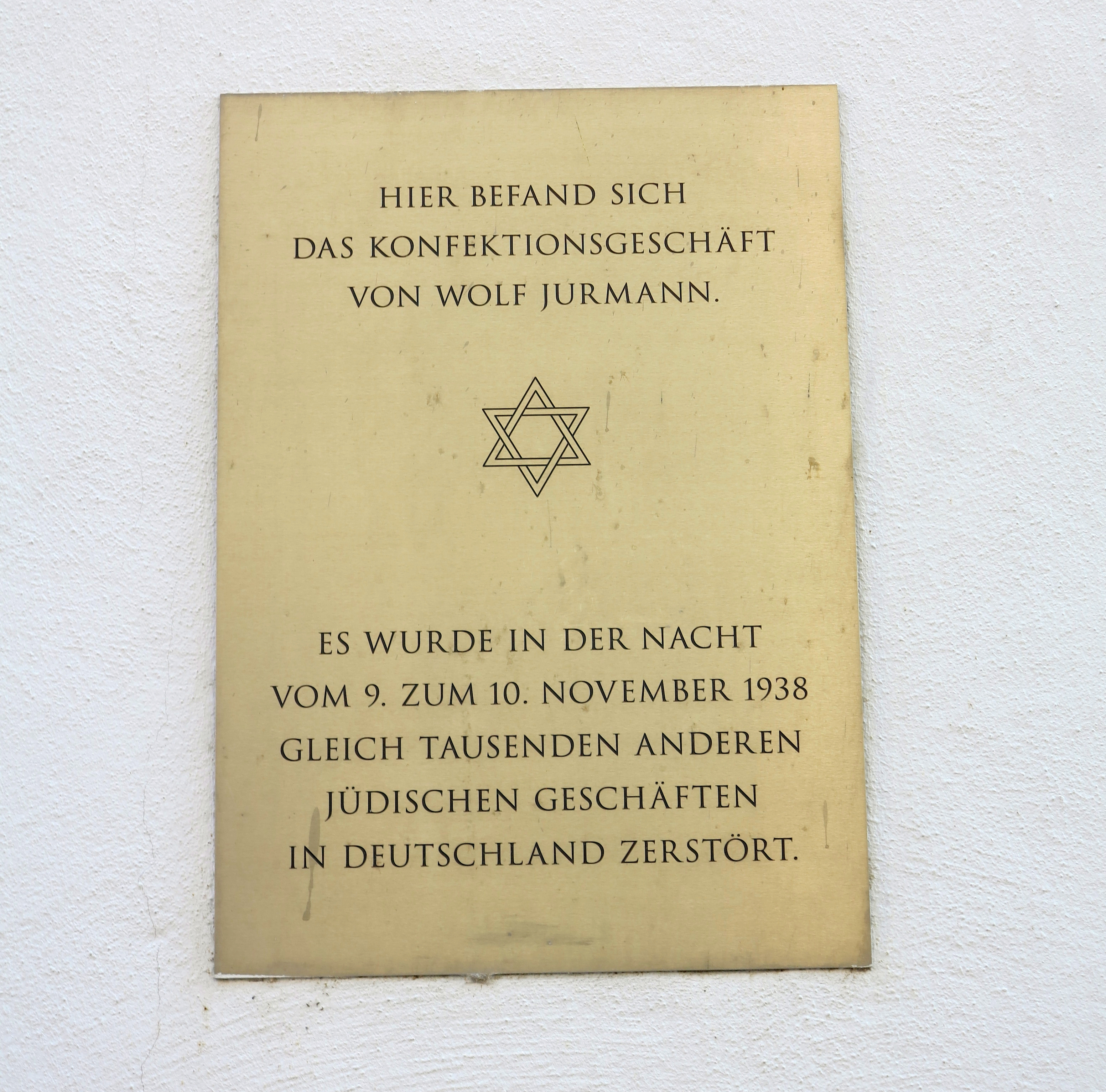
Diese Tafel erinnert an ein jüdisches Geschäft in Pirna, das in der „Kristallnacht“ geschändet wurde.

Gegen Ende des Zweiten Weltkrieges, vom 10. Januar bis Mitte April 1945, wurden im Außenlager Mockethal/Zatzschke des KZ Flossenbürg über 1000 Häftlinge zur Zwangsarbeit für die Deutsche Gasolin beim Ausbau unterirdischer Treibstofferzeugungsanlagen („Dachs VII“) im Gebiet der „Alten Post“ bzw. für die HASAG im oberirdischen Mineralölwerk Herrenleite („Carnallit“) eingesetzt. Die genannte Häftlingszahl schließt dabei mehrere Hundert aus Dresden evakuierte Häftlinge, darunter polnische Jüdinnen und Juden aus dem „Metallwerk Striesen“, ein.
Im Zweiten Weltkrieg gab es insgesamt 3500 tote Bürger aus Pirna, die meisten starben als Soldaten an den Fronten. Doch erlebte die Stadt auch mehrere Luftangriffe, die insgesamt etwa 300 Menschenleben forderten, ganz überwiegend Zivilisten. Am 15. Februar 1945 warfen 24 amerikanische „Fliegende Festungen“ Boeing B-17 über der „Hermann-Göring-Siedlung“ in der Pirnaer Südvorstadt 430 Sprengbomben ab. Es kam zu schweren Gebäudeschäden. Unter den 47 Todesopfern waren 14 Frauen und Kinder sowie 31 Soldaten in einem Bunker. Das eigentliche Ziel soll der 18 km entfernte Verschiebebahnhof Dresden-Friedrichstadt gewesen sein. Am 2. März 1945 fielen aus bewölktem Himmel US-Bomben auf Felder und Orte in der Umgebung von Pirna, so auf Birkwitz, Jessen und Graupa. Mindestens 14 Menschen starben. Der schwerste Luftangriff erfolgte am 19. April 1945 durch 115 B-17-Bomber mit 337 Tonnen Bombenlast, gezielt auf die Elbbrücke und die Eisenbahnanlagen der Stadt. Diese wurden getroffen, doch auch die benachbarten Wohngebiete beidseits der Elbe, die Klosterkirche Pirna, der Friedhof (100 Bomben), das Gussstahlwerk und das Zellstoffwerk. Über 200 Zivilisten und 20 Soldaten starben. Am 8. Mai 1945, während der Einnahme von Pirna durch sowjetische Truppen, bombardierte die Rote Luftflotte die Stadt. Das führte zu 28 Toten.

### Nachkriegszeit bis Staatsgründung der DDR
Nach Kriegsende 1945 wurden in den Städten und Gemeinden des Landkreises Pirna Kommissionen der neuen staatlichen Organe zur Entnazifizierung und zur Durchsetzung der SMAD-Befehle 124 und 126 gebildet. Die Kommissionen, in denen alle Blockparteien vertreten waren, ermittelten innerhalb weniger Tage die Betriebe, Personen und Einrichtungen, die unter die Befehle 124 und 126 fielen, und fertigten gemeinsam mit den Antifa-Ausschüssen Listen, Begründungen und Beurteilungen an. Danach wurden entsprechend dem Befehl 124 im Kreis Pirna einschließlich des Kreises Sebnitz 236 Objekte für die Sequestrierung (Beschlagnahmung) festgestellt.
Dazu bildete Anfang 1946 die Kreisverwaltung Pirna die „Abteilung für sequestriertes Vermögen“ und löste gleichzeitig die Kommission für die Durchführung beider Befehle auf. Die neue Abteilung bereitete die Vorschläge für die Grundstücke und Gebäude vor und hatte die weitere Bearbeitung aller Angelegenheiten in diesem Zusammenhang durchzuführen. Ihre Vorschläge aber wurden nach wie vor von einer kontrollierenden Kommission beraten. Sequestrierte (beschlagnahmte) Gebäude und Grundstücke erhielten die FDJ, die Volkssolidarität, der FDGB und die Konsumgenossenschaft.

Strömungsmaschinen (Triebwerke aller Art)
Zellstoffwerke
Chemiewerke Agrotex
Kunstseidenwerk
Nicht-digitale Hi-fi-Geräte
Chemische Fabrik Copitz
Chemieanlagenbau
Öffentlicher Nahverkehr
Kittwerke
Fahrzeugelektrik
Schuhfabrik
Marmeladenfabrik
Getränkeversorgung
Außen- und Innenarchitektur in Umsetzung
Bekleidung für Staatsorgane und Mode
Einfache Zellstoffherstellung

Beim Volksentscheid in Sachsen am 30. Juni 1946 zur Überführung von Betrieben in Volkseigentum stimmten im Landkreis Pirna 86.020 Bürger für die Enteignung, das waren 82,40 Prozent. Damit wurden in der Stadt Pirna folgende Betriebe in Volkseigentum überführt:
- Vereinigte Farbenglaswerke AG Pirna
- Rottwerndorfer Seifenfabrik R. Walther KG
- Sächsische Klebstoffwerke Pirna, Szantner u. Teilhaber
- Siemens Kondensatorenbau/Siemens-Schuckertwerke AG Pirna-Copitz
- Mitteldeutsche Spinnhütte GmbH Pirna-Copitz
- Siemens-Glas AG, Werk Copitz
- Aschaffenburger Zellstoffwerke, Werk Hoesch & Co., Pirna
- Chemische Fabrik Richard Dreßler Pirna
- Dyckerhoff & Widmann KG Pirna-Copitz
- Fr. Küttner AG, Kunstseidenwerke Pirna
- Gebr. Lein GmbH, Maschinenfabrik und Eisengießerei Pirna
- Malzfabrik der Brauerei zum Felsenkeller AG Pirna
- R. A. Schramm, Eisenwarenhandlung Pirna
- Erich Bodechtel, Steinmetzgeschäft Pirna
- Karl Häschel, Schlosserei Pirna-Copitz.

Vom 16. Juni bis zum 7. Juli 1947 fand im Dresdner Schwurgericht der Euthanasie-Prozess gegen Ärzte und Pfleger statt, die an der Aktion T4 teilgenommen hatten. Am 7. Juli wurden unter anderem Paul Nitsche, die Sonnensteiner Pfleger Erhard Gäbler und Hermann Felfe zum Tode und der Pfleger Paul Räpke zu lebenslanger Zuchthausstrafe verurteilt.
Nach Befehl 124 der sowjetischen Militäradministration wurden in der Stadt Pirna 25 namentlich aufgeführte, allesamt ehemals in NSDAP-Führungsfunktionen aktive Personen enteignet. Zum Ausmaß der Enteignung heißt es: „Mit Aushändigung der Urkunden sind alle Vermögenswerte vorstehender Personen enteignet, sei es Guthaben in Bank-, Sparkassen- und Scheckbücher, Wertpapiere, Aktien, Darlehen usw. oder Grund und Boden, Grundstücke und Betriebe, Landwirtschaften.“ In den nächsten Tagen folgte die Grundbuchlöschung.
Es ist nicht bekannt, ob bei den Inhaftierten, Internierten und Enteigneten eine Teilnahme am Pogrom vom 9./10. November 1938 in Pirna und in anderen Orten des Kreises als Begründung für ihre Bestrafung eine Rolle gespielt hat. Ein spezielles Verfahren gegen die Täter dieses Pogroms hat es im Kreis Pirna offenbar nicht gegeben.
Zahlreiche NSDAP-Mitglieder bekundeten im Sommer 1945 öffentlich Reue. Auch in Pirna wurden Reuebekundungen positiv aufgenommen. So überwies Rudolf Walter, Besitzer der Seifen- und chemischen Fabrik in Rottwerndorf, am 14. Juni 1945 1000 Mark für Opfer des Faschismus als Wiedergutmachung und erklärte, er schäme sich, „jemals Mitglied der NSDAP gewesen zu sein“. Er wolle darüber hinaus die Patenschaft für zwei Familienangehörige von Opfern des Faschismus übernehmen, um deren Weiterbildung zu fördern. Diese Erklärung wurde veröffentlicht und zur Nachahmung empfohlen. Daraufhin gab es eine Spendenaktion von Pirnaer Geschäftsleuten und Handwerkern, die bis zum 25. Juli 1945 einen Betrag von 23.401 Mark erbrachte. Unter den namentlich aufgeführten Spendern war Richard Jähnichen, der Vater des Kommandanten des „Schutzhaftlagers“ Hohnstein von 1933/1934.
Im Zuge des geistig-kulturellen Neuaufbaus fand 1947 im Haus der Jugend die 1. Kunstausstellung des Kreises Pirna statt.

### DDR-Zeit/Sozialismus

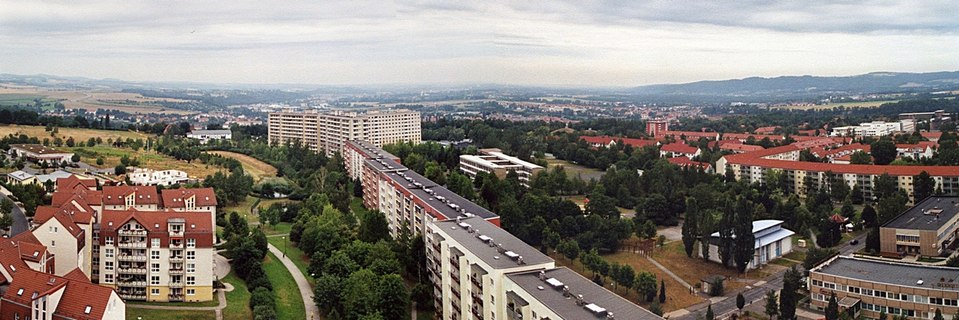
Blick über das Neubaugebiet Sonnenstein

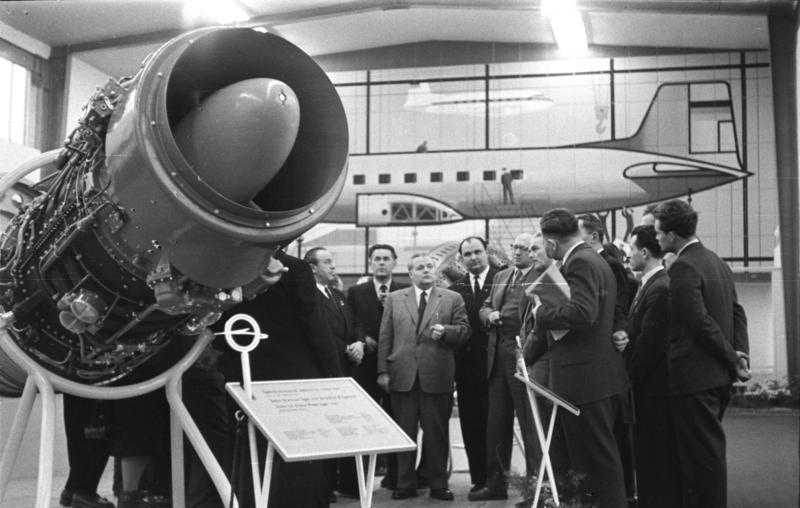
In Pirna hergestelltes Flugzeugtriebwerk auf der Leipziger Messe, 1958

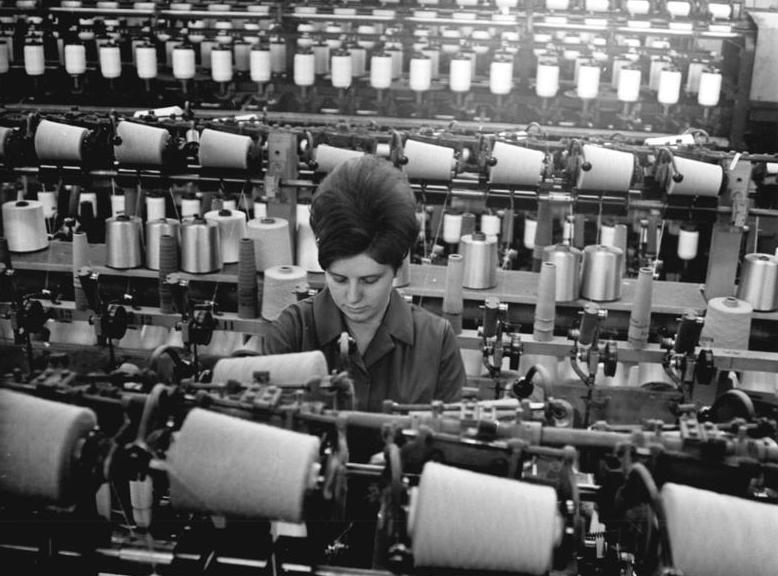
Produktion im sächsischen Kunstseidenwerk „Siegfried Rädel“, 1970

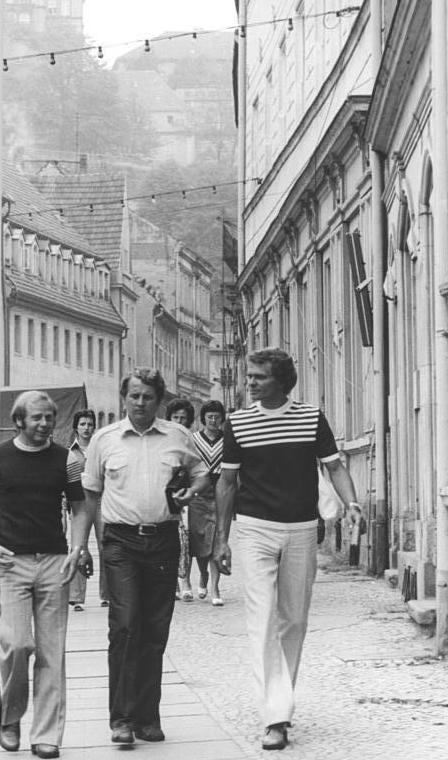
Obermarkt, im Hintergrund die Schloßstraße in Richtung Sonnenstein, 1979

In der DDR-Zeit war Pirna Kreisstadt des Kreises Pirna im Bezirk Dresden. Zu den sozialistischen Errungenschaften gehörten das Neubaugebiet in moderner Plattenbauweise auf dem Sonnenstein für etwa 10.000 Einwohner, das zwischen 1965 und 1983, und das in Copitz-West, das von 1980 bis 1988 erbaut wurde. Die Altstadt dagegen verfiel, da Gebäude nicht ausreichend instand gehalten wurden. Ein Teil der Häuser war zum Ende der DDR unbewohnbar. Die Luft war von Kraftwerks- und Industrieabgasen sowie den Braunkohleheizungen stark verschmutzt. Vom Osterzgebirge kommend sah man oft eine Dunstglocke über dem Elbtalkessel.
Während der Planwirtschaft arbeiteten die Menschen zum großen Teil in volkseigenen Betrieben: im Kunstseidewerk (das vormals Hugo Küttner gehörte und auf dem Industriegelände an der heutigen B 172 Richtung Heidenau lag), im Zellstoffwerk (das sich unterhalb der Gottleuba-Mündung zwischen Eisenbahnstrecke und Elbe befand), im 1956 als VEB Entwicklungsbau Pirna gegründeten VEB Strömungsmaschinen Pirna (kurz: Strömungsmaschine) auf dem Sonnenstein und bei der Wismut in Königstein. Im Strömungsmaschinenwerk entstanden unter anderem Turbinen Pirna 014 für das in der DDR entwickelte Düsenflugzeug 152. Alle diese Betriebe bestanden nach der Wende nicht lange weiter, da sie nicht konkurrenzfähig genug waren. Durch die Abwässer der Industrie, besonders des Zellstoffwerks, wurde die Elbe stark verschmutzt; Baden in der Elbe war nicht mehr möglich.
Am 23. Juli 1957 und am 6. Juli 1958 ereigneten sich durch überdurchschnittliche Regenfälle starke Hochwasser der Gottleuba, die große Teile der Altstadt überfluteten und Zerstörungen verursachten wie zuvor 1897 und 1927. Unter anderem zerbarst dabei die Eisenbahnbrücke der Elbtalstrecke an der Dampferanlegestelle in der jetzigen Dohnaischen Straße. Die Deutsche Reichsbahn errichtete eine Behelfsbrücke aus Stahl. Das Provisorium stand bis Dezember 2011 und verursachte starken Lärm bei Zugüberfahrten. Nach den beiden Hochwassern wurden mehrere Rückhaltebecken und die Talsperre Gottleuba gebaut.
1961 wurde die finnische Stadt Varkaus Pirnas Partnerstadt.
Von 1957 bis 1963 wurde ein Heizkraftwerk errichtet. Es verfügte über drei Turbinen mit einer Leistung von 12,5 MW und versorgte die Industrie und das Wohngebiet auf dem Sonnenstein mit Strom und Heizwärme.
1968/69 wurde die Schwimmhalle an der Seminarstraße als Initiativbau Volksschwimmhalle unter Beteiligung der Bevölkerung gebaut und am 4. Oktober 1969 eröffnet.
Typische Einrichtungen der sozialistischen Zeit waren die Gesellschaft für Sport und Technik (GST), Gesellschaft für Deutsch-Sowjetische Freundschaft (DSF), die Volkssolidarität, Betriebssportgemeinschaften und die Betriebskampfgruppen. Sportvereine nannten sich „Lokomotive“, „Fortschritt“ oder nach den Betrieben „Chemie“ und „Wismut“. In der Gartenstraße gab es im Geschäft von Max Schneider den ersten Intershop von Pirna. Während der DDR-Zeit wurde in der Altstadt nur ein Haus gebaut: das Gebäude der heutigen Dohnaischen Straße 72.
Bis zur Aufgabe des Reiseverkehrs auf der Bahnlinie nach Bad Gottleuba im Jahr 1972 hatte Pirna einen Bahnhof in der Südvorstadt, den Südbahnhof.
Die örtliche Staatssicherheit hatte ihr Domizil im Gebäude der heutigen Arbeitsagentur in der Seminarstraße. Es wurde im Herbst 1989 ebenso wie die Dresdner Bezirkszentrale vom Bürgerkomitee besetzt. Das Wehrkreiskommando der NVA befand sich auf der Grohmannstraße neben dem Klosterhof.
Mitte der 1980er Jahre standen in Pirna ca. 1700 unsanierte Wohnungen leer, 400 davon in der Altstadt. Einzelne besonders stark verfallene Häuser wurden in der Folgezeit abgerissen, zum Beispiel das Haus an der Südostecke des Marktplatzes und das Kern’sche Haus in der Burgstraße. Als 1989 im Rahmen von Abrissmaßnahmen in der Altstadt das Teufelserkerhaus beseitigt werden sollte, gab es Demonstrationen mit dem Ruf „Rettet Pirna“. Aus diesem Kreis bildete sich das Kuratorium Altstadt, das sich um den nach der Wende einsetzenden Wiederaufbau verdient machte.

### Seit 1989

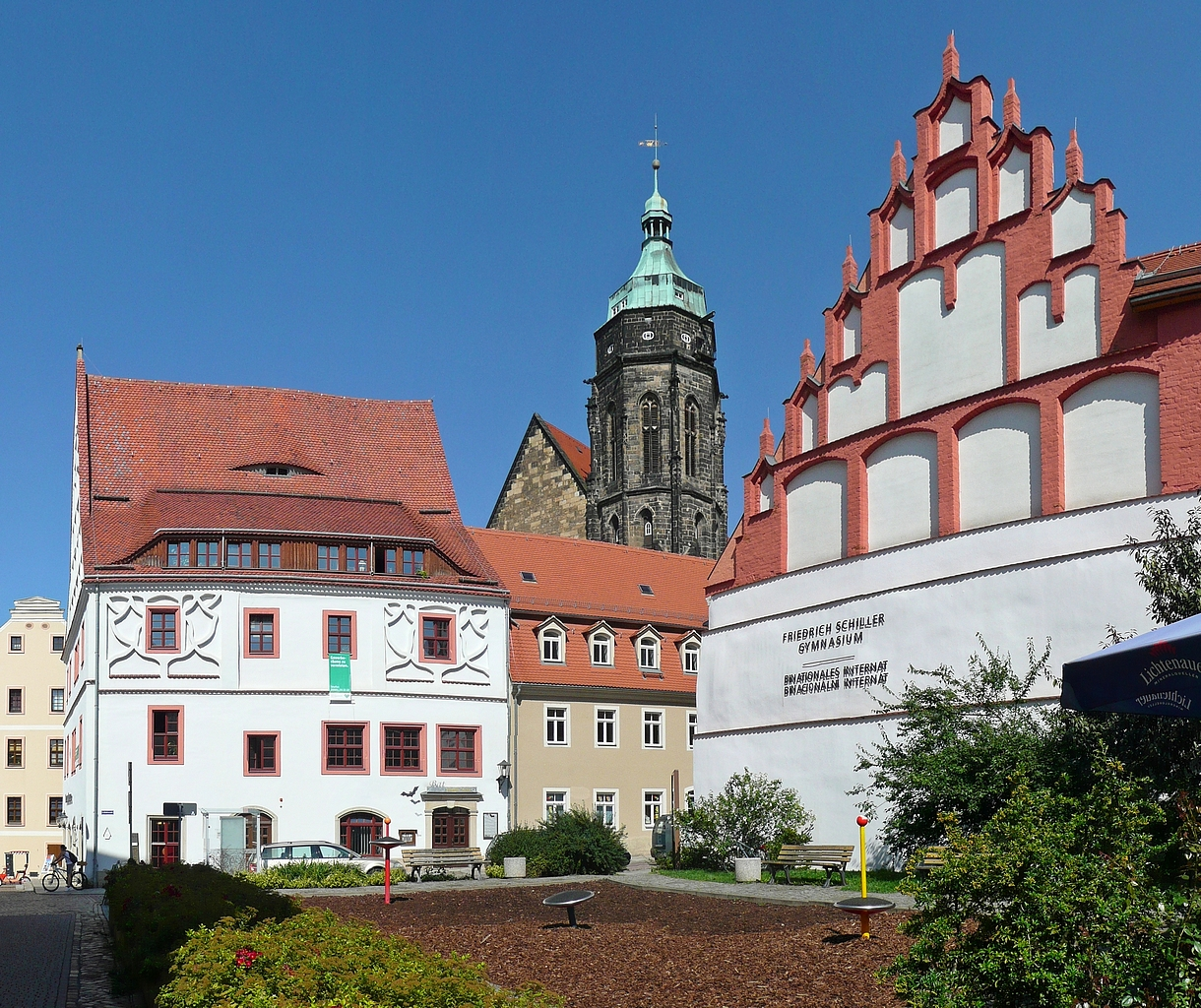
Sanierte Gebäude in der Pirnaer Altstadt: Blick von der Frohngasse auf das Canalettohaus (links), den Turm der Marienkirche und den spätgotischen Ziergiebel des deutsch-tschechischen Internats

Prägend war die in der Geschichte der Stadt beispiellose Deindustrialisierung im Zuge der deutschen Wiedervereinigung. Der unmittelbare Übergang zur Marktwirtschaft führte zur Stilllegung eines erheblichen Teils der strukturbestimmenden Industriebetriebe. Allein in den drei größten Werken Kunstseidenwerk, Strömungsmaschinenwerk und Zellstoffwerk fielen bis Mitte der 1990er Jahre infolge Schließung und Abwicklung durch die Treuhandanstalt über 5000 Arbeitsplätze weg. Zwar entstanden im Dienstleistungsgewerbe neue Arbeitsplätze; diese konnten den Verlust jedoch nicht kompensieren. Die Ansiedlung neuer Arbeitsplätze im verarbeitenden Gewerbe gestaltete sich schwierig, nicht zuletzt aufgrund des bis 2005/2006 fehlenden Autobahnanschlusses.
Dieser wirtschaftliche Einschnitt begünstigte die Abwanderung insbesondere der jungen Bevölkerung, sodass die Einwohnerzahl in Verbindung mit den verzeichneten Geburtendefiziten (demografischer Wandel) schrumpfte. Die Eingemeindung von Birkwitz-Pratzschwitz und Graupa 1999 mit damals ca. 4500 Einwohnern wirkte sich nur statistisch aus.
Die Stadtentwicklung konzentrierte sich unter diesen Bedingungen zunehmend auf einen Stadtumbauprozess. Schwerpunkte der seit 2002 (Erarbeitung eines Integrierten Stadtentwicklungskonzeptes) vorangetriebenen Innenentwicklung bilden der Rückbau dauerhaft leer stehender und langfristig nicht mehr benötigter Wohnungen und Infrastrukturen sowie die Aufwertung des erhaltenswerten Wohnungs- und Infrastrukturbestandes und die Anpassung an geänderte Nachfragestrukturen der alternden Bevölkerung.
Der Wiederaufbau der Innenstadt wurde seit Anfang der 1990er Jahre mit intensiver Förderung aus den Förderprogrammen der Städtebauförderung weit vorangebracht. Mittlerweile sind von den reichlich 300 Gebäuden der historischen Altstadt über 90 % saniert. Die Einwohnerzahl im Sanierungsgebiet Altstadt hat sich seit Ende der 1990er Jahre von knapp 1000 Einwohnern auf fast 2000 Einwohner (Stand 2013) verdoppelt. Der Marktplatz und die umgebenden Gassen haben sich zu einem sehenswerten Viertel mit Geschäften, Bars und Cafés sowie kulturellen Angeboten (u. a. Tom-Pauls-Theater im Peter-Ulrich-Haus) entwickelt. Die Altstadtsanierung brachte dabei wiederholt historische Besonderheiten zum Vorschein. So wurde beispielsweise bei der Sanierung eines Hauses am Marktplatz eine ca. 500 Jahre alte Wandmalerei freigelegt, die eine verkehrte Tierjagd zeigt – Tiere jagen und verspeisen Menschen – und die laut Aussage des Sächsischen Landesamtes für Denkmalpflege in dieser Form bislang einzigartig in Sachsen ist. Zudem wurden in zahlreichen Häusern wertvolle Holzbalkendecken freigelegt.
Bestandteil der Stadtsanierung war die Revitalisierung von Schloss Sonnenstein, das seit 2011 Verwaltungssitz des Landkreises Sächsische Schweiz-Osterzgebirge ist. In der Schlossstraße erfolgte zwischen 1998 und 2000 durch Rekonstruktion, Sanierung und Umbau von neun historisch wertvollen Häusern die Einrichtung eines Internats für die tschechischen Schüler des Friedrich-Schiller-Gymnasiums. Die Schule ist das deutschlandweit einzige deutsch-tschechische Gymnasium.
Der Stadtumbauprozess umfasste den Rückbau von dauerhaft leer stehenden und nicht mehr vermietungsfähigen Wohnungsbeständen sowie sozialen Infrastruktureinrichtungen (Kitas, Schulen) insbesondere in der Südvorstadt, auf dem Sonnenstein und in Copitz. Hier wurden seit 2004 knapp 900 Wohnungen rückgebaut. Die Nachnutzung der Rückbauflächen umfasste die Anlage von Grün- und Freiflächen sowie Spielplätzen (Sonnenstein, Copitz) sowie von Bauplätzen für den individuellen Wohnungsbau (Südvorstadt).
Im Zuge der Revitalisierung der nach der Wende brach liegenden Industrieareale bzw. Verkehrsflächen wurden zahlreiche Altflächen einer neuen Nutzung zugeführt. So erfolgte zwischen 1995 und 2001 die Flächenfreilegung, Altlastensanierung und Erschließung des ca. 40 Hektar großen Areals des Kunstseidenwerkes zum Industrie- und Gewerbepark An der Elbe. Hier ist u. a. die Fahrzeugelektrik Pirna GmbH ansässig, der Weltmarktführer bei der Herstellung von Öldruckschaltern für die Automobilindustrie.

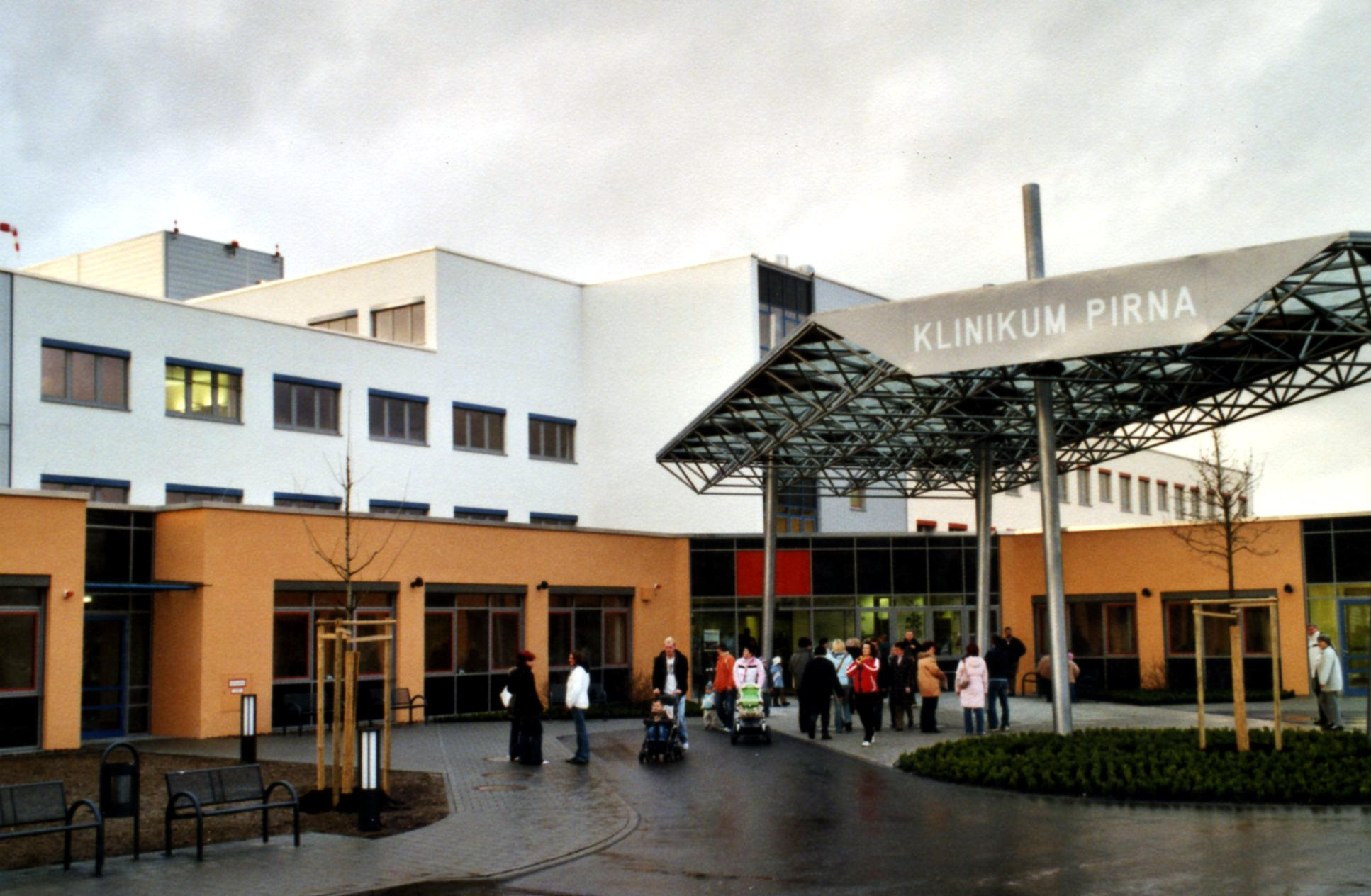
Blick auf den Eingangsbereich des 2004–2007 erbauten Klinikums Pirna

Für das im Juni 2002 durch die Rhön-Klinikum AG erworbene Krankenhaus an der Schandauer Straße machte sich nach der Vereinigung mit dem ehemaligen Johanniter-Krankenhaus Dohna-Heidenau (2003) zum Klinikum Pirna ein Ersatzneubau notwendig. Dieser wurde zwischen 2004 und 2007 auf einem Teil des ehemaligen Strömungsmaschinenwerkes im Stadtteil Sonnenstein realisiert. Die Gesamtinvestition für den Neubau belief sich auf etwa 52 Millionen Euro. Das Krankenhaus ist als Einrichtung der Regelversorgung mit zurzeit 390 Betten eingestuft (2012/13). Es war (Stand 2014) mit 770 Mitarbeitern der bedeutendste Arbeitgeber in Pirna. Im Februar 2014 wurde das Krankenhaus an die Helios-Kliniken verkauft.
Ein weiterer bedeutender Standort der Brachflächenrevitalisierung war der ehemalige Güterbereich des Pirnaer Bahnhofes. Hier entstand 2001 der neue Betriebshof der damaligen Oberelbischen Verkehrsgesellschaft Pirna-Sebnitz mbH sowie das Verwaltungsgebäude der Landestalsperrenverwaltung Sachsen. Diesen folgte im Januar 2008 der neue zentrale Busbahnhof von Pirna, welcher auf dem Gelände der ehemaligen Güterabfertigung und des alten Omnibusbahnhofes errichtet wurde.

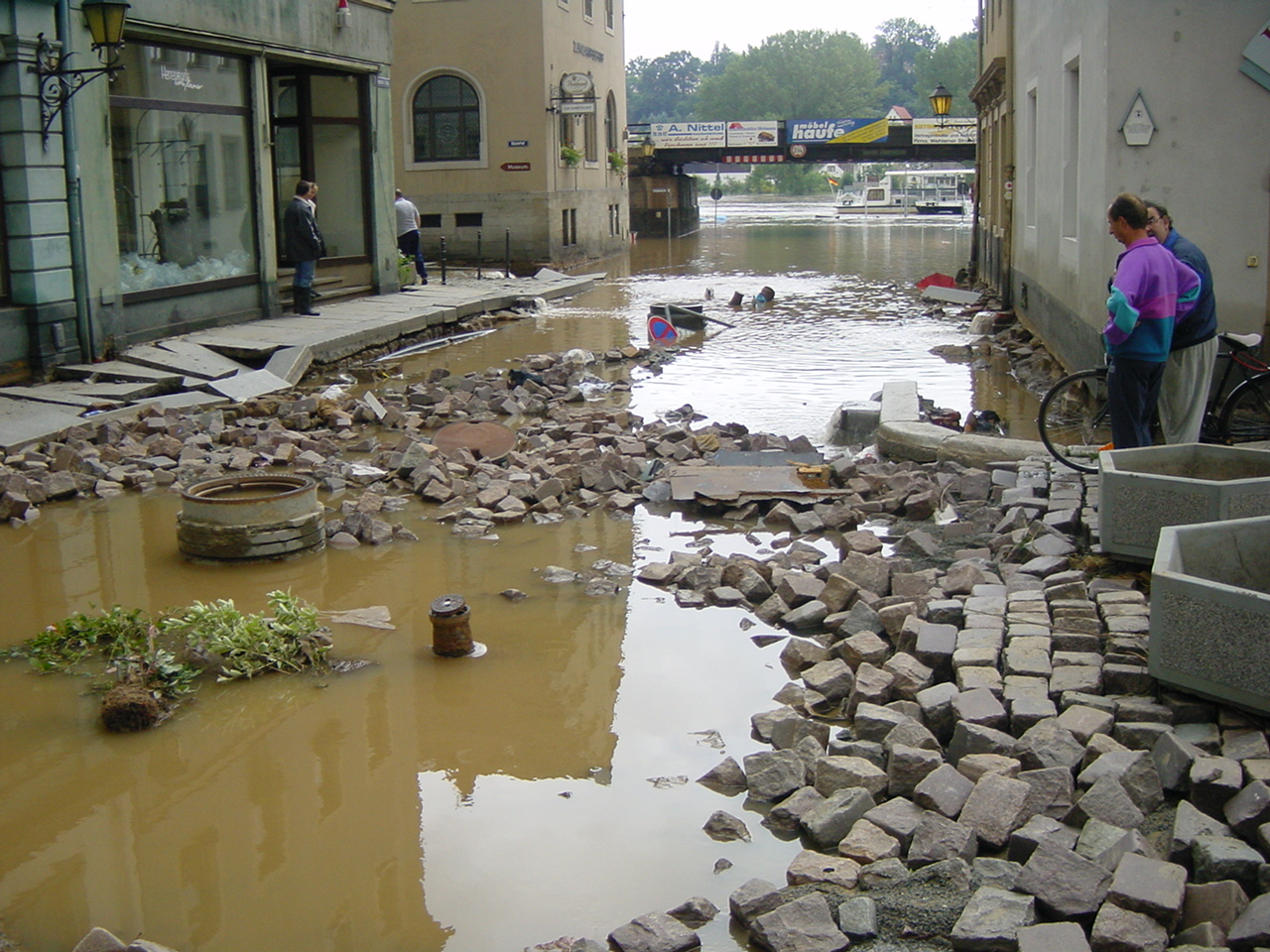
Die von den Wassermassen der Gottleuba zerstörte Dohnaische Straße am 14. August 2002

Pirna wurde vom Elbhochwasser 2002 erfasst. Nach heftigen Starkregenfällen überfluteten am 12. August die Flüsse Seidewitz und Gottleuba nahezu ohne Vorwarnung weite Teile der Innenstadt. Nach dem Rückgang dieses Hochwassers überflutete dann ab dem 14. August die Elbe die Innenstadt sowie die elbnahen Siedlungsbereiche in Copitz, Nieder- und Obervogelgesang, Posta und Pratzschwitz. Dabei erreichte die Elbe am 17. August einen Pegelhöchststand von 10,58 Metern – etwa ein Meter mehr als beim Extremhochwasser 1845. Die Wassermassen überfluteten im Stadtgebiet eine Fläche von 7,1 km². Die Gesamtschadenshöhe belief sich auf etwa 175 Millionen Euro. Betroffen waren etwa 360 Betriebe und 1000 Häuser; 12.500 Personen mussten evakuiert werden.
Im Juli 2005 bekam Pirna einen Autobahnanschluss, als der Abschnitt von Dresden bis Pirna der Bundesautobahn 17 fertiggestellt wurde. Der Weiterbau bis zur tschechischen Grenze wurde im Dezember 2006 dem Verkehr übergeben.
Pirna führte 2007 als erste Stadt in Sachsen in der Stadtverwaltung die doppelte Buchführung ein.
Pirna machte Ende der 1990er Jahre Schlagzeilen mit rechtsextremistischen Aktionen und Übergriffen. Als Reaktion darauf bildete sich 1999 mit dem Verein „Aktion Zivilcourage“ ein überparteiliches Bündnis, dessen Ziel es ist, die demokratische Kultur aktiv zu stärken und gelebte Toleranz zu fördern. Der Verein wurde für seine Arbeit in den letzten Jahren mehrfach ausgezeichnet, u. a. mit dem Sächsischen Förderpreis für Demokratie (2008), der Theodor-Heuss-Medaille (2009) und dem Preis Aktiv für Demokratie und Toleranz (2011). Seit 2005 existiert im Landkreis Sächsische Schweiz-Osterzgebirge mit der „Steuerungsgrupe Extremismus“ ein behördenübergreifendes Netzwerk, welches die Arbeit gegen rechtsextremistische Brennpunkte untereinander abstimmt. Das Netzwerk initiiert zudem gemeinsam mit Initiativen und Vereinen Projekte zur Demokratieförderung. Diese Struktur hat sich in den letzten Jahren erfolgreich verfestigt, ist in das Bewusstsein der behördlichen und initiativen Netzwerkpartner gerückt und wird als wirkungsvolles Mittel zur Bearbeitung rechtsextremistischer Schwerpunkte genutzt. Die Extremismus-Kriminalität ist in den letzten Jahren deutlich zurückgegangen und erreichte 2011 einen Tiefstand. Während 2008 im Landkreis Sächsische Schweiz-Osterzgebirge noch 238 rechtsextrem motivierte Delikte, darunter 8 Gewalttaten, erfasst wurden, waren es 2011 noch 137 Delikte, darunter 2 Gewalttaten. Am 23. September 2008 erhielt die Stadt Pirna den von der Bundesregierung verliehenen Titel „Ort der Vielfalt“. 
Die Innenstadt und die elbnahen Bereiche von Pirna waren im Juni 2013 erneut von schweren Überschwemmungen durch die Elbe betroffen. Der Wasserstand der Elbe erreichte dabei eine Höhe von 9,66 m (2002: 10,58 m). Bis zum 5. Juni 2013 mussten etwa 7700 Menschen evakuiert werden. Etwa 1000 Gebäude standen im Wasser. Die Gesamtschadenshöhe beläuft sich nach einer ersten Schätzung auf etwa 69 Millionen Euro.
Seit 2013 wirbt die Stadt mit dem Slogan Pirna – Sandstein voller Leben.
Ab dem 25. September 2024 sollte im Rahmen einer „Interkulturellen Woche“ eine Wanderausstellung im Landratsamt gezeigt werden, in der mit Fotos und Interviews das Leben von 35 Geflüchteten dargestellt werden sollte, die in Schwarzenberg und Umgebung Zuflucht gefunden hatten. Landrat Michael Geisler (CDU) ließ die Ausstellung vor Beginn jedoch wieder abbauen, da sie polarisiere und erste Reaktionen „für eine aufgeheizte Stimmung unter den anwesenden Betrachtern“ gesorgt hätten. Daraufhin ließ der römisch-katholische Pfarrer Vinzenz Brendler in enger Abstimmung mit dem Pfarrer der evangelischen Gemeinde die Ausstellung in der Klosterkirche St. Heinrich aufbauen, wo sie bis zum 10. Oktober 2024 gezeigt werden soll; Brendler sagte zur Begründung, es gehe darum, „Menschen, die zu den Schwächsten gehören, ein Gesicht und eine Stimme zu geben“.

### Eingemeindungen
Pirna bestand anfangs aus der Altstadt und vier historischen Vorstädten: Fischergasse, Schifftorvorstadt, Dohnaische Vorstadt und Obertorvorstadt. Im Weichbild der Stadt lagen jene Fluren, auf denen später die Westvorstadt, die Südvorstadt und das Wohngebiet Sonnenstein entstanden.
Später dehnte sich die Stadt wie folgt aus:
| Ehemalige Gemeinde    | Datum      | Anmerkung                                                 |
| --------------------- | ---------- | --------------------------------------------------------- |
| Birkwitz              | 01.05.1973 | Zusammenschluss mit Pratzschwitz zu Birkwitz-Pratzschwitz |
| Birkwitz-Pratzschwitz | 01.01.1999 |                                                           |
| Bonnewitz             | 01.01.1972 | Eingemeindung nach Graupa                                 |
| Copitz                | 01.04.1923 |                                                           |
| Cunnersdorf bei Pirna | 01.07.1950 |                                                           |
| Graupa                | 01.01.1999 |                                                           |
| Hausberggemeinde      | 1850       |                                                           |
| Hinterjessen          | 01.11.1923 |                                                           |
| Krietzschwitz         | 01.04.1974 |                                                           |
| Liebethal             | 01.06.1971 |                                                           |
| Mockethal             | 01.07.1950 |                                                           |
| Neundorf              | 01.11.1923 |                                                           |
| Niedervogelgesang     | 01.04.1923 |                                                           |
| Obervogelgesang       | 01.04.1974 |                                                           |
| Posta                 | 01.10.1922 |                                                           |
| Pratzschwitz          | 01.05.1973 | Zusammenschluss mit Birkwitz zu Birkwitz-Pratzschwitz     |
| Rottwerndorf          | 01.12.1923 |                                                           |
| Zatzschke             | 01.07.1950 |                                                           |
| Zehista               | 01.02.1930 |                                                           |
| Zuschendorf           | 01.09.1923 |                                                           |

### Bevölkerungsentwicklung
| Einwohner | 01.500 | 03.538 | 04.397 | 05.227 | 05.556 | 08.905 | 10.581 | 11.670 | 13.852 |
|           |        |        |        |        |        |        |        |        |        |
| Jahr      | 1900   | 1910   | 1925   | 1933   | 1939   | 19461  | 19502  | 1960   | 1966   |
| Einwohner | 18.246 | 19.525 | 30.460 | 33.656 | 36.325 | 37.626 | 38.676 | 41.111 | 44.403 |
|           |        |        |        |        |        |        |        |        |        |
| Jahr      | 1970   | 1975   | 1980   | 1985   | 1987   | 1989   | 1990   | 1991   | 1992   |
| Einwohner | 47.468 | 49.469 | 47.659 | 47.115 | 45.846 | 43.486 | 42.046 | 40.752 | 40.094 |
|           |        |        |        |        |        |        |        |        |        |
| Jahr      | 1993   | 1994   | 1995   | 1996   | 1997   | 1998   | 1999   | 2000   | 2001   |
| Einwohner | 39.705 | 39.202 | 38.841 | 38.574 | 38.442 | 37.968 | 42.187 | 41.708 | 41.065 |
|           |        |        |        |        |        |        |        |        |        |
| Jahr      | 2002   | 2003   | 2004   | 2005   | 2006   | 2007   | 2008   | 2009   | 2010   |
| Einwohner | 40.448 | 40.171 | 39.884 | 39.718 | 39.357 | 38.971 | 38.678 | 38.587 | 38.252 |
|           |        |        |        |        |        |        |        |        |        |
| Jahr      | 2011   | 2012   | 2013   | 2014   | 2015   | 2016   | 2017   | 2018   | 2019   |
| Einwohner | 38.262 | 38.379 | 38.384 | 38.459 | 38.909 | 38.923 | 39.015 | 39.117 | 39.182 |

 Datenquelle ab 1998–1999: Statistisches Landesamt Sachsen

1 29. Oktober

2 31. August
Datenquelle ab 2000: Stadtverwaltung Pirna (Auszug Statistisches Jahrbuch 2019)

## Politik

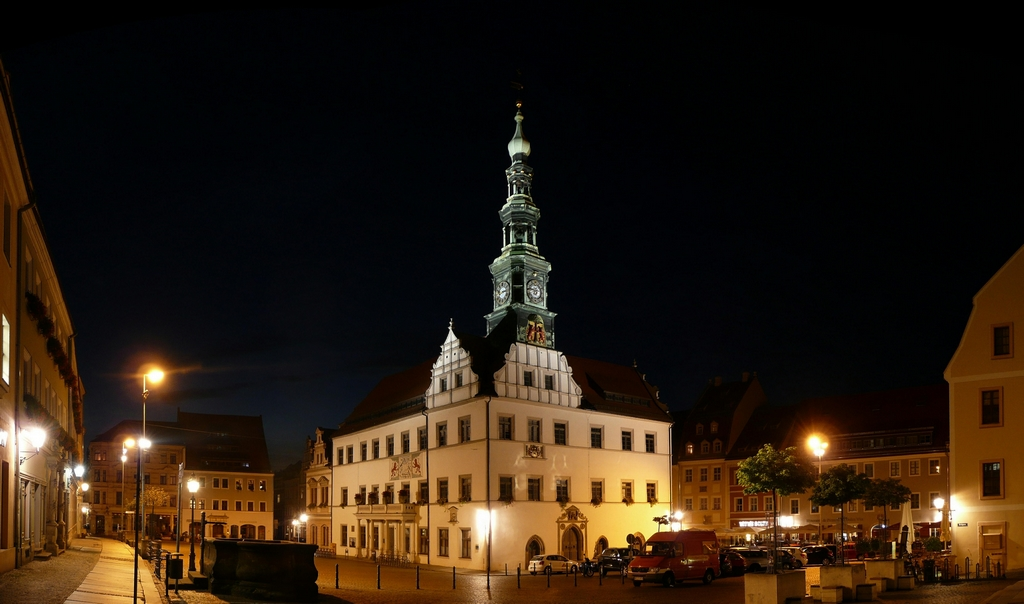
Der Marktplatz mit Rathaus

Bei der Wahl zum 6. Sächsischen Landtag am 31. August 2014 gehörte Pirna zum Wahlkreis 50 (Sächsische Schweiz Osterzgebirge 3). Die CDU erreicht in der Stadt 36,0 % (2009: 38,8 %), die Linke 20,6 % (2009: 24,8 %), die SPD 10,7 % (2009: 7,7 %), die AfD 10,4 %, die NPD 8,9 % (2009: 7,9 %), die Grünen 4,7 % (2009: 5,6 %) und die FDP 3,6 % (2009: 8,7 %) der Zweitstimmen. Fünf Jahre später, bei der Wahl zum 7. Sächsischen Landtag, erreichte die AfD mit 33,5 % der Erst- und 32,2 % der Zweitstimmen jeweils die meisten Stimmen für eine Partei. Die NPD spielte mit 1,2 % der Zweitstimmen keine Rolle mehr.

### Oberbürgermeister
Der Oberbürgermeister wird alle sieben Jahre gewählt. Von 2001 bis 2009 hatte Markus Ulbig dieses Amt inne. Er wurde zuletzt am 8. Juni 2008 mit 64,87 Prozent der Stimmen in seinem Amt bestätigt. Nach seiner Ernennung zum Sächsischen Innenminister nahm Bürgermeister Christian Flörke (parteilos) ab dem 30. September 2009 die Amtsgeschäfte wahr. Aus der Neuwahl zum Oberbürgermeister ging am 17. Januar 2010 Klaus-Peter Hanke im zweiten Wahlgang mit 60 % der Stimmen als Sieger hervor. Er ist Mitglied der Freien Wähler, trat zur Wahl aber als unabhängiger Kandidat an. Bei der Bürgermeisterwahl am 15. Januar 2017 wurde Hanke mit 60,5 % der Stimmen im ersten Wahlgang wiedergewählt.
Bei der Oberbürgermeisterwahl 2023 erreichte im ersten Wahlgang am 26. November kein Kandidat die absolute Mehrheit; der Kandidat der AfD erreichte 32,9 Prozent, der Kandidat der Freien Wähler – Wir für Pirna 23,2 Prozent und die CDU-Kandidatin 20,3 Prozent. Im zweiten Wahlgang am 17. Dezember und nach Rückzug des Kandidaten von SPD und Grünen und eines Einzelbewerbers erhielten Tim Lochner (parteilos, aufgestellt von der AfD) 38,5 %, Kathrin Dollinger-Knuth (CDU) 31,4 % und Ralf Thiele (FW – WfP) 30,1 %. Die Wahlbeteiligung lag bei 53,8 %. Bei einem zweiten Wahlgang ist nach dem sächsischen kommunalen Wahlrecht die einfache Mehrheit ausreichend (§ 44a Abs. 2 Nr. 4 Kommunalwahlgesetz). Lochner ist deutschlandweit der erste AfD-Kandidat, der zum Oberbürgermeister gewählt wurde.
Die anderen Parteien hatten sich für den zweiten Wahlgang nicht auf einen gemeinsamen Kandidaten einigen können und gaben keine gemeinsame Wahlempfehlung ab. An einem solchen Vorgehen waren Oberbürgermeister-Kandidaten der AfD bisher stets gescheitert.
| Wahl    | Bürgermeister     | Vorschlag | Wahlergebnis (in %) |
| ------- | ----------------- | --------- | ------------------- |
| 2023    | Tim Lochner       | AfD       | 38,5                |
| 2017    | Klaus-Peter Hanke | Hanke     | 60,5                |
| 2009/10 | Klaus-Peter Hanke | Hanke     | 60,0                |
| 2008    | Markus Ulbig      | CDU       | 96,6                |
| 2001    | Markus Ulbig      | CDU       | 53,5                |

### Stadtrat
Der Stadtrat wird alle fünf Jahre gewählt, ihm gehören 26 Mitglieder an. Im Stadtteil Graupa sowie in Birkwitz-Pratzschwitz gibt es zudem einen Ortschaftsrat. Die letzte Stadtratswahl wurde am 9. Juni 2024 durchgeführt. Das Ergebnis ist in den Diagrammen dargestellt.
- BSW: 3
- Linke: 1
- SPD: 1
- Grüne: 1
- Pirnaer Bürgerinitiativen: 1
- EB Liebscher: 1
- FW: 4
- CDU: 5
- AfD: 9

Die Ergebnisse der Jahre 1999, 2004, 2009, 2014 und 2019:
| Partei                                            | 1999  | 1999    | 2004  | 2004    | 2009  | 2009    | 2014  | 2014    | 2019  | 2019    | 2024  | 2024    |
| ------------------------------------------------- | ----- | ------- | ----- | ------- | ----- | ------- | ----- | ------- | ----- | ------- | ----- | ------- |
|                                                   | Sitze | Prozent | Sitze | Prozent | Sitze | Prozent | Sitze | Prozent | Sitze | Prozent | Sitze | Prozent |
| Alternative für Deutschland (AfD)                 | –     | –       | –     | –       | –     | –       | –     | –       | 5     | 19,6 %  | 9     | 33,2 %  |
| Christlich Demokratische Union Deutschlands (CDU) | 13    | 36,21 % | 10    | 31,51 % | 8     | 30,6 %  | 10    | 34,2 %  | 5     | 17,1 %  | 5     | 18,6 %  |
| Freie Wähler (FW)                                 | 7     | 19,58 % | 5     | 17,20 % | 4     | 15,4 %  | 2     | 9,04 %  | 7     | 19,3 %  | 4     | 16,9 %  |
| Bündnis Sahra Wagenknecht (BSW)                   | –     | –       | –     | –       | –     | –       | –     | –       | –     | –       | 3     | 10,7 %  |
| Sozialdemokratische Partei Deutschlands (SPD)     | 4     | 12,36 % | 2     | 7,08 %  | 2     | 7,7 %   | 2     | 8,9 %   | 1     | 5,2 %   | 1     | 5,2 %   |
| Die Linke                                         | 8     | 22,41 % | 8     | 23,19 % | 5     | 18,8 %  | 6     | 19,2 %  | 3     | 11,2 %  | 1     | 4,6 %   |
| Bündnis 90/Die Grünen                             | –     | –       | –     | –       | 1     | 4,0 %   | 1     | 5,2 %   | 2     | 9,1 %   | 1     | 4,0 %   |
| Pirnaer Bürgerinitiativen (PB)                    | –     | –       | 2     | 8,37 %  | 3     | 10,6 %  | 3     | 12,01 % | 2     | 6,6 %   | 1     | 3,9 %   |
| Einzelbewerber Liebscher                          | –     | –       | –     | –       | –     | –       | –     | –       | –     | –       |       | 2,9 %   |
| Pirna kann mehr (PKM)                             | –     | –       | –     | –       | –     | –       | –     | –       | 1     | 9,9 %   | 0     | n.k.    |
| Nationaldemokratische Partei Deutschlands (NPD)   | –     | –       | 2     | 6,63 %  | 2     | 7,1 %   | 2     | 8,5 %   | 0     | 2,1 %   | –     | –       |
| Freie Demokratische Partei (FDP)                  | –     | –       | –     | –       | 1     | 5,7 %   | 0     | 3,0 %   | 0     | n.k.    | –     | –       |
| Wählervereinigung Aktion Zivilcourage (WAZ)       | –     | –       | 1     | 4,20 %  | –     | –       | –     | –       | –     | –       | –     | –       |
| Bürgerkomitee Graupa                              | 1     | 2,68 %  | 0     | 1,82 %  | –     | –       | –     | –       | –     | –       | –     | –       |

### Wappen

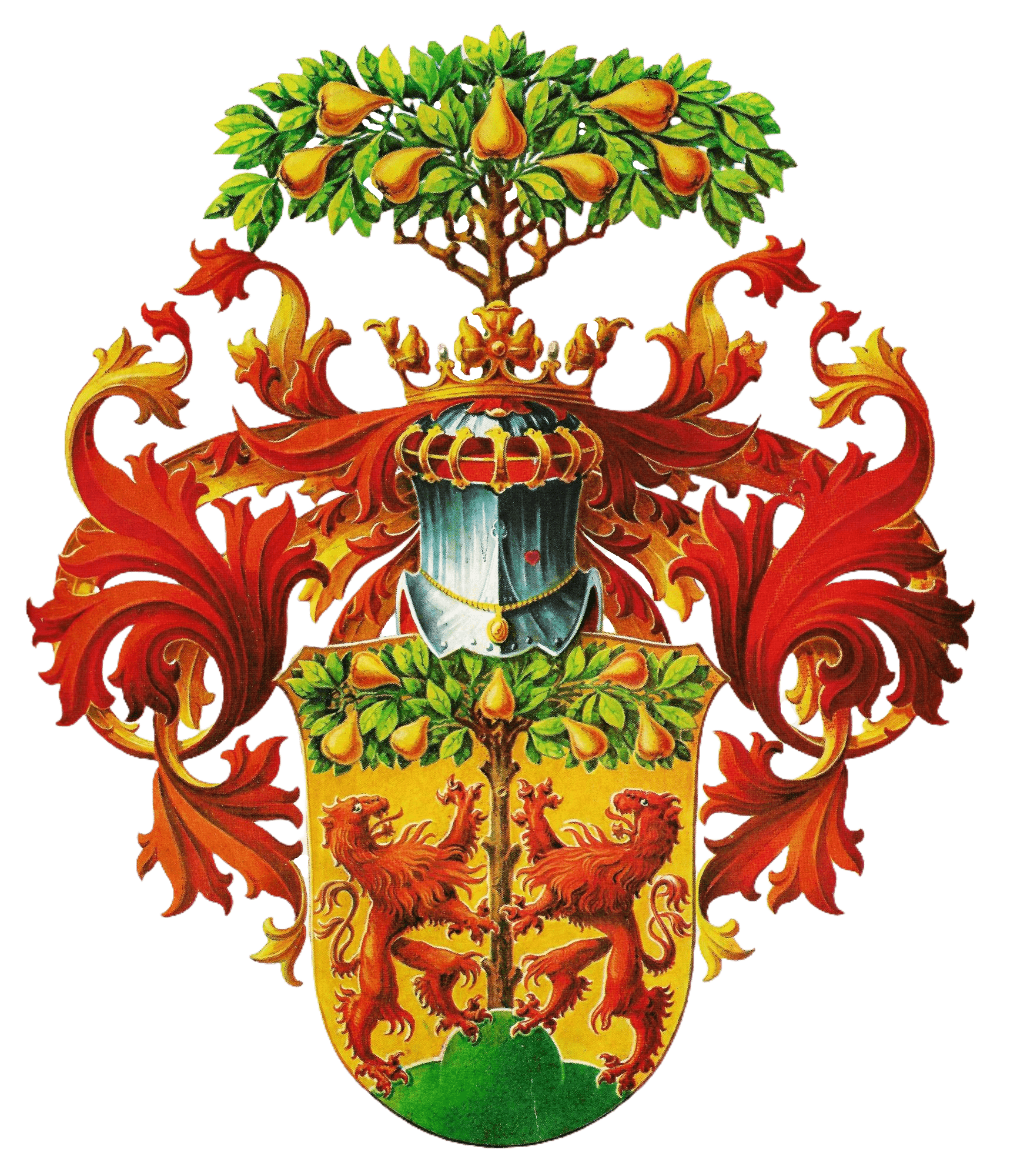
Großes Wappen von Pirna

Stadtwappen an verschiedenen Orten der Stadt

Das Wappen der Stadt Pirna zeigt auf goldenem Schild einen dreifach gehügelten Berg, aus dessen Mitte ein Birnbaum mit am Stamm abgestümmelten Ästen wächst. Darüber grünes Blattwerk mit sieben goldenen Birnen. Zu beiden Seiten des Baumes, diesem zugewandt, steigen zwei rubinfarbene Löwen auf, mit ausgeschlagenen roten Zungen und zurückgeworfenen Schwänzen, die Hinterpranken in den Berg gekrallt, die Tatzen an den Stamm schlagend. Auf dem Wappenschild ein Turnierhelm mit goldener und rubinfarbener Helmdecke geziert. Darauf eine goldene dreizackige Krone, aus der wiederum ein Birnbaum wächst. Dieses seit dem 23. August 1549 gültige Wappen geht auf Ferdinand I. (den späteren Kaiser) zurück. Das vor 1549 verwendete Pirnaer Stadtwappen findet sich am Osteingang des Rathauses zwischen Pilastern und einem Staffelaufbau mit Delphinen.

### Städtepartnerschaften
Mit folgenden Städten bestehen Partnerschaftsverträge:
- Varkaus (Finnland) – seit 1961/1998[58]
- Děčín (Tschechien) – seit 1975
- Longuyon (Frankreich) – seit 1980/1998[59]
- Bolesławiec (Polen) – seit 1980
- Remscheid (Deutschland) – seit 1990
- Baienfurt (Deutschland) – seit 2010 nach 20-jähriger Städtefreundschaft

Mit Reutlingen (Deutschland) und Capannori (Italien) ist Pirna durch Städtefreundschaften verbunden.

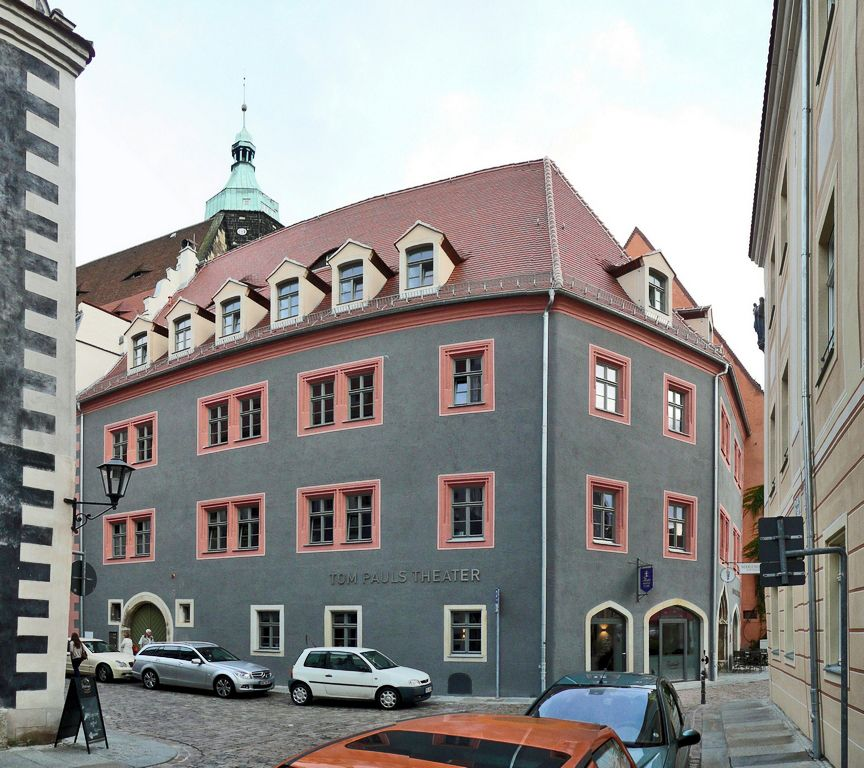
Theater des Künstlers Tom Pauls im Peter-Ulrich-Haus

## Kultur und Sehenswürdigkeiten

### Theater und Bühnen
In Pirna existieren unter anderem die Kleinkunstbühne Q24, die Herderhalle, eine Mehrzweckhalle, die zum Herder-Gymnasium gehört, das Tom-Pauls-Theater und der Kabarett- und Kleinkunstverein Pirnaer Stechmücken e. V.

### Museen
Neben dem Stadtmuseum sind in Pirna die Botanischen Sammlungen und das Landschloss Pirna im Ortsteil Zuschendorf, das Richard-Wagner-Museum in Graupa, das DDR-Museum Pirna, das Fahrzeugmuseum Pirna im Ortsteil Zehista sowie das Feldbahnmuseum in der Herrenleite vertreten.

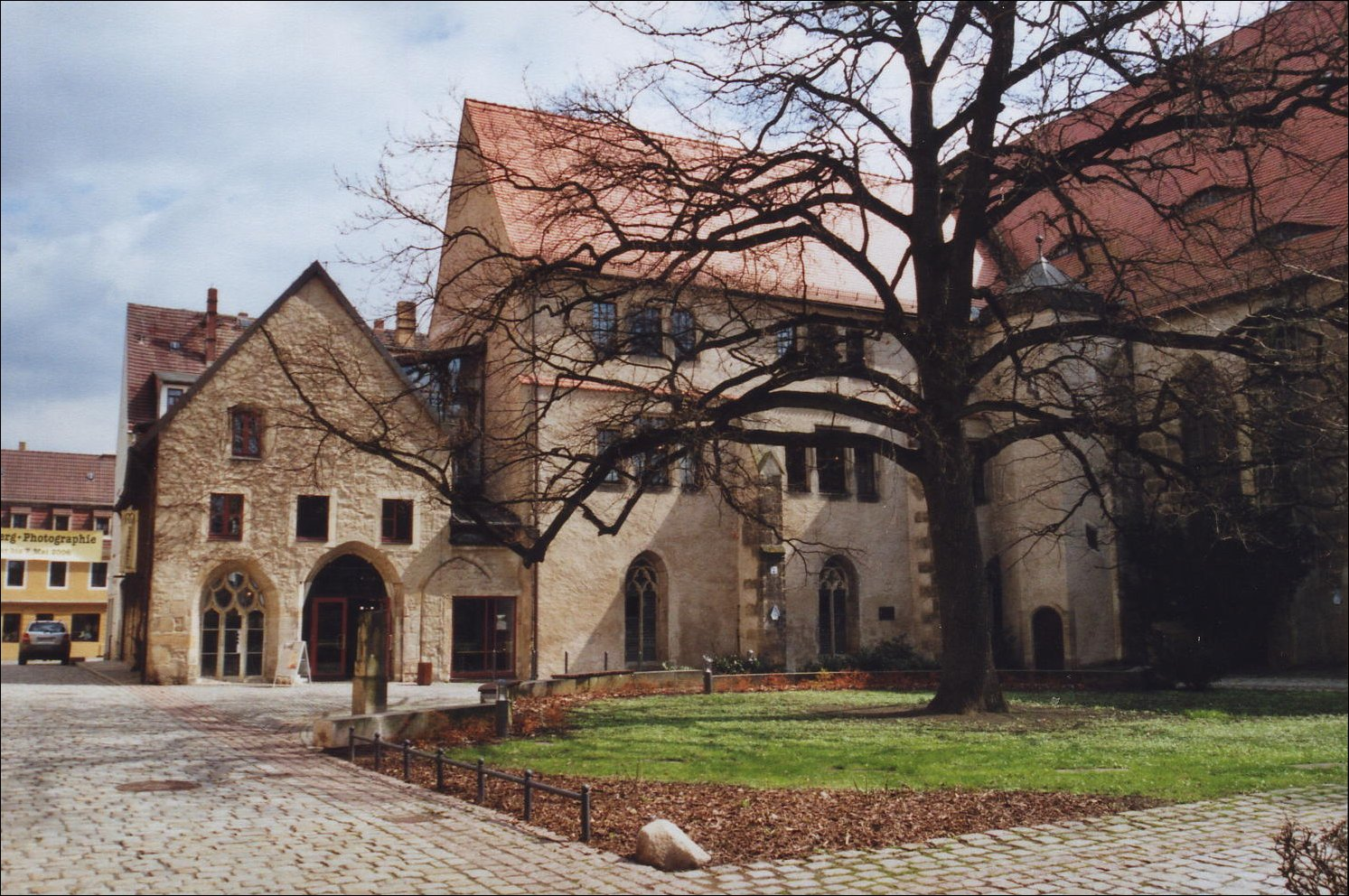
Stadtmuseum Pirna im Areal des vormaligen Dominikanerklosters
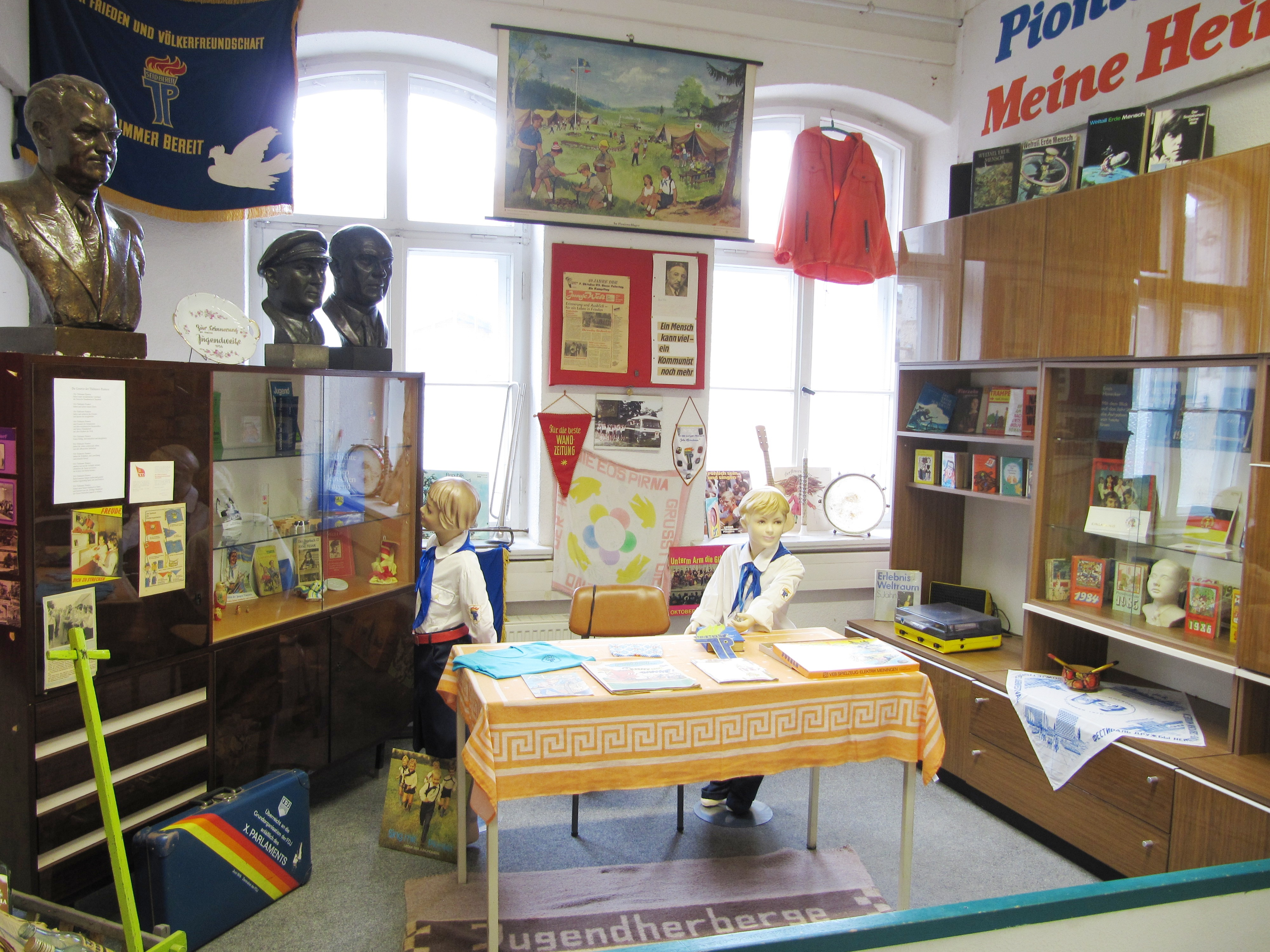
Ausstellung im DDR-Museum an der Rottwerndorfer Straße
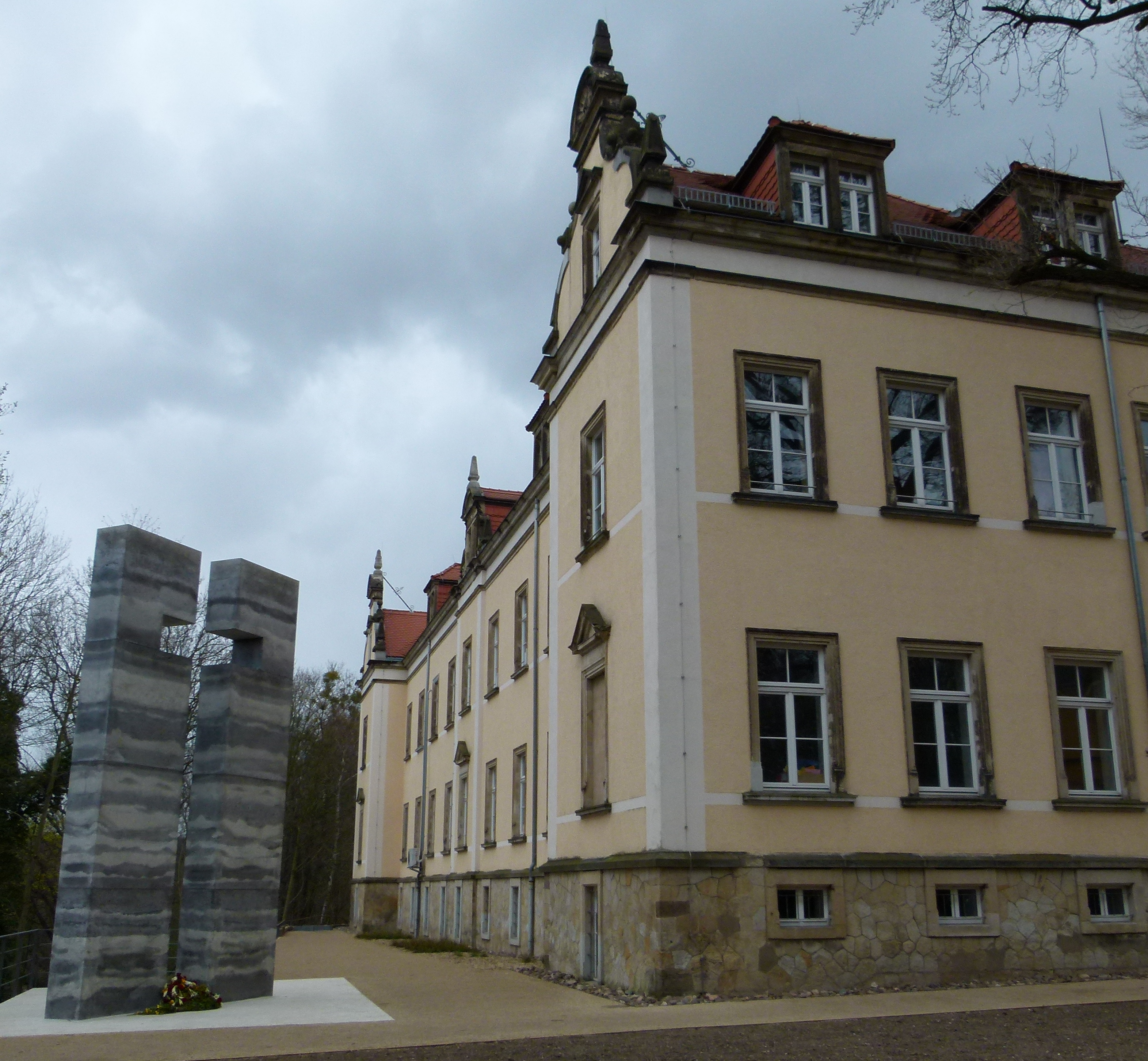
Euthanasie-Gedenkstätte in der ehem. Tötungsanstalt Pirna-Sonnenstein
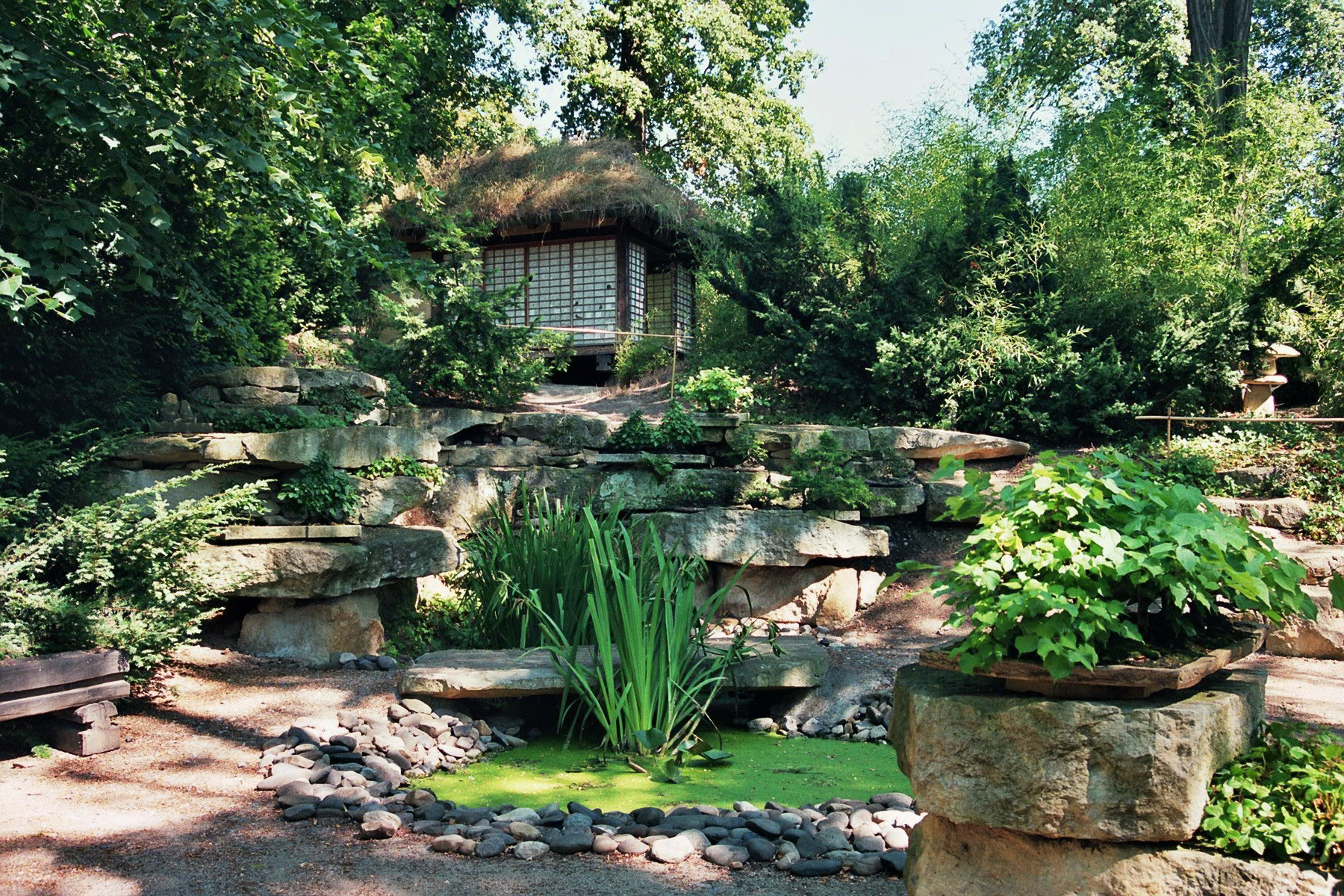
Botanische Sammlungen im Landschloss Zuschendorf
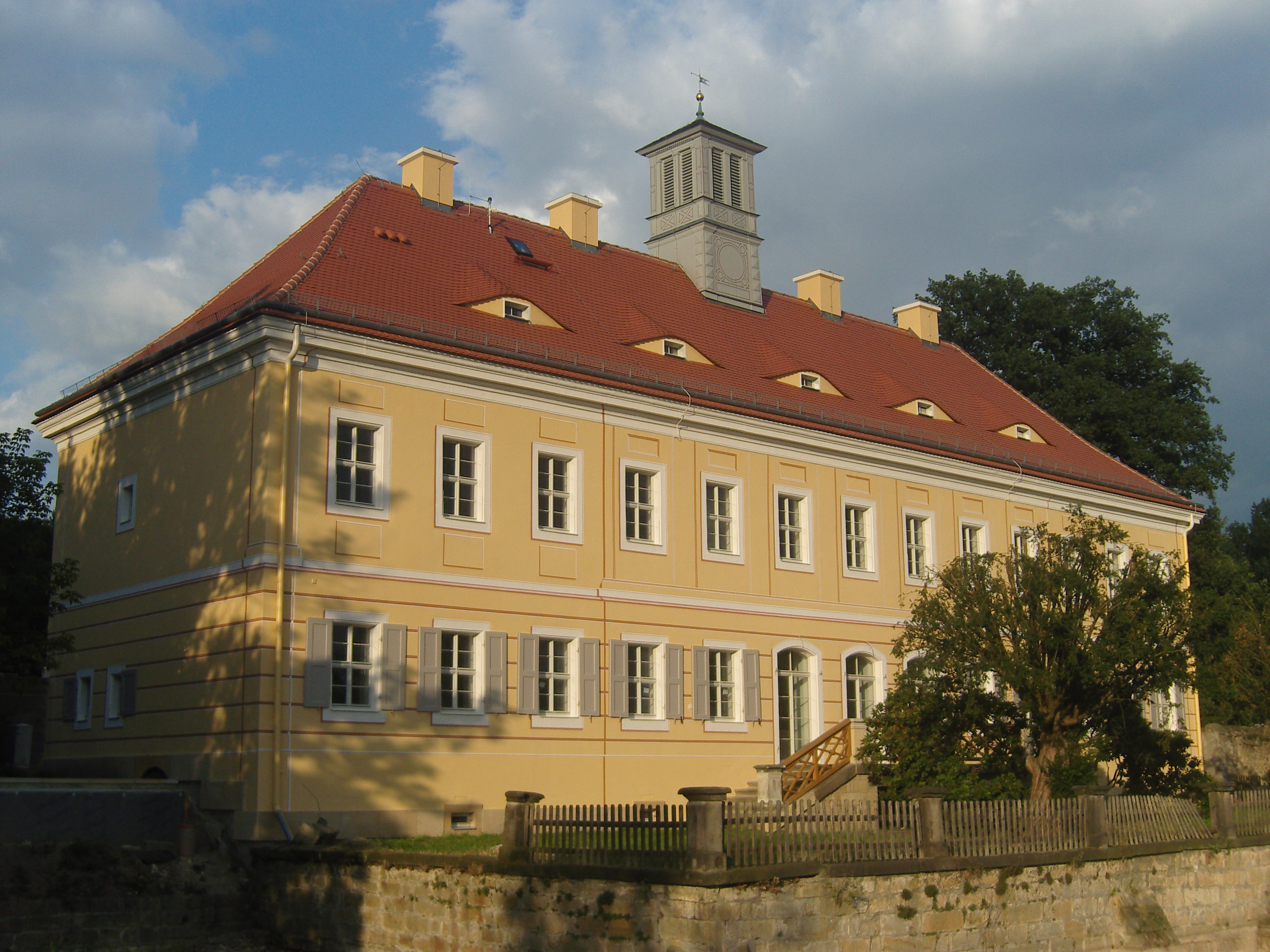
Richard-Wagner-Stätten im Jagdschloss Graupa

### Musik
Die Stadtmusik wurde hinsichtlich Tradition und Niveau lange von der Kirchenmusik (St. Marien) bestimmt. 1950 wurde die Musikschule „Fidelio F. Finke“ („Musikschule Sächsische Schweiz“) und drei Jahre später das „Staatliche Kreiskulturorchester“, später „Sinfonieorchester Pirna“ gegründet, welches nach dem Zusammenschluss mit der „Elbland Philharmonie Sachsen“ (Riesa) jetzt als „Neue Elbland Philharmonie“ firmiert und mit einem Ensemble von 60 Musikern etwa 160 Konzerte im Jahr aufführt.

### Bauwerke
Sehenswert ist das Gebiet der historischen Altstadt um Markt und Marienkirche. Sitznischenportale, Brunnenbecken und eine von ehemals drei vor den Stadttoren errichteten kursächsischen Postdistanzsäulen stellen Zeugnisse der Sandsteinverarbeitung der Region dar. Weite Teile der Bauwerke der historischen Altstadt sind noch so erhalten, wie sie der Maler Canaletto auf mehreren Veduten Mitte des 18. Jahrhunderts darstellte.
Das 1396 erstmals erwähnte Rathaus mit gotischen Fenster- und Türbögen im Erdgeschoss ist vom ersten Stock bis zu den Volutengiebeln von der Renaissance geprägt (Umbau 1555/1556). Der zierliche, 1718 ersetzte barocke Turm mit seiner Doppellaterne steht in Kontrast zu dem massigen Turm der nahen Marienkirche. Auf der Ostseite schlagen unterhalb der Mondphasenuhr die Wappenlöwen viertelstündlich gegen den Birnbaum.
Direkt gegenüber liegt das durch die Pirnaer Vedutenserie des Malers Canaletto berühmt gewordene Canalettohaus. Das 1520 erbaute Haus zeigt den Übergang von der Gotik zur Renaissance und beherbergt die Touristeninformation.
Weitere Häuser am Markt sind die Löwenapotheke (Am Markt 17), das Marienhaus (Am Markt 20) und das Peter-Ulrich-Haus (Am Markt 3) mit spätgotischem Kielbogenportal.
Die spätgotische dreischiffige Hallenkirche St. Marien wurde zwischen 1502 und 1546 über einem Vorgängerbau errichtet und beeindruckt durch ihre Größe. Ihr mächtiger Turm mit barocker Turmhaube beherbergt seit 1994 wieder das einzige (seit 2003 neben der Dresdner Frauenkirche) siebenstimmige Geläut in der Sächsischen Landeskirche. Neben dem zehn Meter hohen sandsteinernen Altarretabel und dem bereits von Goethe bewunderten Taufstein mit 26 kleinen Kinderfiguren, stellen die figuralen Gewölbemalereien mit ihren vielen biblischen Szenen ein Kleinod sakraler Malerei im Zeitalter der Reformation dar.
Neben der Kirche befindet sich die rekonstruierte Mägdleinschule (Kirchplatz 10) aus dem 15. Jahrhundert, in der das Kuratorium Altstadt Pirna e. V. seinen Sitz hat. Unweit von dort befindet sich die Alte Knabenschule (Obere Burgstraße 14) mit dem an der Ostwand befindlichen, 1908 neu errichteten Erlpeterbrunnen. Der Name soll von der früheren Inschrift eines bereits 1384 hier befindlichen Brunnens abgeleitet worden sein: ex petra („aus dem Felsen“). Direkt gegenüber hängt der Teufelserker (Obere Burgstraße 1) mit den drei teuflischen Tragefiguren und der Inschrift: „ICH WOLDS SO HABEN WAS FRAGSTU DARNACH“. In Sichtweite steht das auf 300-jährigen Resten Mitte des 16. Jahrhunderts errichtete ehemalige Blechschmidthaus (Niedere Burgstraße 1) mit Volutengiebel, gotischem Wendelstein und farbiger Renaissance-Balkendecke. Das Haus des ehemaligen Baumeisters ist ein Hotel.
Zu den sehenswerten Bauten in den vom Markt abgehenden und nach Gewerken genannten Gassen gehören das Rochowsche Haus (Schössergasse 3) mit barocker Fassadenmalerei, das rekonstruierte Tetzelhaus (Schmiedestraße 19) mit in Europa einmaliger gotischer Bohlenstube und das Engelserkerhaus (Barbiergasse 10) mit dem Erker und bemalten Holzbalkendecken der Renaissance. Hinter dem reich verzierten Renaissanceportal der heutigen Stadtbibliothek (Dohnaische Straße 76) befinden sich neben der Haushalle ein historischer Innenhof mit Laubengängen und Teile der 700 Jahre alten Stadtmauer. Das um 1300 gegründete Dominikanerkloster mit architektonisch bemerkenswerten Kreuzrippengewölben in Kapitelsaal und erstem Obergeschoss beherbergt das Stadtmuseum. Direkt daneben steht die sanierte zweischiffige gotische Klosterkirche St. Heinrich (katholisch) mit bedeutenden Resten 600-jähriger Seccomalereien.
Weitere sehenswerte Orte sind das spätgotische Bürgerhaus, das 1719 für den Sohn Augusts des Starken und seine Braut im Stil des Dresdner Barock als „Herrschaftslogier“ umgestaltet wurde (Lange Straße 10), die Frohnfeste mit der Stadtgalerie (Schmiedestraße 8), die Siedlung der ehemaligen Steinbrecher Am Steinplatz, die Festungsanlage Sonnenstein mit den Terrassengärten am Schlossberghang, den Bastionen und der Euthanasie-Gedenkstätte. Am Tag des offenen Denkmals werden eine Vielzahl bauhistorisch interessanter Gebäude, Höfe und Keller zur Besichtigung freigegeben.
In den eingemeindeten Ortsteilen befinden sich weitere Sehenswürdigkeiten, wie das Richard-Wagner-Museum in Graupa, das größte Richard-Wagner-Denkmal der Welt im Liebethaler Grund und das über 450 Jahre alte Landschloss Zuschendorf (der ehemalige Stammsitz der Familie von Carlowitz) mit Hortensien-, Bonsai-, Efeu- und Kameliensammlung.
Westlich der Innenstadt wurde 1997–1999 eine neue Elbbrücke, die Sachsenbrücke, errichtet. Sie ist mit 1071,5 m die längste Straßenbrücke Sachsens.

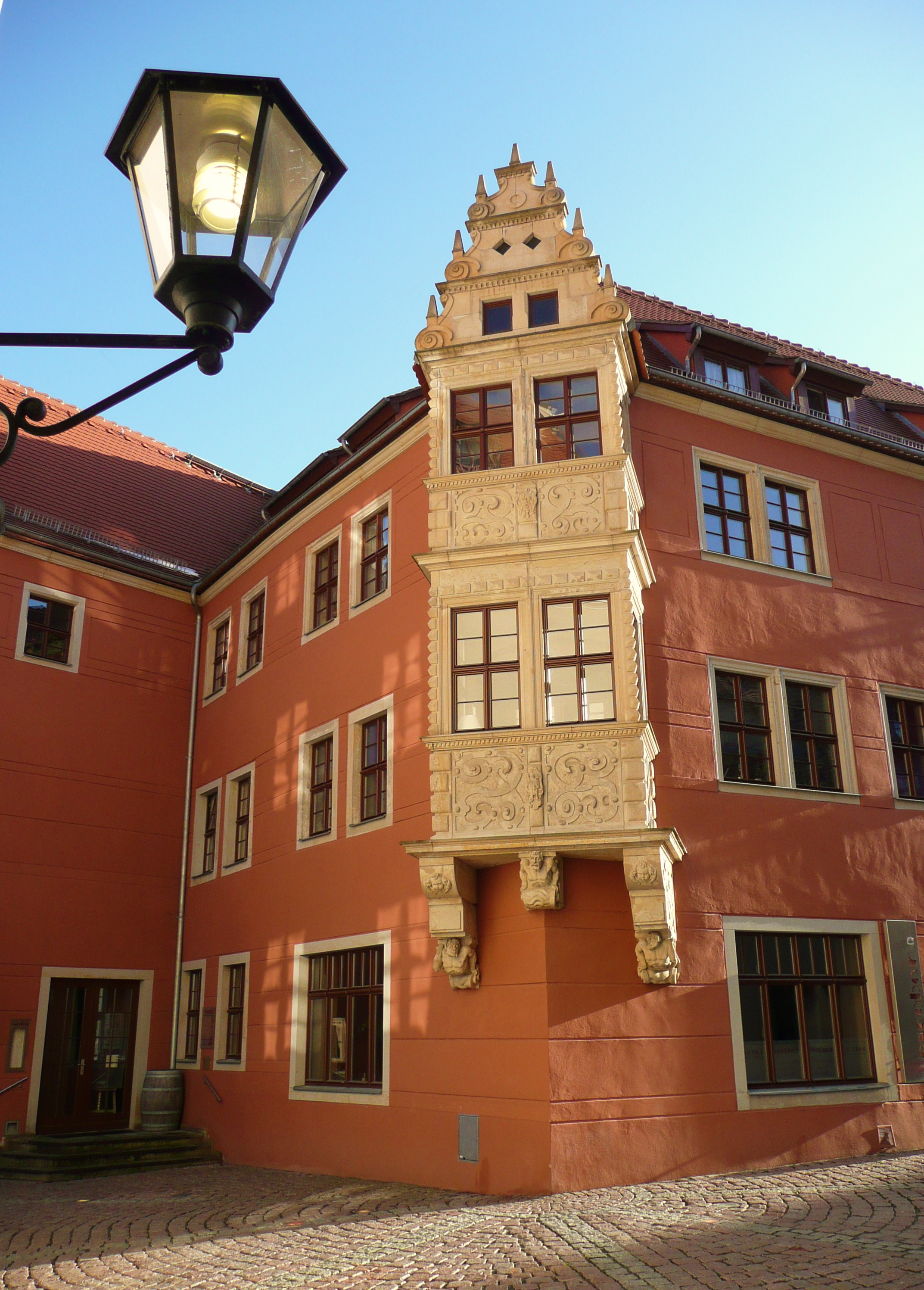
Teufelserkerhaus in der Oberen Burgstraße
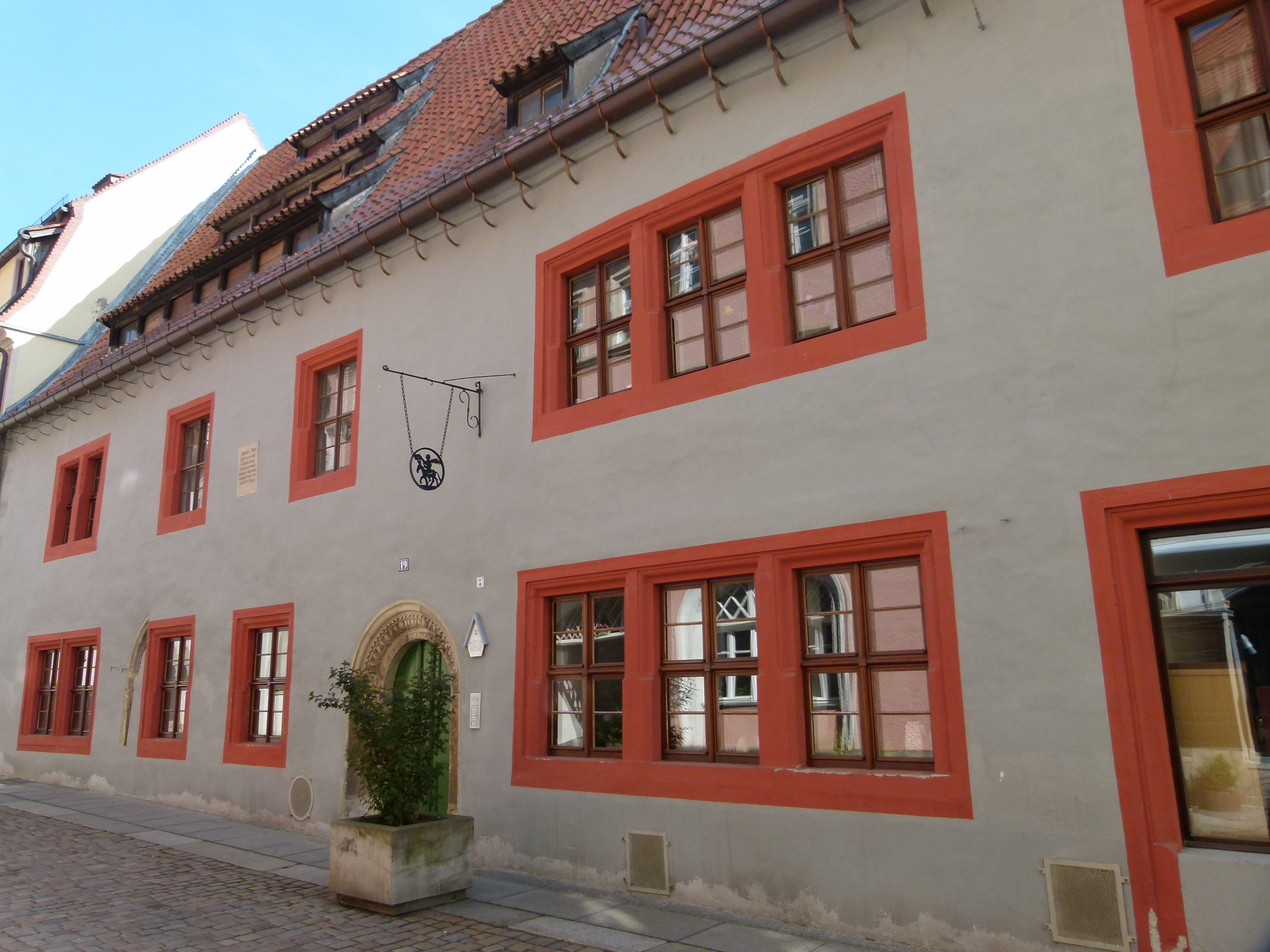
Tetzelhaus in der Schmiedestraße
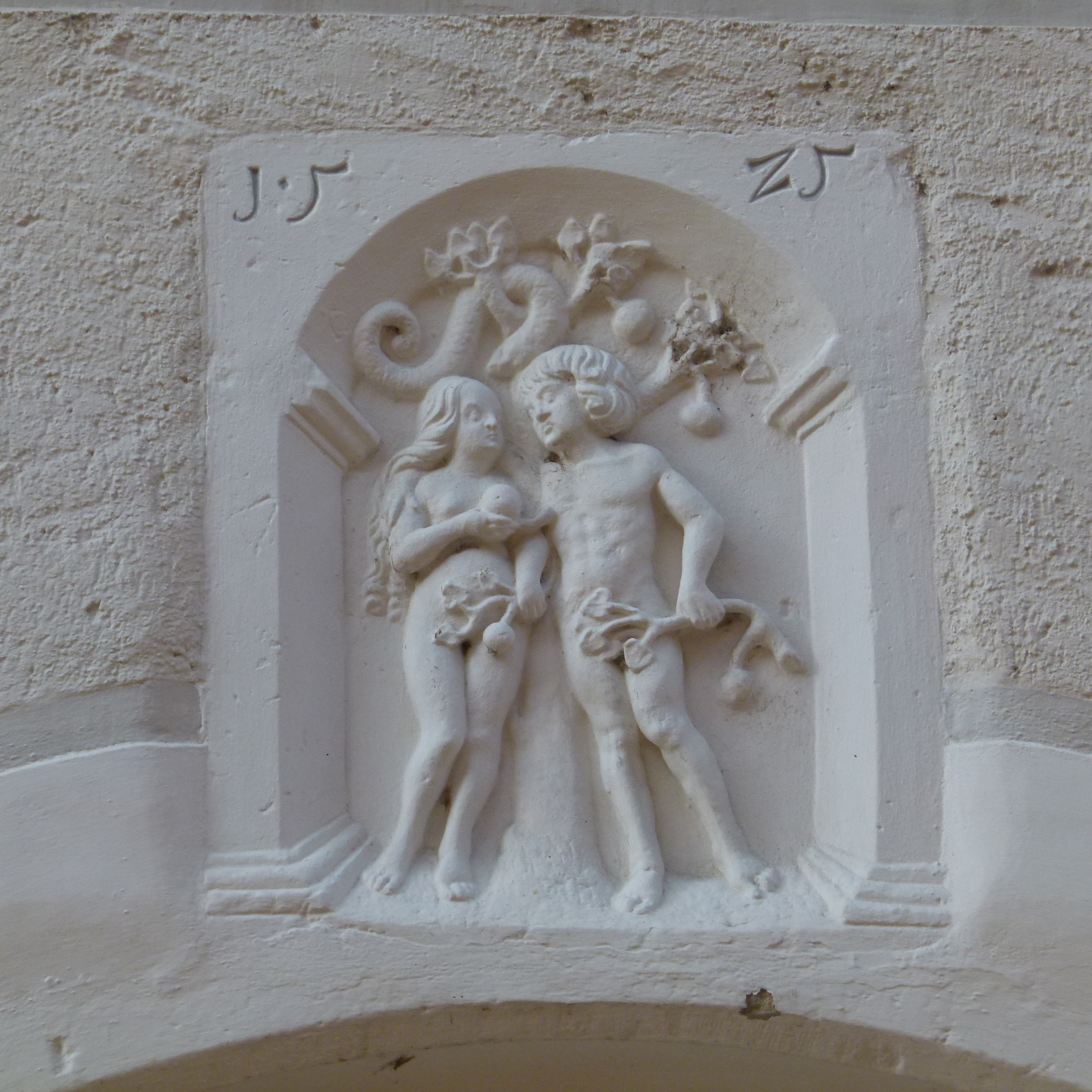
Detail eines Hauses am Kirchplatz
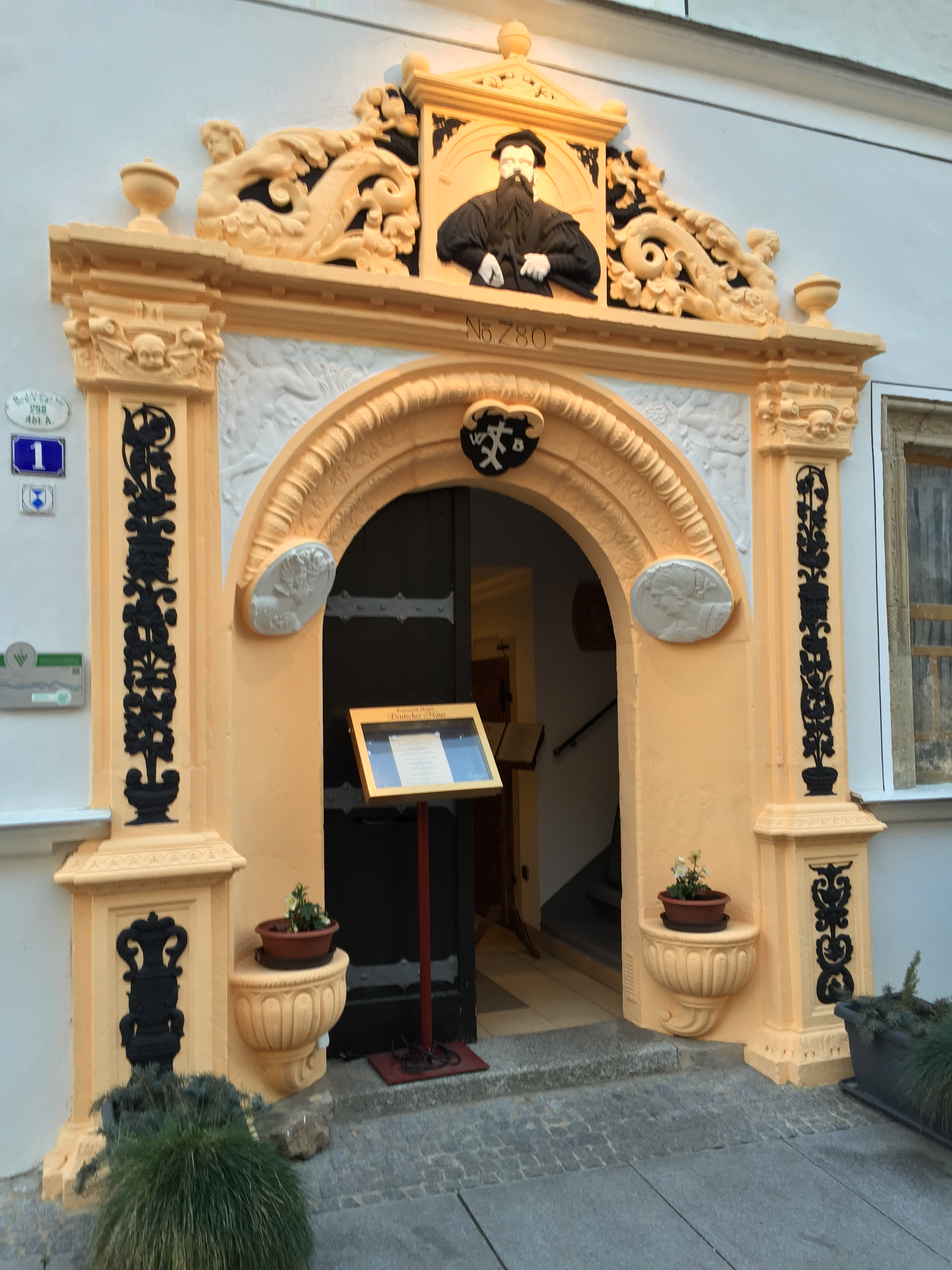
Portal am Blechschmidthaus in der Niederen Burgstraße
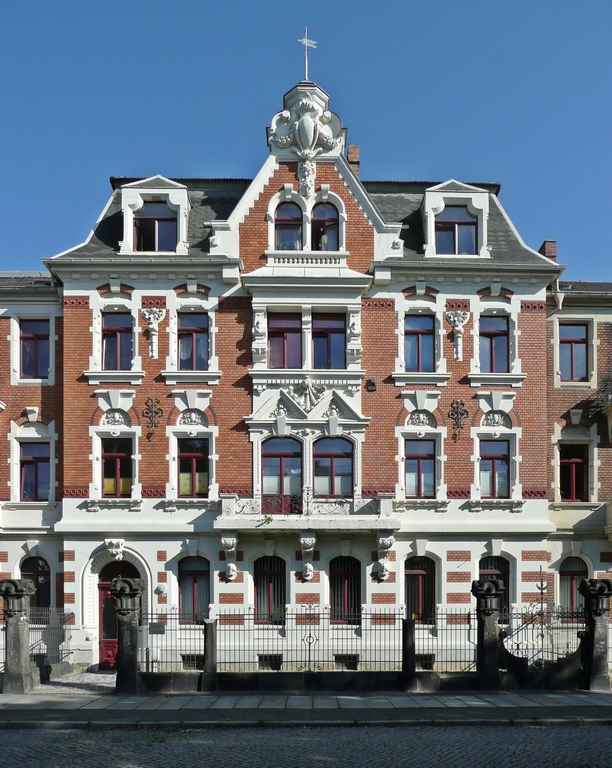
Gründerzeitbebauung in der Gartenstraße
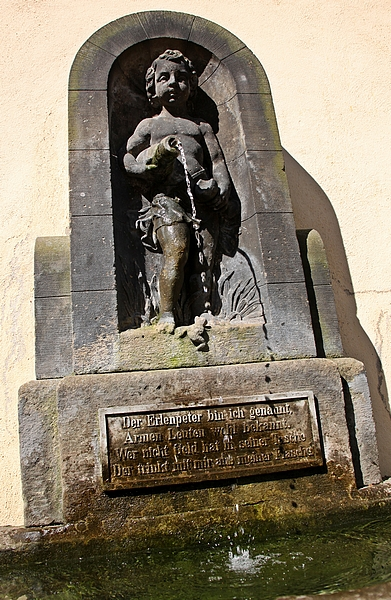
Erlpeterbrunnen an der Knabenschule

### Gedenkstätten

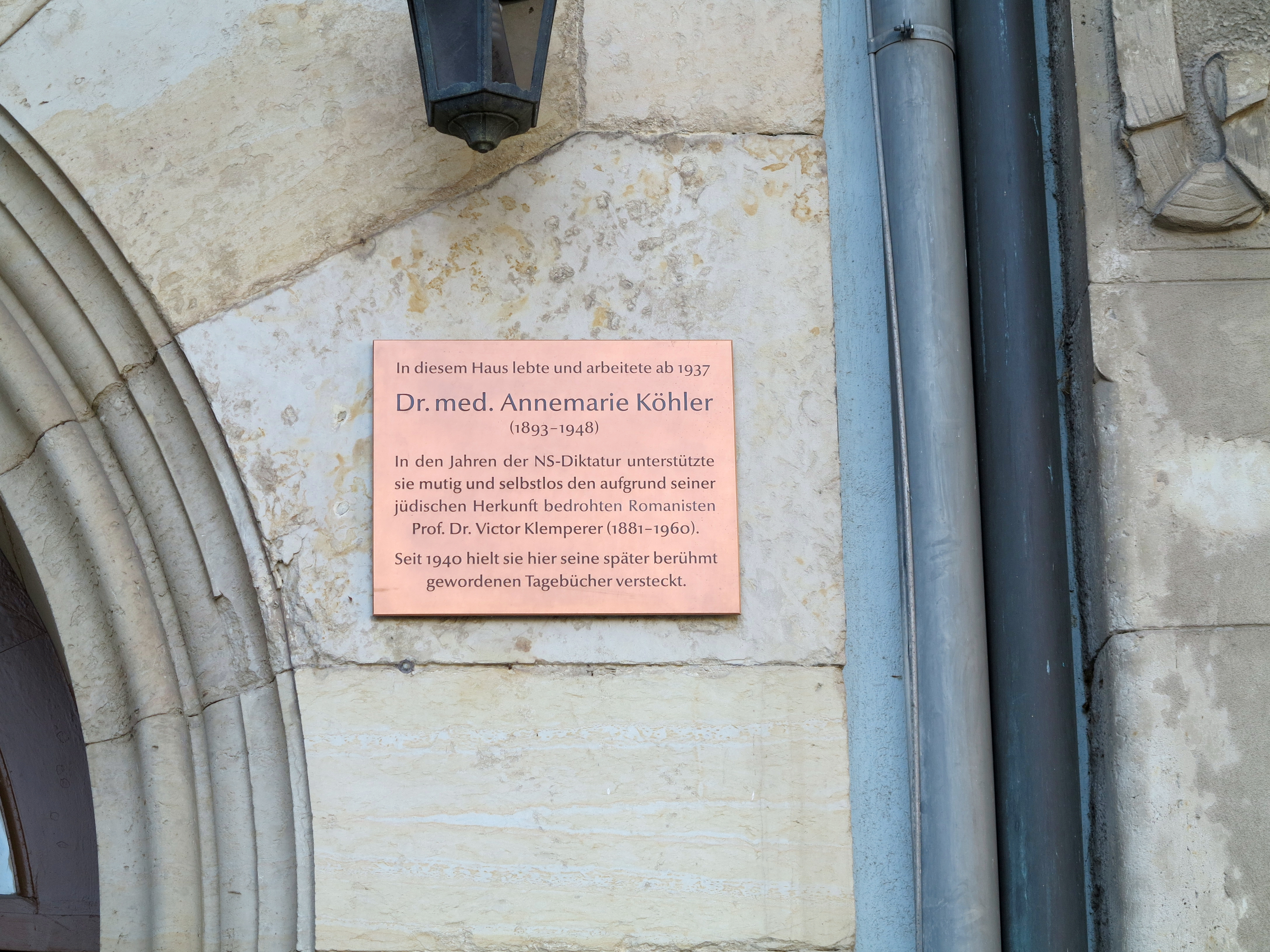
Annemarie Köhler hat unter Gefährdung des eigenen Lebens u. a. die Tagebücher von Victor Klemperer versteckt.

- Ehrenmal von 1947 in der Grohmannstraße für alle Opfer des Faschismus
- Gemeinschaftsgräber auf dem Sowjetischen Friedhof Rottwerndorfer Straße/Ecke Johann-Sebastian-Bach-Straße, in denen 190 männliche und 33 weibliche Kriegsgefangene, Zwangsarbeiter und Rotarmisten begraben sind
- Gedenksteine auf dem evangelischen Friedhof an der Dippoldiswalder Straße für 80 KZ-Häftlinge, die bei einem Evakuierungstransport aus einem der KZ-Außenlager ums Leben kamen, sowie für 73 jüdische Häftlinge, die als Tote aus einem Transportzug vom KZ Auschwitz geworfen und hier begraben wurden. Daneben befindet sich ein Gedenkstein für acht polnische Personen, die Zwangsarbeit verrichten mussten
- Gedenkstein auf der Anlage des ehemaligen Nicolaifriedhofs zur Erinnerung an 13 unbekannte KZ-Häftlinge, die Opfer von Zwangsarbeit wurden
- Gedenkstein am Bahnhof von 1970 zum Gedenken an die Deutsch-Sowjetische Freundschaft
- Denkmal Deutsch-Sowjetische-Freundschaft

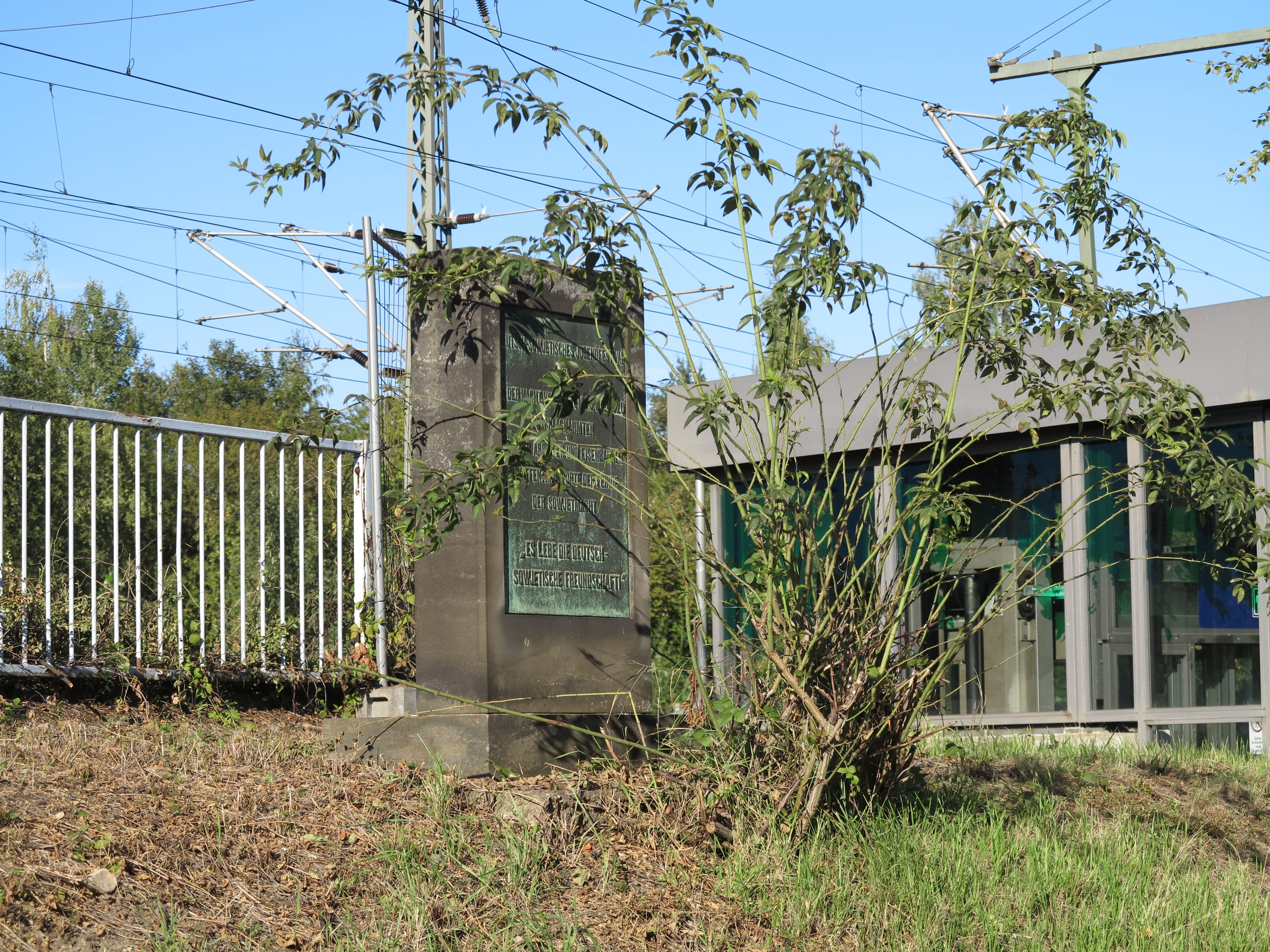
Denkmal Deutsch-Sowjetische-Freundschaft

- Gedenktafel von 1984 am alten Pirnaer Stadtgefängnis, der Fronfeste, in der Schmiedestraße 8, zur Erinnerung an die Verfolgung politischer Systemgegner bereits 1933, die von hier in das frühe KZ Hohnstein deportiert wurden, aber auch für die Gefangenen, die 1944 bei der Aktion Gitter inhaftiert wurden
- Gedenkstein von 1966 für vier Copitzer Widerstandskämpfer an der Hauptstraße (ehemals Paul-Harnisch-Straße)/Ecke Schulstraße: Siegfried Rädel (1943 in Berlin-Plötzensee ermordet), Paul Harnisch (1945 in Dresden ermordet), Arthur Pollack (1945 im KZ Sachsenhausen ermordet), Albert Barthel (1942 im KZ Dachau ermordet)
- Siegfried-Rädel-Str. in Pirna

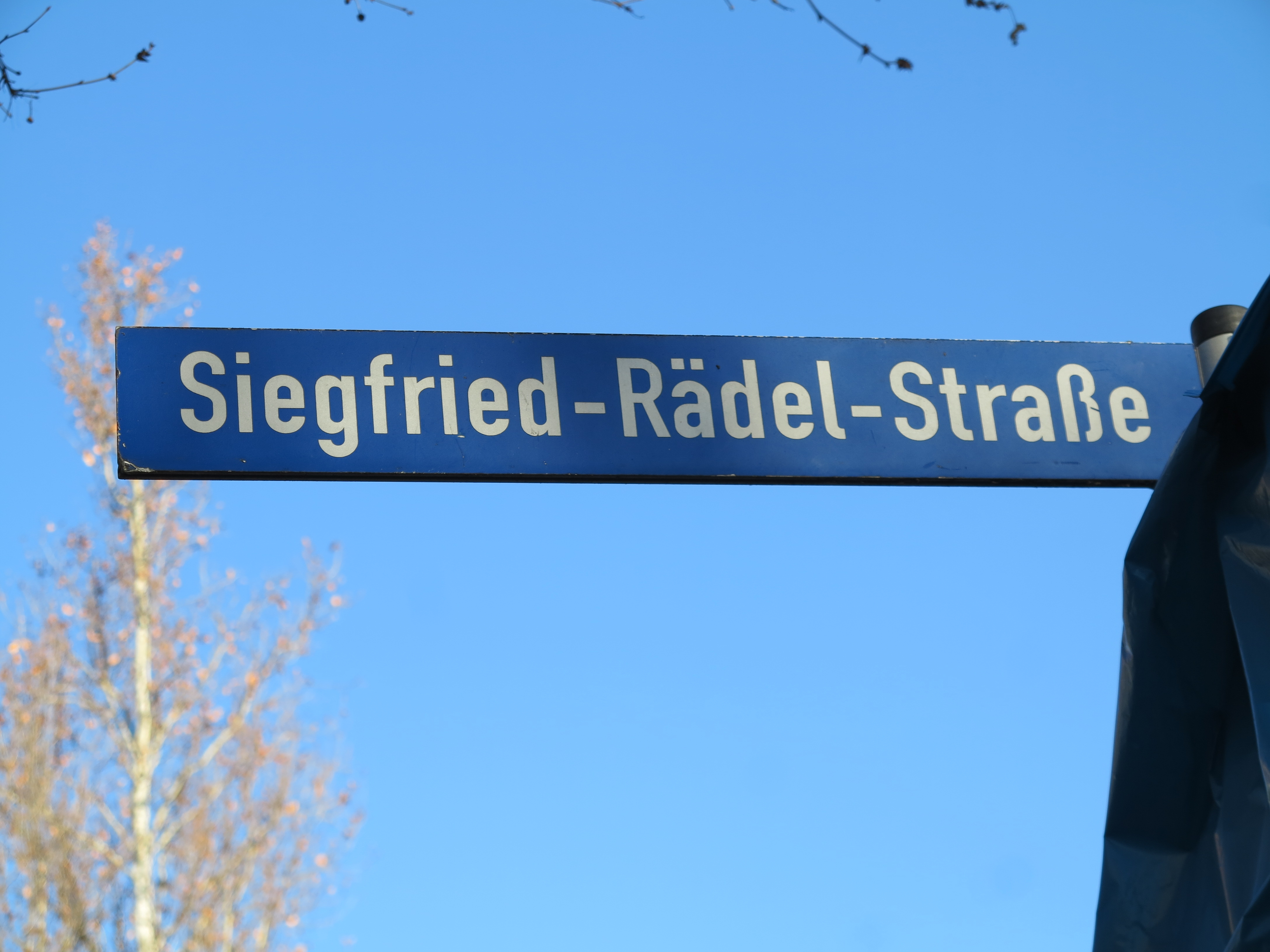
Siegfried-Rädel-Str. in Pirna

- Gedenktafeln für Siegfried Rädel sind an seinem Geburtshaus Birkwitzer Straße 74 und seinem Wohnhaus Pirna-Posta Nr. 3 und waren am Kunstseidenwerk und im Bahratal angebracht
- Gedenktafel für Albert Barthel am Haus Nr. 14 in Pirna-Sonnenstein
- Gedenkstätte Pirna-Sonnenstein zum Thema Euthanasie in Sachsen – Aktion T4 über die Ermordung von Behinderten und psychisch kranken Menschen in der Zeit des Nationalsozialismus
- Das bewegliche Denkmal der Grauen Busse von Horst Hoheisel und Andreas Knitz wurde in verschiedenen deutschen Orten aufgestellt, in Pirna stand es von Juni 2010 bis August 2011 in der Grohmannstraße
- In der Maxim-Gorki-Str. 16 erinnert seit November 2012 eine Gedenktafel an die mutige Ärztin Annemarie Köhler, die u. a. Victor Klemperers Tagebuch über die NS-Zeit gerettet und so der Nachwelt ein wichtiges Zeugnis aus dieser Zeit bewahrt hat.

### Kirchen und Religionsgemeinschaften
Dem Zensus 2011 nach gehören 83,2 % der Bevölkerung keiner öffentlich-rechtlichen Religionsgemeinschaft an, 12,7 % sind Mitglied der evangelischen Kirche und 2,8 % sind Mitglied der römisch-katholischen Kirche.
Unter den Religionsgemeinschaften ist am mitgliederstärksten die evangelisch-lutherische Gemeinde Pirna mit der Stadtkirche St. Marien, dem Gemeindezentrum Pirna-Copitz sowie der Schlosskirche Zuschendorf. In Pirna-Sonnenstein gibt es eine eigene Kirchgemeinde mit Gemeindezentrum. Die bereits 1940 geschlossene Anstaltskirche Sonnenstein befindet sich in Privatbesitz. Darüber hinaus besteht die Kirchgemeinde Graupa-Liebethal mit Kirchen in Graupa und Liebethal.
Es existiert ebenfalls eine katholische Gemeinde in Pirna mit der Pfarrkirche St. Kunigunde und der Klosterkirche St. Heinrich.
Weiterhin gibt es eine Evangelisch-Freikirchliche Gemeinde, sowie eine Gemeinde der Freikirche der Siebenten-Tags-Adventisten.
In Pirna-Copitz gibt es für die Muslime in der Umgebung ein islamisches Gemeindezentrum.

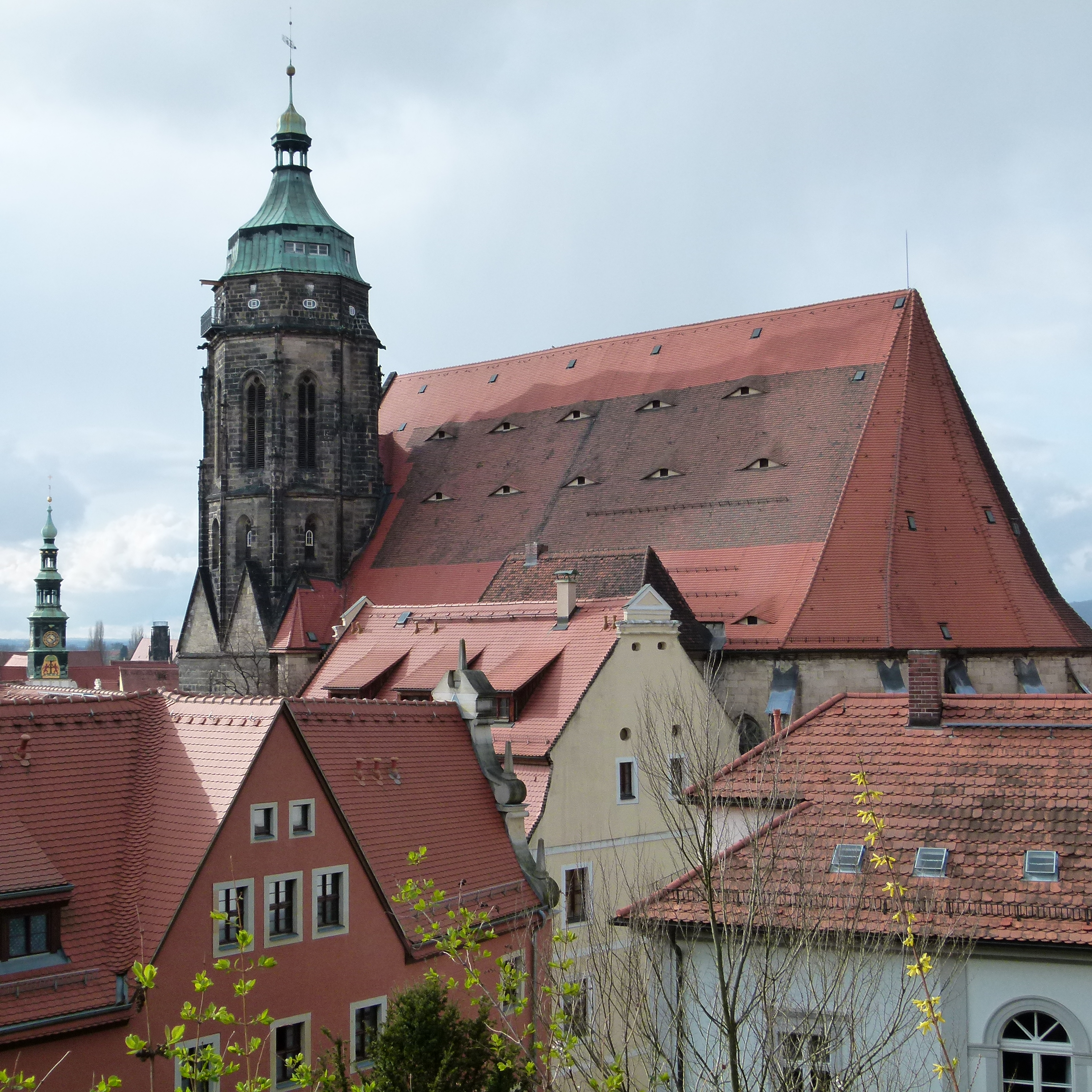
Evangelische Stadtkirche „St. Marien“
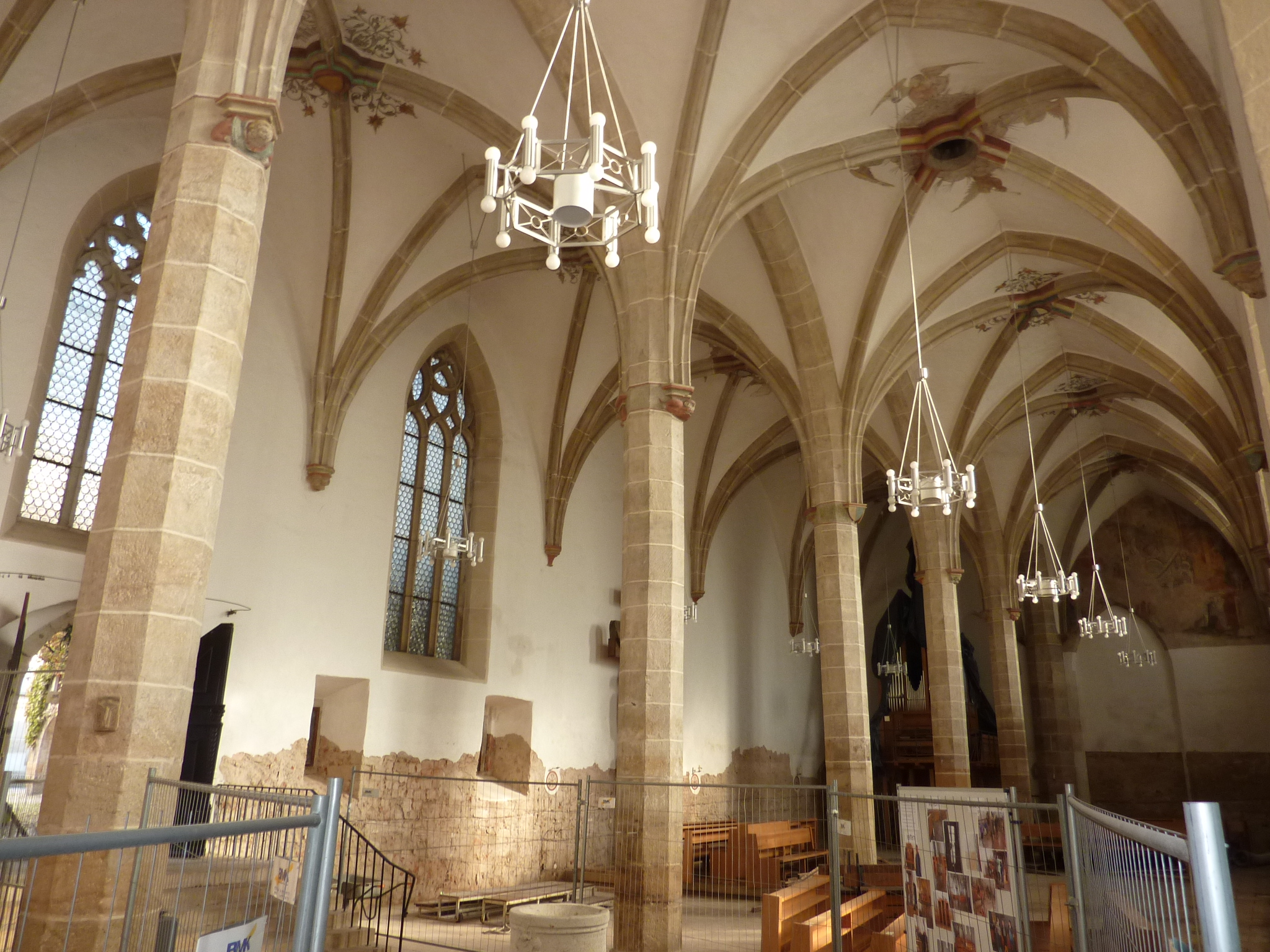
Katholische Klosterkirche  „St. Heinrich“
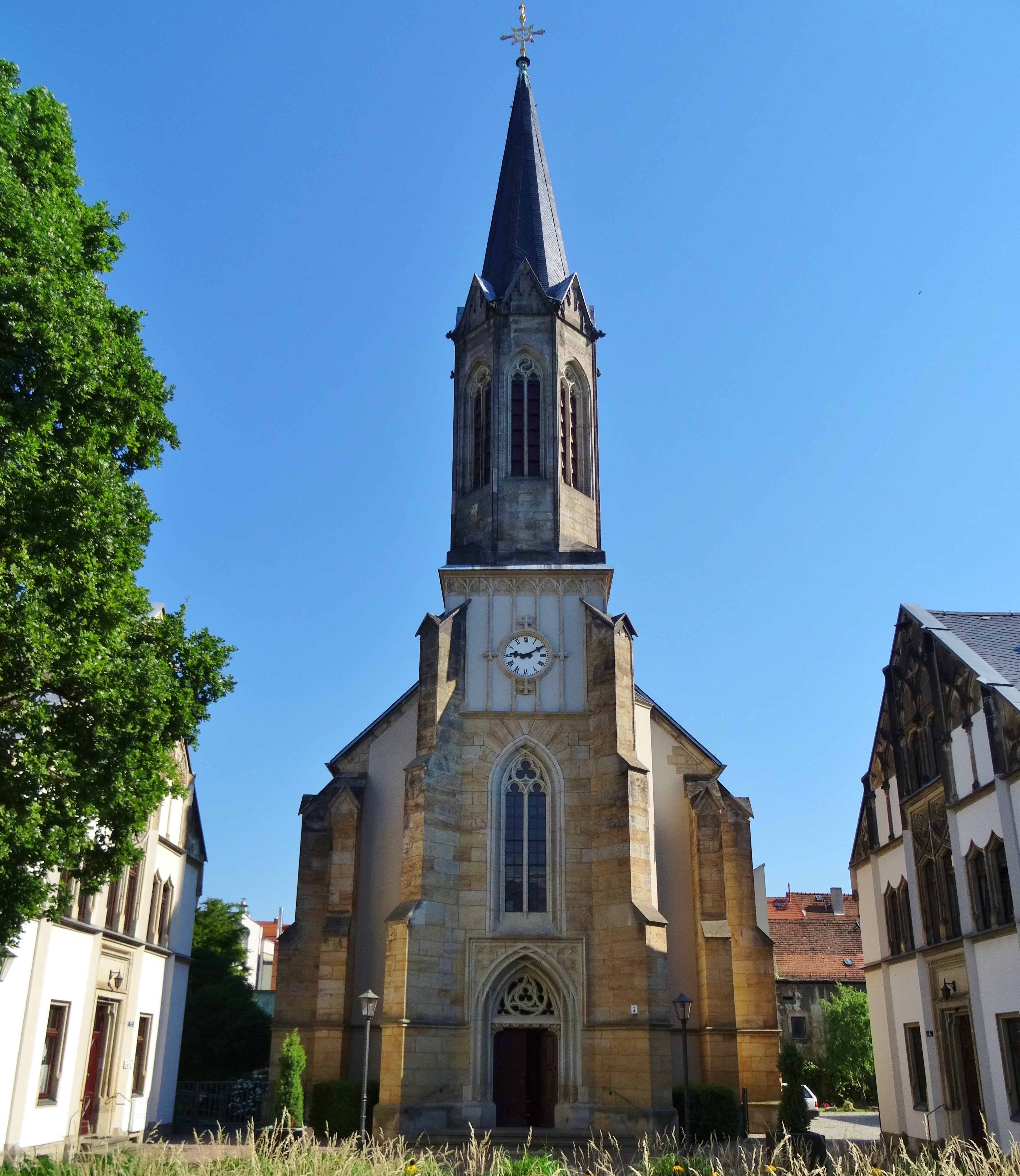
Katholische Kirche  „St. Kunigunde“
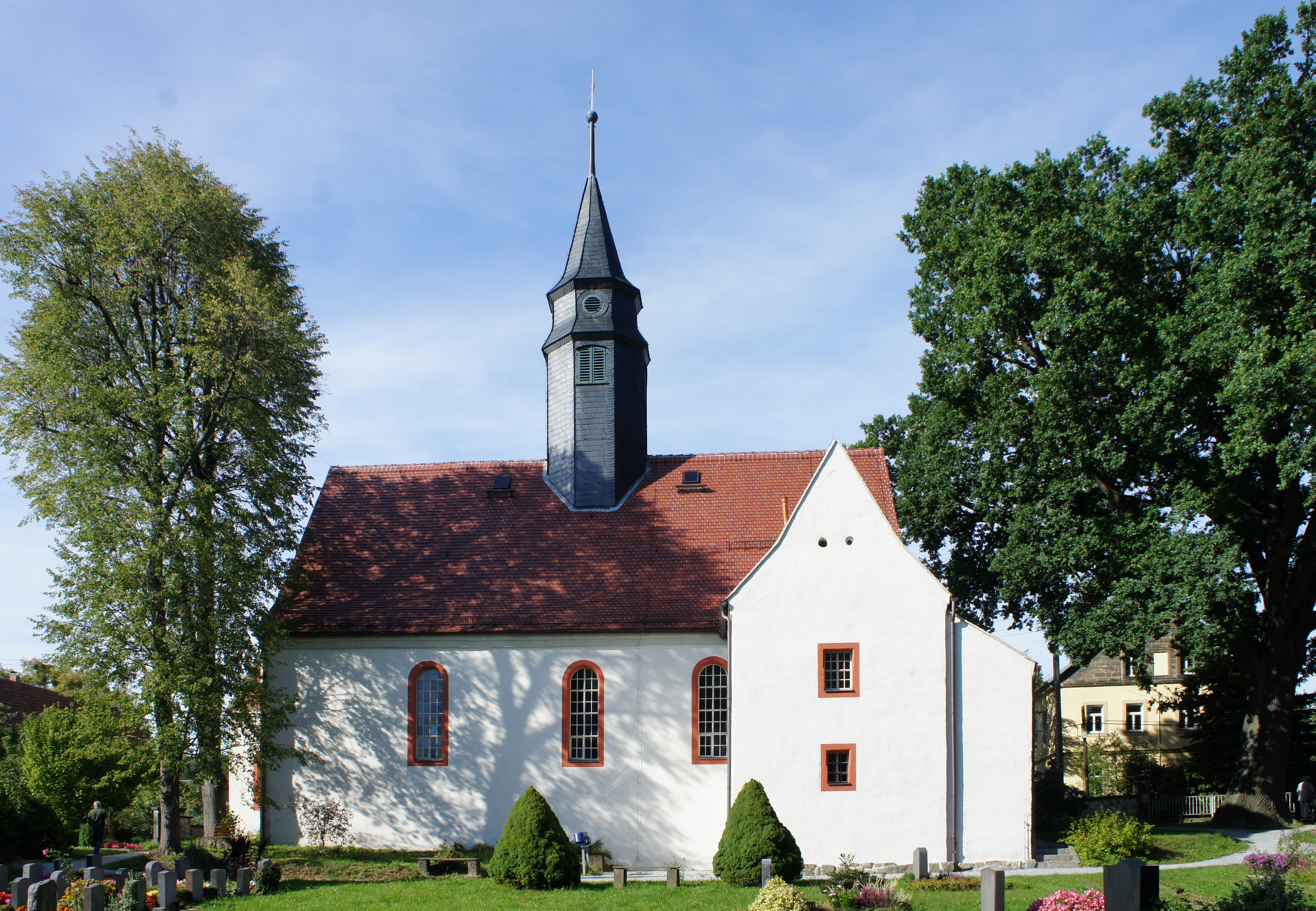
Evangelische Dorfkirche Liebethal
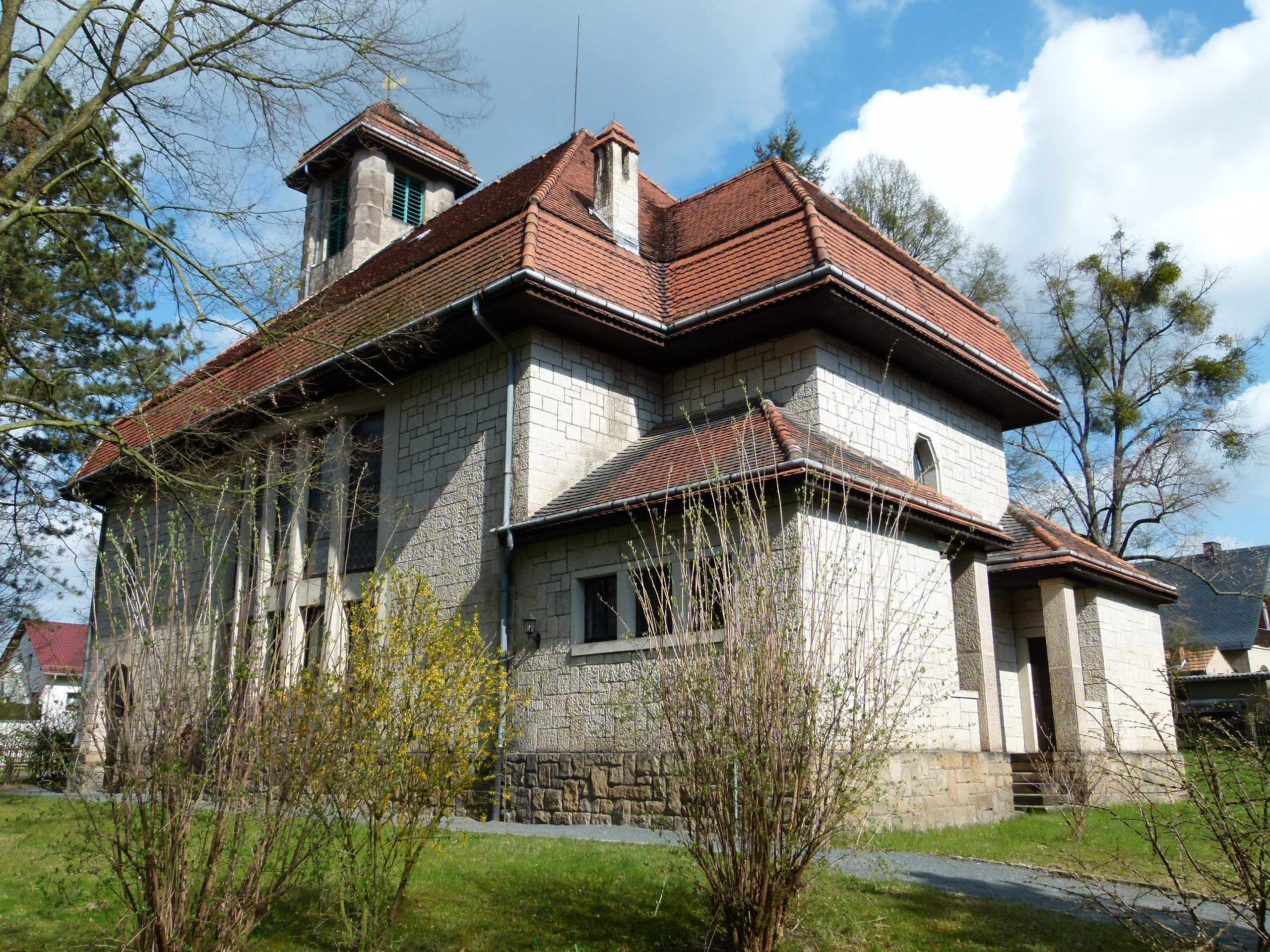
Evangelische Pfarrkirche Graupa
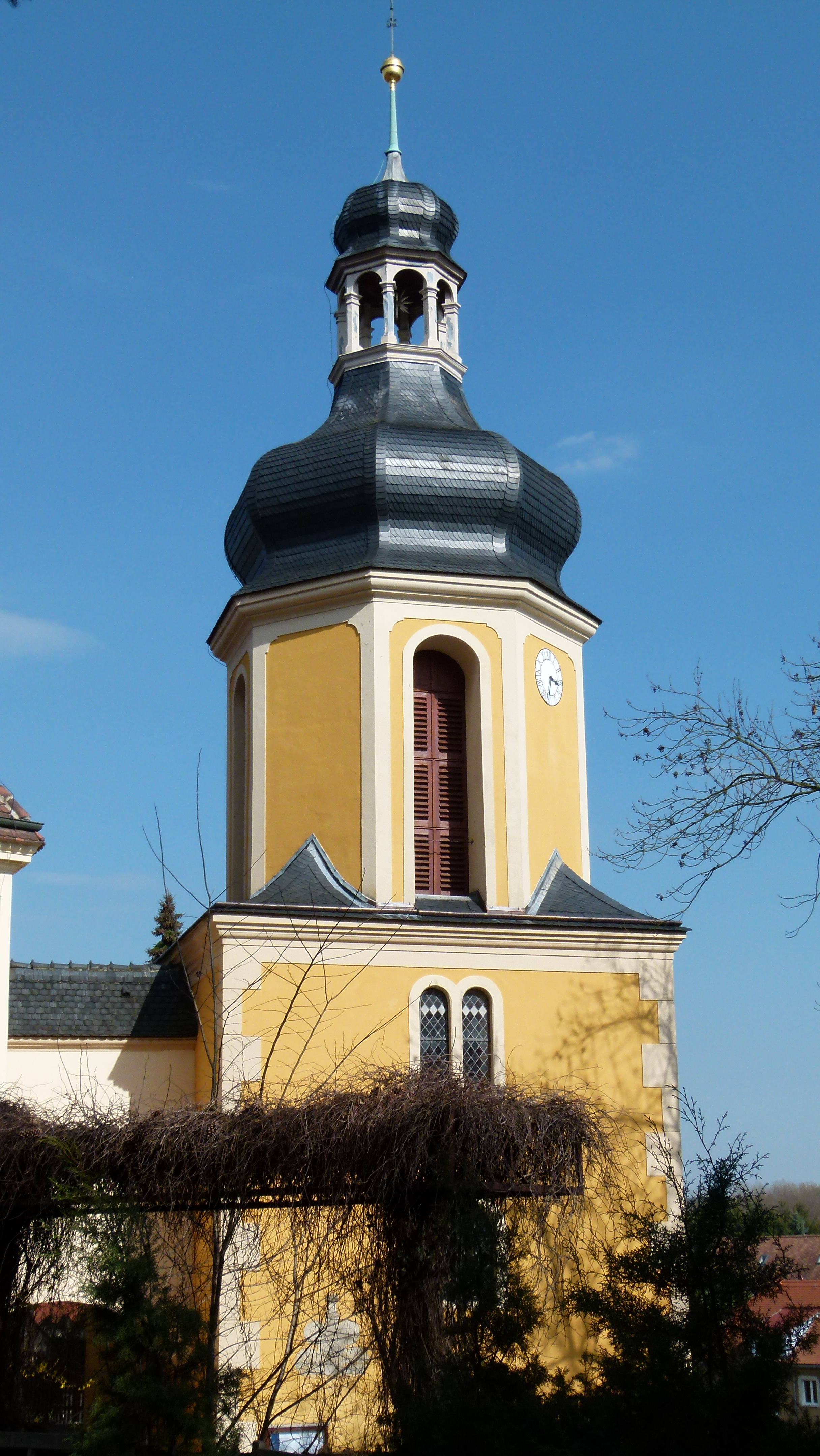
Evangelische Schlosskirche Zuschendorf

### Sport und Ausflugsziele
Ausflugsziele in Pirna sind der Kies- und Badesee Birkwitz, das Hallen- und Freibad „Geibeltbad Pirna“ oder der Wasserplatz Pirna. Zu den Sportvereinen zählen der VfL Pirna-Copitz 07, der ESV Lokomotive, SV Fortschritt Pirna und der 2012 gegründete 1. FC Pirna. Zudem gibt es die Vereinigung der DLRG „Obere Elbe“ Pirna.

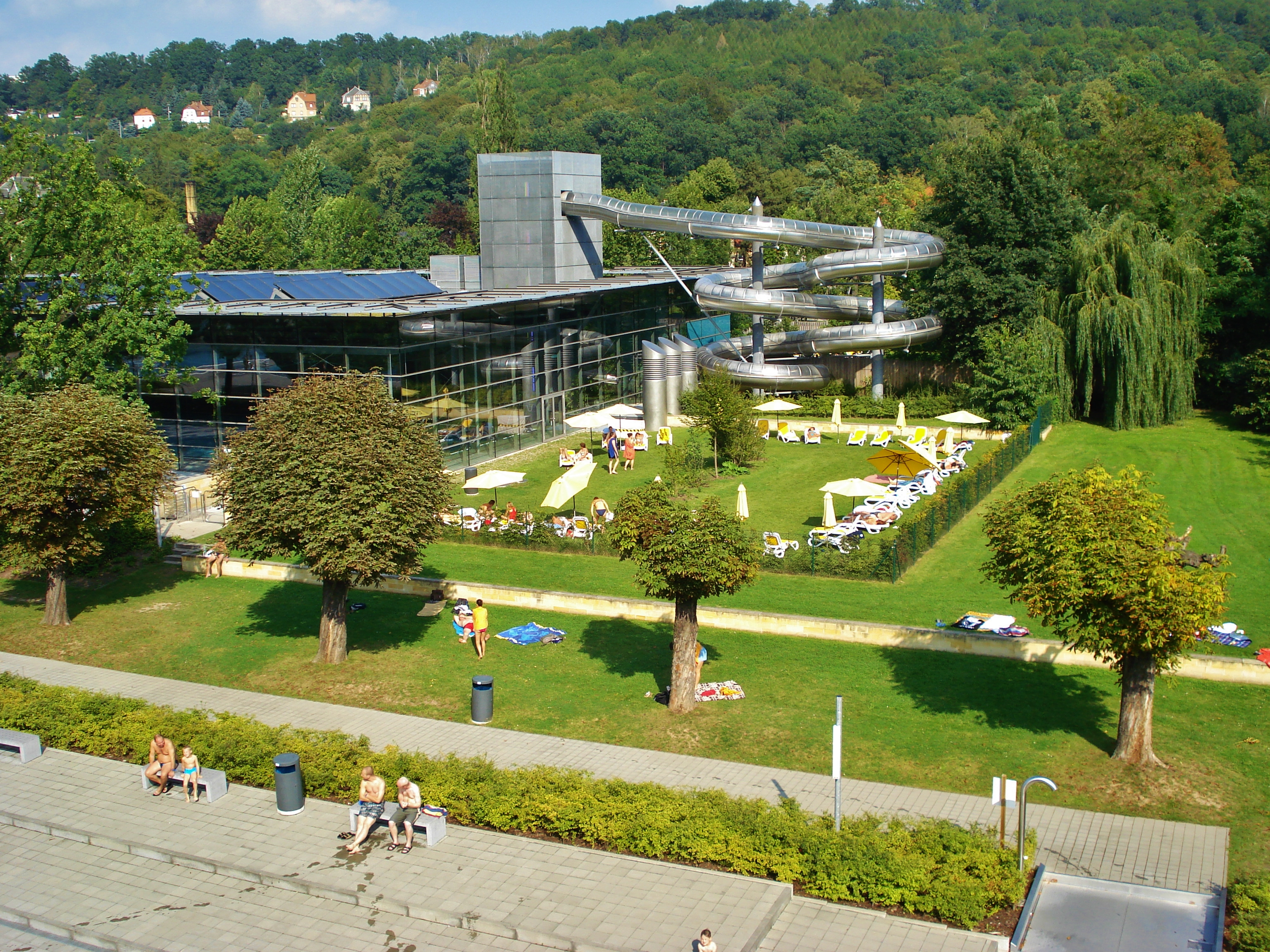
Geibelt-Bad
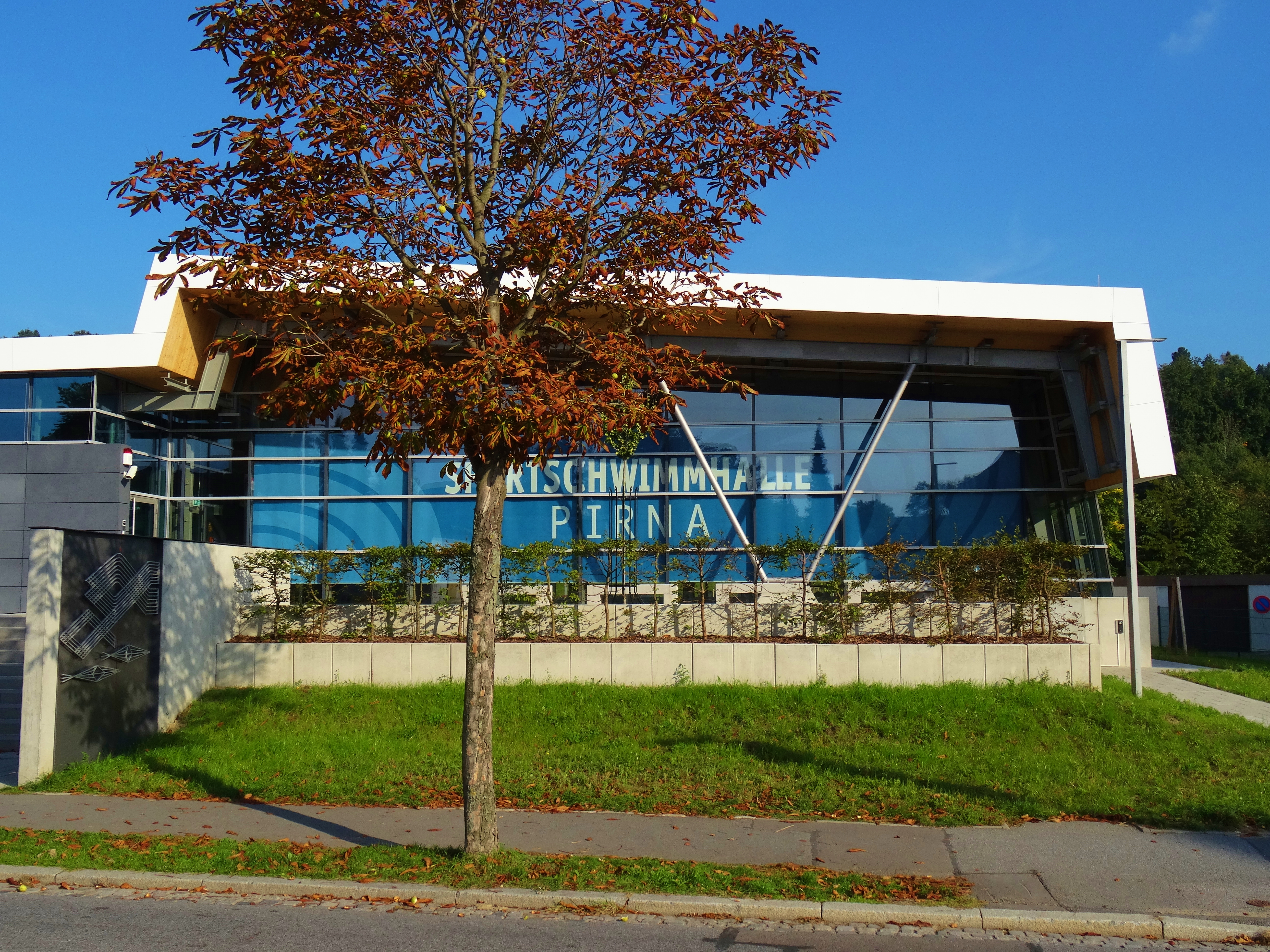
Sportschwimmhalle in der Seminarstraße
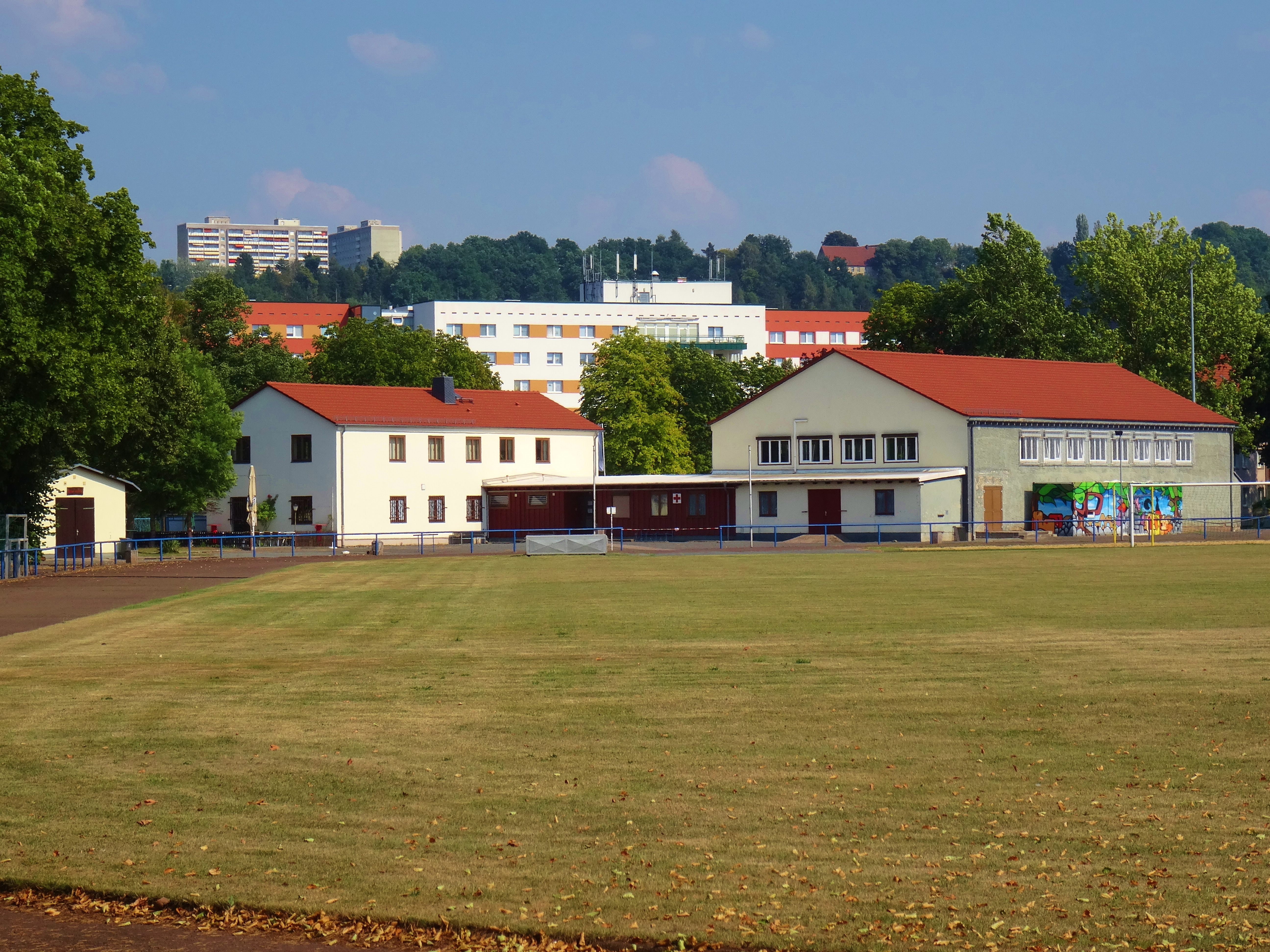
Sportanlage des ESV Lok Pirna an der Einsteinstraße
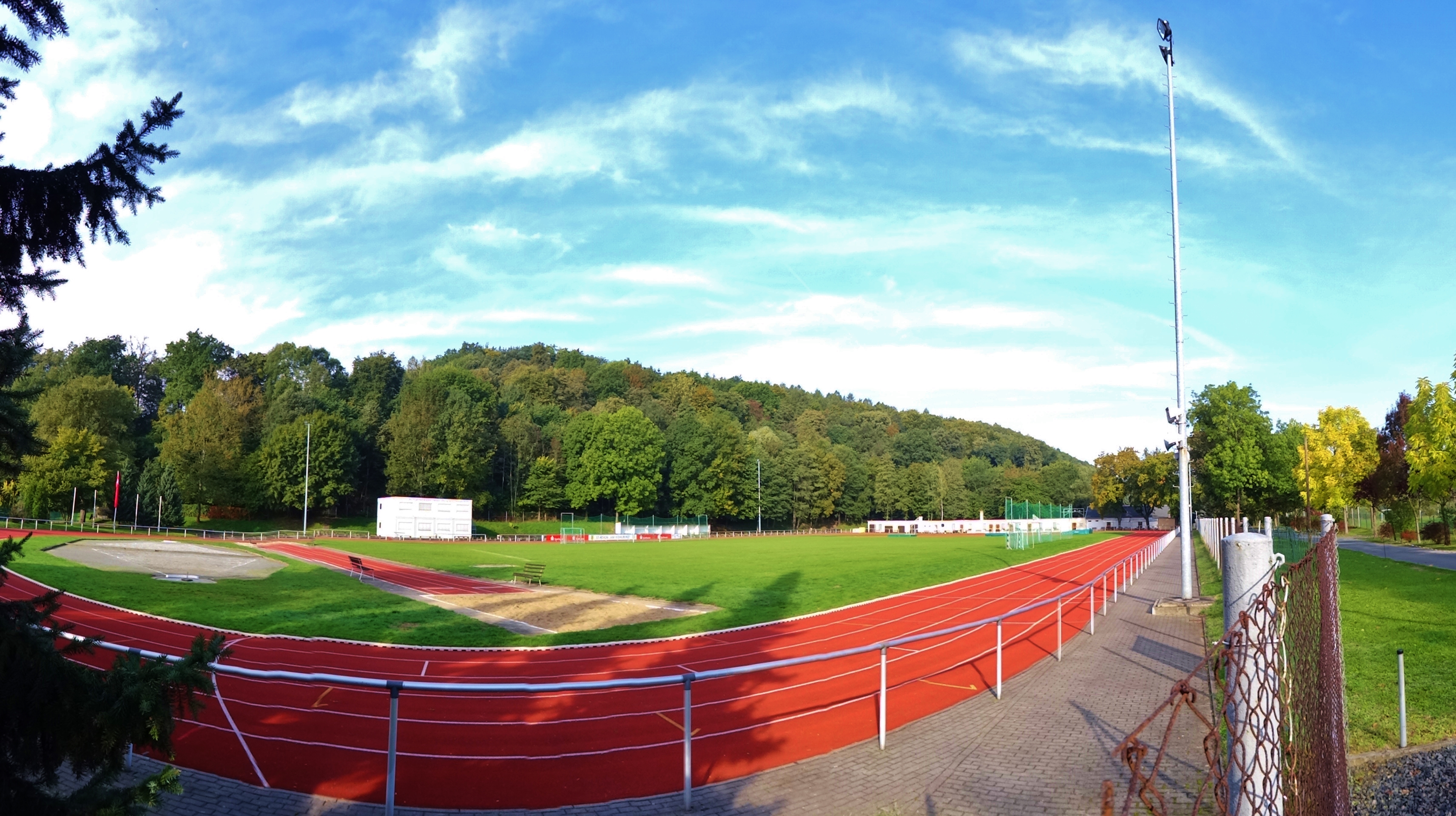
Leichtathletik-Stadion Am Kohlberg

### Regelmäßige Veranstaltungen
In Pirna finden regelmäßig das Stadtfest, der „Pirnaer Tresen“ und die „Pirnaer Hofnacht“ statt. Bei letzterer werden meist private Höfe der Pirnaer Bürgerhäuser geöffnet und ein kulturelles Programm angeboten. Weiterhin gibt es den „Markt der Kulturen“ und das „Strandfest“ am Kies- und Badesee Birkwitz.
Jedes Jahr im September wird in Pirna das Laienschauspiel „Theophilus Jacobäer, der Retter der Stadt Pirna“ auf dem Marktplatz aufgeführt. Ein Amateur-Theater erinnert damit an die Ereignisse rund um die Rettung der Stadt während des Dreißigjährigen Krieges durch den Apotheker Theophilus Jacobär. Im Jahr 2006 inspirierte das jährliche Laienschauspiel der Stadt im Film Pfarrer Braun: Kein Sterbenswörtchen zu einem Mord auf der Bühne während der Theateraufführung. In dem Film mit Ottfried Fischer als Pfarrer Braun findet das jährliche Laienschauspiel in der fiktiven Gemeinde Liebwitz in der Sächsischen Schweiz statt.

### Naturschutz
- Siehe auch: Liste der Naturdenkmale in Pirna

## Wirtschaft und Infrastruktur

### Verkehr

#### Eisenbahn
Am 31. Juli 1848 wurde zwischen Pirna und Dresden der erste Abschnitt der Elbtalbahn in Betrieb genommen. Am Bahnhof Pirna zweigt die 1875 eröffnete Bahnstrecke in Richtung Kamenz ab. Von 1880 bis 1999 zweigte hier außerdem die Gottleubatalbahn nach Bad Gottleuba ab. Von dieser wiederum zweigte am Bahnhof Pirna Süd von 1894 bis 1999 die Bahnstrecke nach Großcotta ab. Zudem existierte von 1907 bis 1998 die Bahnstrecke in die Herrenleite, die ausschließlich dem Güterverkehr diente.
Pirna hat heute Anschluss an die Linien S 1 und S 2 der S-Bahn Dresden mit den Halten am Bahnhof Pirna und am Haltepunkt Obervogelgesang (nur S 1). Ab Bahnhof Pirna besteht somit ein angenäherter Viertelstundentakt nach Dresden. Des Weiteren beginnt in Pirna die RB 71 aus dem VVO-Dieselnetz, welche von Pirna über Dürrröhrsdorf und Neustadt bis Sebnitz verkehrt.

#### Bedeutende Straßen

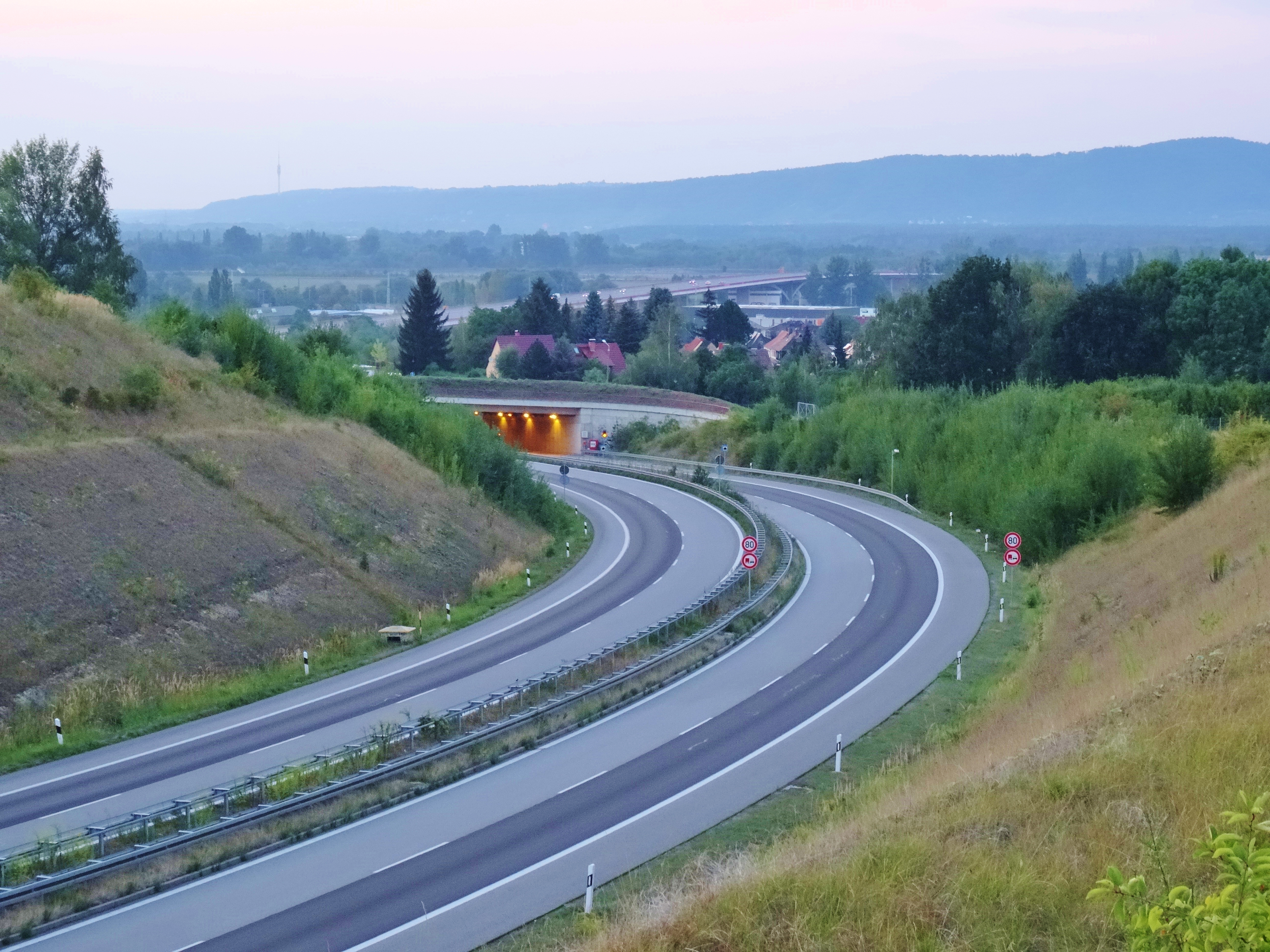
Autobahnzubringer mit der Sachsenbrücke im Hintergrund

Die älteste bedeutende Straße für Pirna ist die ehemalige Reichsstraße/Fernverkehrsstraße 172, seit 1990 Bundesstraße 172, welche ursprünglich von Dresden über Heidenau nach Pirna führte. Seit 2005 führt die Bundesautobahn 17 von Dresden an Pirna vorbei bis nach Prag. Ein vierspuriger Zubringer bindet Pirna an diese Autobahn an und führt über die Sachsenbrücke als Staatsstraße 177 weiter in Richtung Norden. Die alte B 172 wurde mittlerweile zwischen Dresden und dem Knoten mit der Sachsenbrücke zur Staatsstraße 172 herabgestuft. Seit 2017 erfolgt der Bau einer Südumfahrung der B 172, der bis 2026 abgeschlossen werden soll. Das erste Teilstück der B172n wurde am 15. Dezember 2022 für den Verkehr freigegeben.

#### Luft- und Elbschiffverkehr
In Pirna gibt es den Flugplatz Pirna-Pratzschwitz, der Verkehrsflughafen in Dresden liegt etwa 20 km (Luftlinie) entfernt. Im Elbschiffverkehr verfügt Pirna über eine Anlegestelle der Sächsischen Dampfschiffahrt und über eine Fährverbindung zwischen Pirna und Pirna-Copitz, die vom Regionalverkehr Sächsische Schweiz-Osterzgebirge betrieben wird.

#### Öffentlicher Personennahverkehr
Der ÖPNV wird zum großen Teil von dem Regionalverkehr Sächsische Schweiz-Osterzgebirge betrieben. Durch diese gibt es im Stadtverkehr Pirna folgende Stadtbuslinien:
- G/L Stadtmitte – Copitz-West – Liebethal – Graupa (- Birkwitz – Pratzschwitz) – Copitz-West – Stadtmitte
- H/S Pirna-Sonnenstein – Stadtmitte – Heidenau – Dresden-Prohlis und zurück
- M Stadtmitte – Mockethal – Gewerbegebiet Copitz Nord – Birkwitzer Straße und zurück
- N Busbahnhof/Bahnhof – Südvorstadt – Neundorf und zurück
- P Stadtmitte – Pratzschwitz – Birkwitz – Dresden-Pillnitz und zurück
- Z Stadtmitte – Zuschendorf – Dohma – Zehista – Stadtmitte

Daneben erschließen 16 Linien des Regionalverkehrs (darunter eine PlusBus-Linie) die Stadt Pirna und verbinden diese mit dem Landkreis Sächsische Schweiz-Osterzgebirge. Einzelne Linien im Regionalverkehr werden auch durch die Firma Jurk Bad Gottleuba und Müller Busreisen betrieben.

### Wirtschaftsstruktur und ansässige Unternehmen

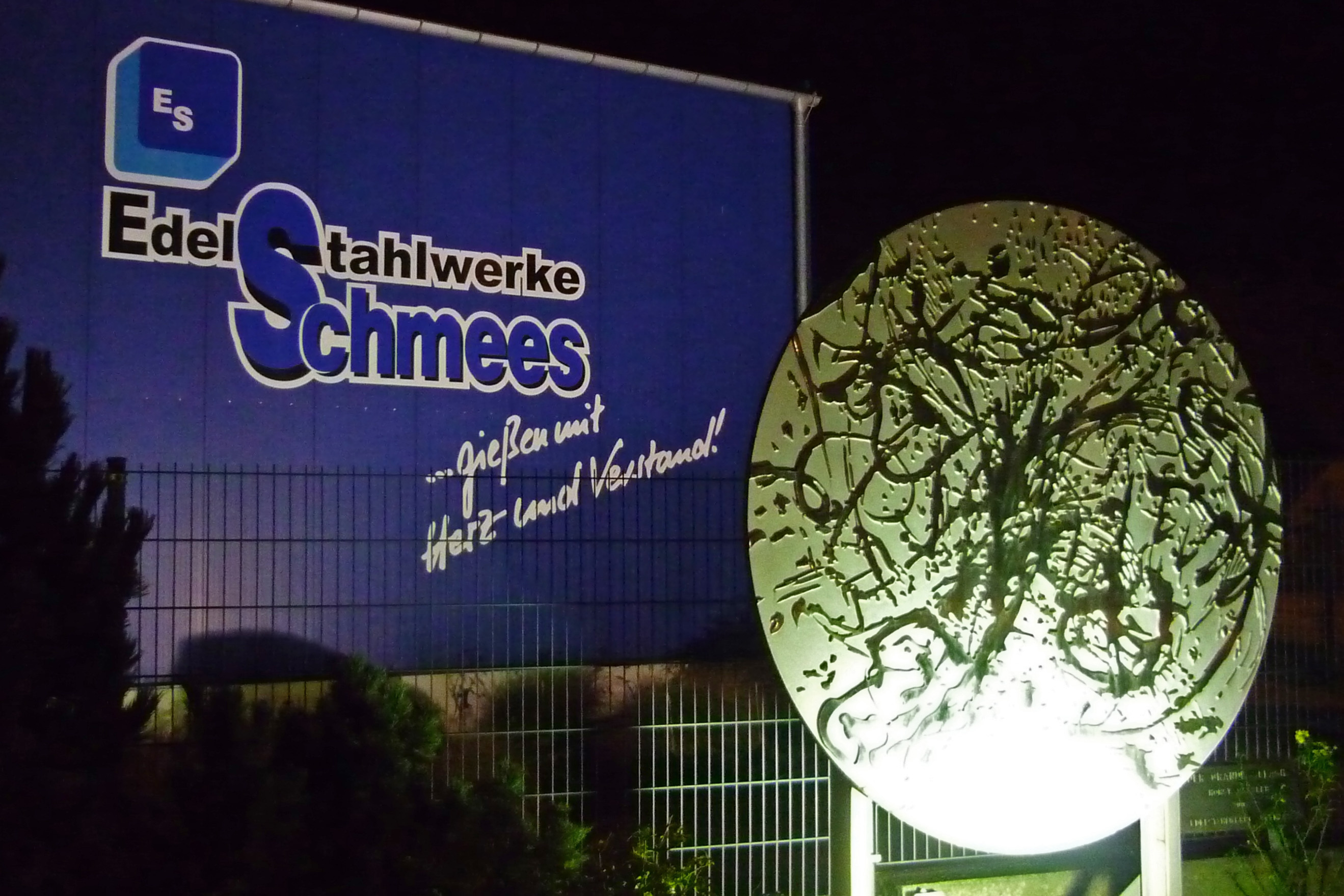
Edelstahlwerke Schmees

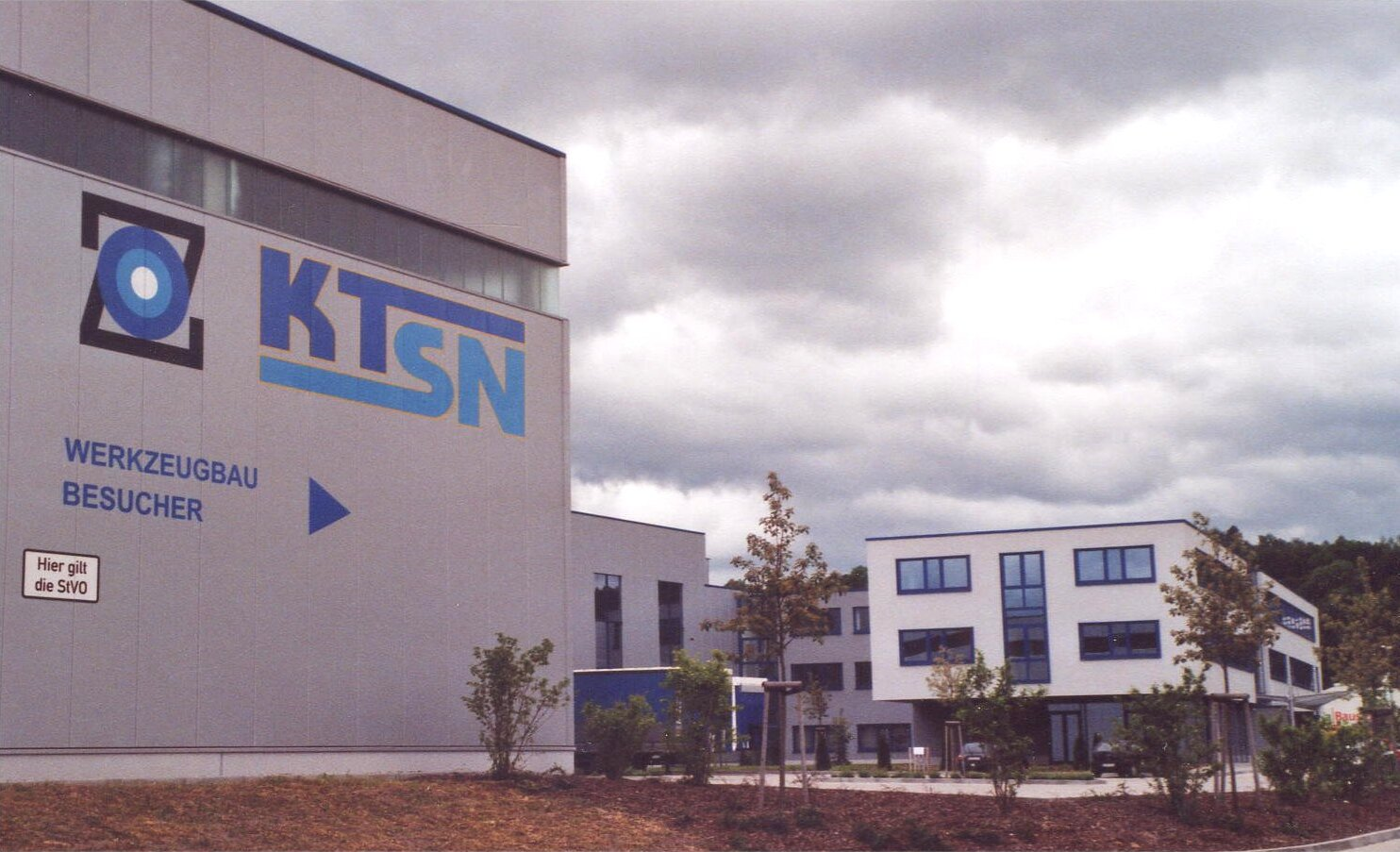
Minda KTSN Plastic Solutions GmbH & Co. KG

Gemessen an der Zahl der vor Ort verfügbaren Arbeitsplätze hat sich der Wirtschaftsstandort Pirna in den letzten Jahren positiv entwickelt. 2020 wurden in der Stadt 15.073 sozialversicherungspflichtig beschäftigte Arbeitsplätze gezählt (2010: 13.907 Arbeitsplätze). Die Wirtschaftsstruktur wird dabei vom Gesundheits- und Sozialwesen (2020: 3.528 Arbeitsplätze), dem verarbeitenden Gewerbe (2020: 2.103 Arbeitsplätze) und der öffentlichen Verwaltung (2020: 1.589 Arbeitsplätze) bestimmt.
Größter Arbeitgeber der Stadt ist das Klinikum Pirna der Helios Kliniken (ehemals Rhön-Klinikum AG) mit ca. 750 Mitarbeitern (Stand 2018). Das Klinikum fungiert als Akademisches Lehrkrankenhaus des Universitätsklinikums Dresden und verfügt an zwei Standorten im Stadtgebiet über 410 Stationsbetten, davon 95 Betten sowie 16 Tagesklinikplätze im Bereich der Psychiatrie. Ein weiterer bedeutender Arbeitgeber im sozialen Bereich ist das Seniorenzentrum „Sächsische Schweiz“ mit ca. 250 Mitarbeitern (Stand 2018).
Das produzierende Gewerbe wird von klein- und mittelständischen Unternehmen geprägt. Wichtige Arbeitgeber sind hier die LITRONIK Batterietechnologie GmbH mit ca. 280 Mitarbeitern (Stand 2018), die Edelstahlwerke Schmees GmbH mit ca. 180 Mitarbeitern (Stand 2018), die Eissmann Automotive KTSN GmbH (bis zur Übernahme durch Eissmann Automotive im März 2021 als Minda KTSN Plastic Solutions GmbH & Co. KG firmierend), ein Hersteller von Kunststoffteilen für die Automobilindustrie, mit ca. 320 Mitarbeitern (Stand 2018) und die FEP Fahrzeugelektrik Pirna GmbH & Co.KG mit ca. 450 Mitarbeitern (Stand 2017). Zudem befindet sich im Stadtteil Neundorf ein Standpunkt der Chemiefirma Schill+Seilacher mit ungefähr 120 Mitarbeitern. Hier gab es im Dezember 2014 eine Explosion, bei der ein Mitarbeiter ums Leben kam.
Die LITRONIK Batterietechnologie GmbH ist einer von weltweit wenigen Herstellern von kompakten Batterien für aktive Implantate. Die FEP Fahrzeugelektrik Pirna GmbH & Co.KG ist der führende Hersteller von Öldruckschaltern in Europa und Hauptlieferant von Öldruckschaltern für die Volkswagen-Gruppe. Die im Stadtteil Sonnenstein ansässige DENQBAR GmbH ist ein Hersteller von Inverter Stromgeneratoren, von denen zwei Modelle mit dem German Design Award (2016 und 2022) ausgezeichnet wurden.

### Öffentliche Einrichtungen
Ferner sind in Pirna weitere für den Arbeitsmarkt bedeutsame Einrichtungen aus dem Bereich der öffentlichen Verwaltung zu finden. Bedeutendster Arbeitgeber ist hier die Verwaltung des Landkreises Sächsische Schweiz-Osterzgebirge, der in Pirna etwa 490 Mitarbeiter beschäftigt. Das Landratsamt befindet sich seit Dezember 2011 in den Räumen von Schloss Sonnenstein.
Ebenfalls in Pirna ansässig ist der Hauptsitz der Landestalsperrenverwaltung des Freistaates Sachsen (LTV), die in ganz Sachsen etwa 800 Mitarbeiter beschäftigt (Stand 2015). Die LTV betreibt, bewirtschaftet und verwaltet die Talsperren im Eigentum des Landes Sachsen für die Wasserversorgung und den Hochwasserschutz.
Die Bundespolizeidirektion Pirna verantwortet von hier aus die Kontrolle für knapp 600 Kilometer Grenzlänge zur Republik Polen und zur Tschechischen Republik und knapp 7.800 Streckenkilometer der Deutschen Bahn mit über 1300 Bahnhöfen und Haltepunkten.
In der Kernverwaltung der Stadtverwaltung Pirna sind, ohne Berücksichtigung der gemeindlichen Unternehmen, ca. 200 Mitarbeiter beschäftigt. Die Stadt Pirna beschäftigt dabei 32 Mitarbeiter in der Fachgruppe Feuerwehr um die Einsatzbereitschaft der Freiwilligen Feuerwehr zu stärken.
Ein weiterer bedeutsamer Arbeitgeber im öffentlichen Dienst ist das Finanzamt auf dem Gebiet des Landkreises Sächsische Schweiz-Osterzgebirge mit ca. 280 Mitarbeitern. Das Finanzamt befindet sich seit 2016 im sanierten Komplex des Liebenauschen  Vorwerks.
Neben den genannten Einrichtungen der öffentlichen Verwaltung ist Pirna Sitz eines Amtsgerichts, eines Polizeireviers und einer Agentur für Arbeit. Das Technische Hilfswerk hat in Pirna einen Ortsverband. Dieser ist dem THW Länderverband Sachsen-Thüringen mit Sitz in Altenburg unterstellt. Die Landesgeschäftsstelle der THW Jugend Sachsen hat ihren Sitz in Pirna.

### Medien
Seit Juli 2005 sendet der lokale Fernsehsender Pirna-TV (PTV) wöchentlich aktualisierte lokale Nachrichten zu Politik, Kunst, Kultur, Wirtschaft und Sport. Die Sächsische Zeitung verfügt in Pirna über eine Lokalredaktion.

### Bildung
In Pirna gibt es eine vielfältige Bildungs- und Betreuungslandschaft.
Die Stadt verfügt über 19 Kindertagesstätten oder ähnliche Einrichtungen; zudem bestehen acht Hortstandorte für Schüler der 1.–4. Klassen (Stand 06/2021).
Mehrere Kindertagesstätten wurden in den letzten Jahren neu errichtet bzw. grundlegend saniert, darunter u. a. die Kita „Schatzfinder“ in Birkwitz (Neubau 2013), die Kita „Regenbogen“ in Graupa (Neubau 2016) und die Kita „Am Reitplatz“ (Neubau 2020) in der Innenstadt.
Das Netz der Kindertagesstätten wird von über 15 Tagespflegestellen ergänzt (Stand 06/2021).
Insgesamt bieten die Kindertagesstätten derzeit Kapazitäten zur Betreuung von ca. 420 Kindern im Krippenbereich, ca. 1200 Kindern im Kindergarten und ca. 1340 Kindern in Schulhorten. Hinzu kommen ca. 100 Plätze in der Kindertagespflege (Stand Schuljahr 2018/2019).
Die Primarstufe im Bildungssystem umfasst acht Grundschulen, darunter befindet sich eine private evangelische Schule (Stand 06/2021). Die Schulstandorte befinden sich in der Innenstadt (GS „Gotthold Ephraim Lessing“, Grundschule „Am Friedenspark“, evangelische GS), in Copitz (Diesterweg GS), auf dem Sonnenstein sowie in den ländlichen Ortsteilen Graupa, Neundorf und Zehista. Die acht Grundschulen werden derzeit von ca. 1400 Kindern besucht (Stand Schuljahr 2020/2021).
Mit der Oberschule „Johann Wolfgang von Goethe“ (Innenstadt), der Oberschule „Carl Friedrich Gauß“ (Sonnenstein), der Oberschule „Johann Heinrich Pestalozzi“ (Copitz) und einer privaten evangelischen Mittelschule (Südvorstadt) verfügt die Stadt über vier Oberschulen (Stand 06/2021), die derzeit von ca. 965 Schülern (ohne evangelische Mittelschule) besucht werden (Stand Schuljahr 2020/2021).
Hinzu kommen mit dem Herder-Gymnasium (Copitz) und dem Schiller-Gymnasium (Innenstadt) zwei Schulen der Sekundarstufe II, die derzeit von ca. 1700 Schülern besucht werden (Stand Schuljahr 2020/2021). Zudem wurde die evangelische Mittelschule 2014 um ein Berufliches Gymnasium für Gesundheit und Sozialwesen erweitert.
In Trägerschaft des Landkreises Sächsische Schweiz-Osterzgebirge befinden sich das Berufliche Schulzentrum für Technik und Wirtschaft (Copitz), die "Dr.-Pienitz-Schule" für geistig behinderte Kinder (Innenstadt), die Schule zur Lernförderung "Kurt Krenz" (Sonnenstein) und die Schule für Erziehungshilfe "Dr. Heinrich Hoffmann" (Sonnenstein).
Die Schullandschaft wird von weiteren, teils privaten, Bildungs- und Weiterbildungseinrichtungen komplettiert. Dazu zählen in der Innenstadt die Musikschule „Sächsische Schweiz“, die Volkshochschule und die Academy of European Business Dr. Hirsch GmbH, in Copitz die Berufsfachschule für Altenpflege und die Berufsfachschule für Sozialwesen sowie die Heilpädagogische Schule in Bonnewitz.
Die TU Dresden betreibt in einer Außenstelle im Stadtteil Copitz das Institut für Abfallwirtschaft und Altlasten.
Die Schulstandorte wurden in den letzten Jahren umfassend modernisiert. Die Baumaßnahmen umfassten u. a. die Sanierung der Lessing-GS (2009–2011, Kosten ca. 3,2 Millionen Euro), die Sanierung der historischen Küttner-Villa als Sitz der Musikschule „Sächsische Schweiz“ (2008–2011, Kosten 4,7 Millionen Euro), den Ersatzneubau der Krenz-Förderschule (2009–2011, Kosten 7,2 Millionen Euro), den Ersatzneubau der Hoffmann-Förderschule (2009–2011, Kosten 6,2 Millionen Euro), den Ersatzneubau der Gauß-OS als Passivhaus (2012–2014, Kosten 8,2 Millionen Euro), die Sanierung und Erweiterung der Pestalozzi-OS (2017–2020, Kosten 15,8 Millionen Euro) und die Erweiterung des Schiller-Gymnasiums (2019–2021, Kosten ca. 8 Millionen Euro)

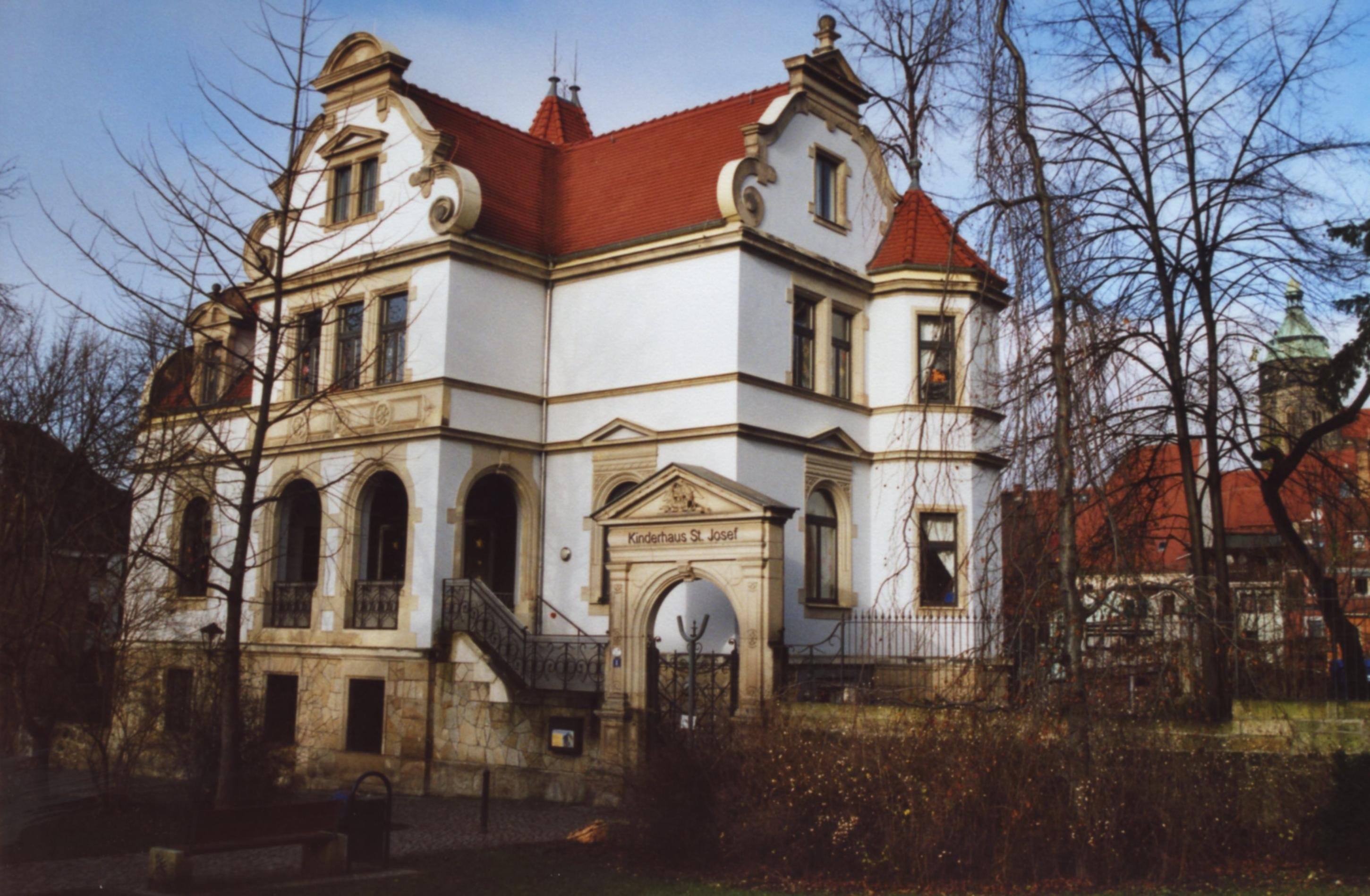
Katholisches Kinderhaus „St. Josef“
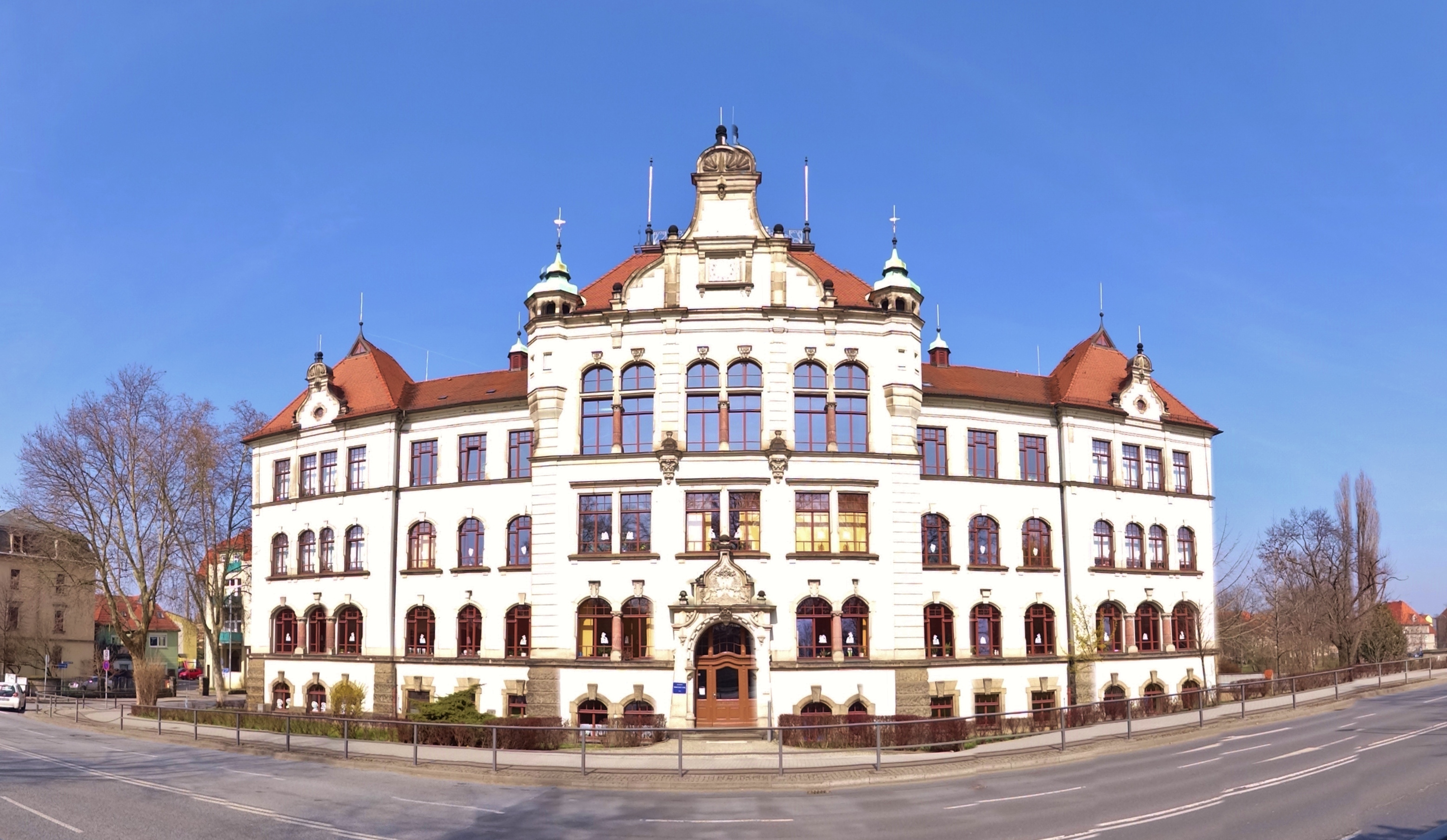
Grundschule „Gotthold Ephraim Lessing“
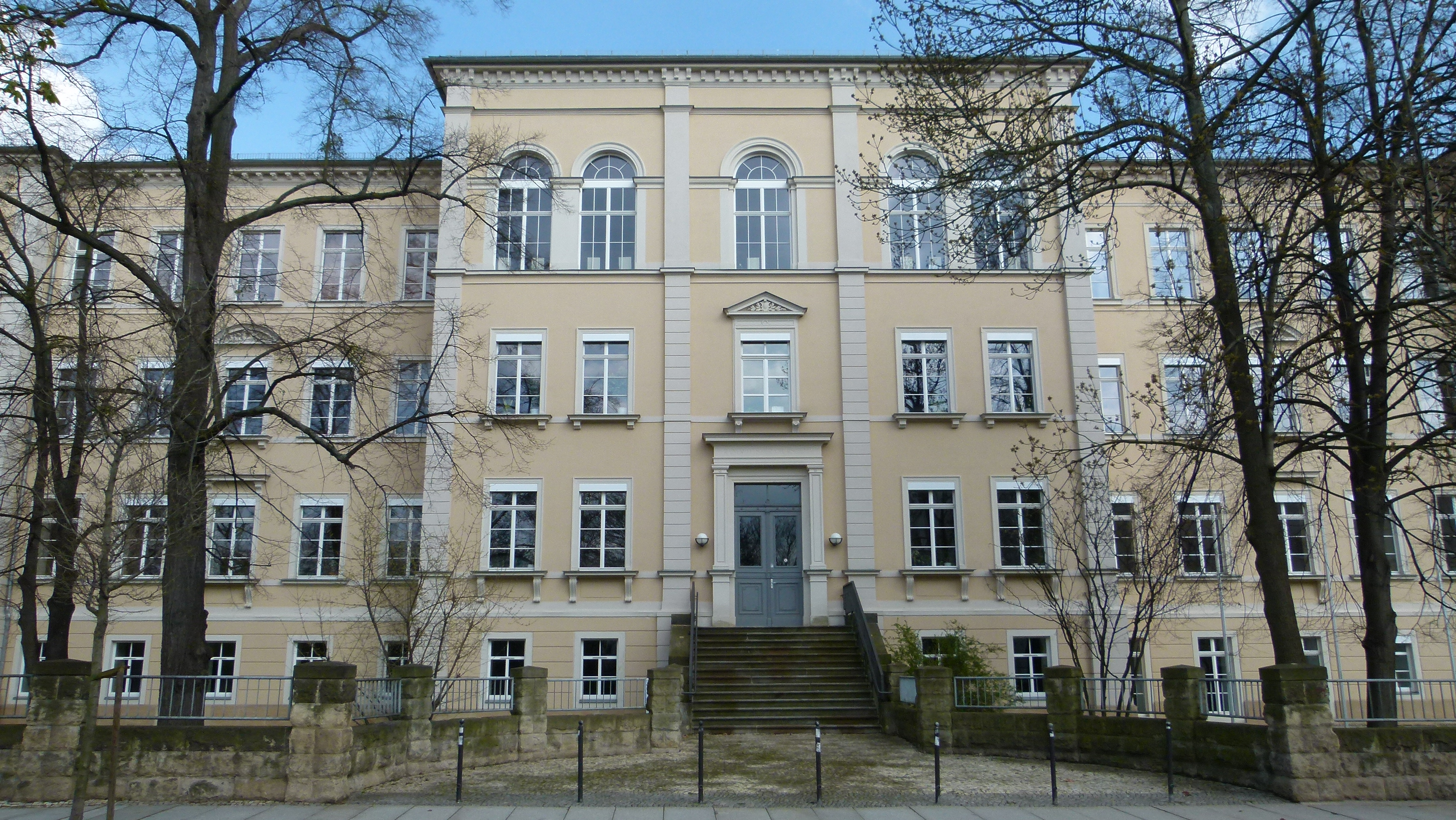
Gymnasium „Friedrich Schiller“
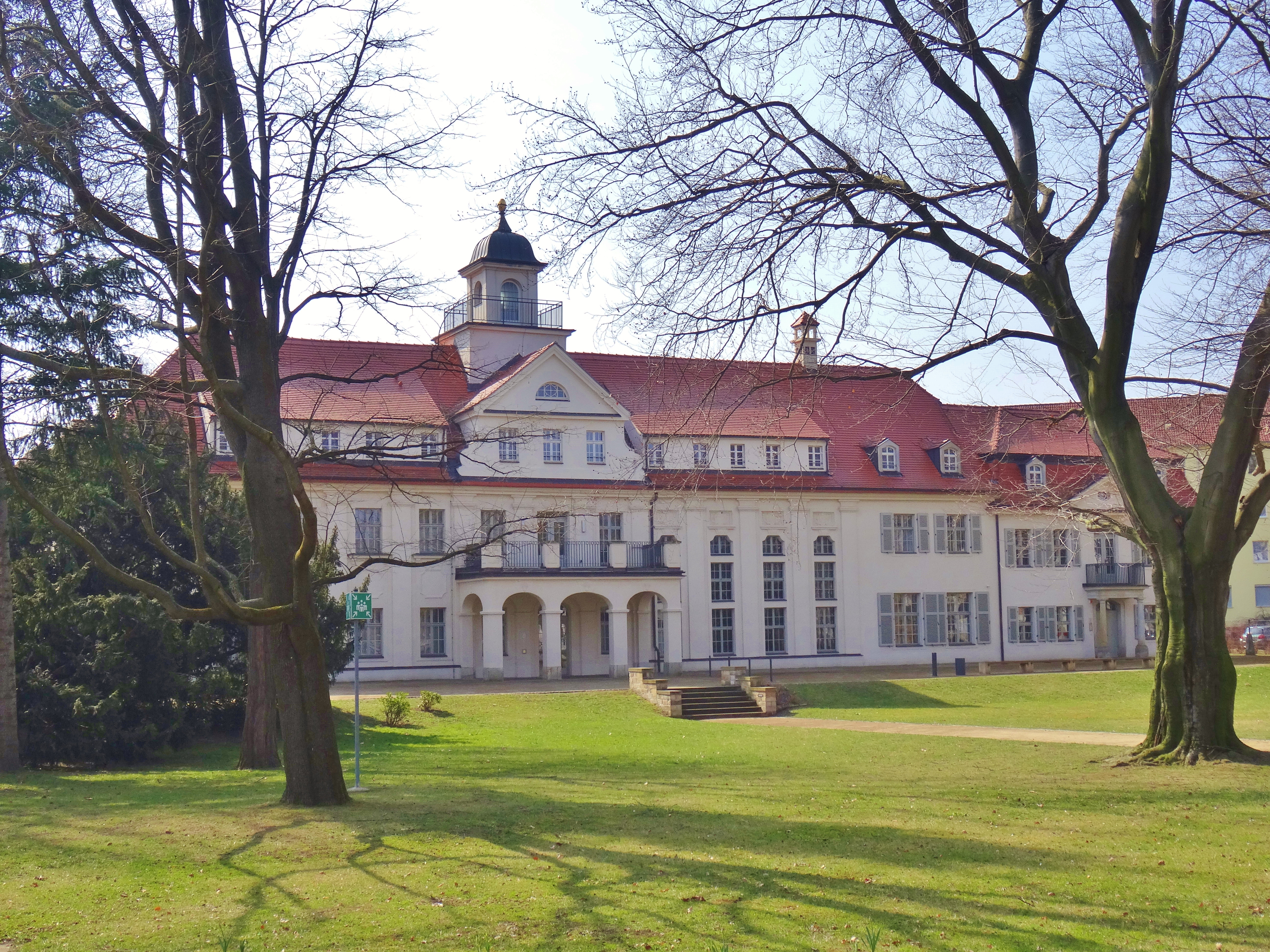
Musikschule „Sächsische Schweiz“
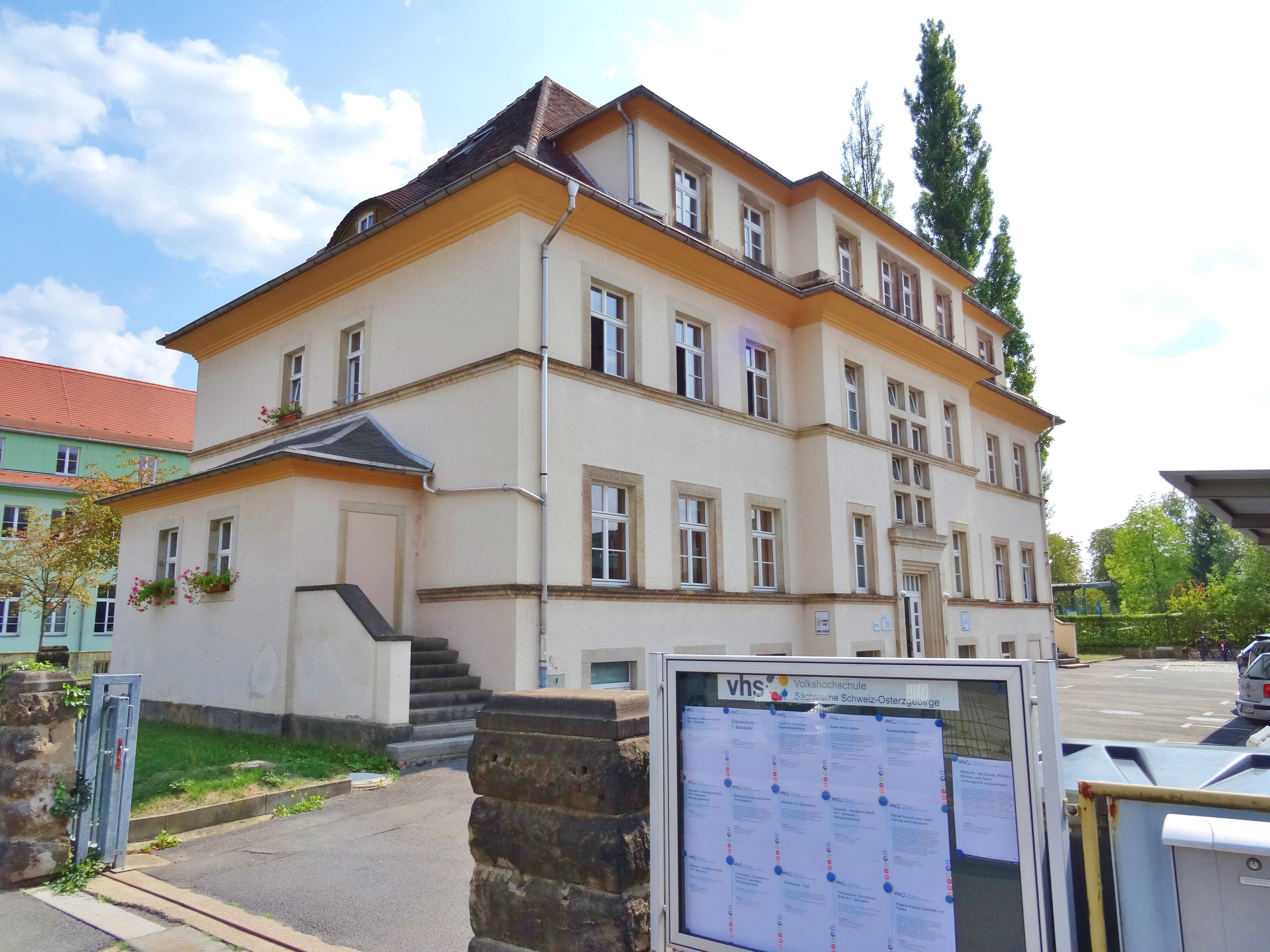
Volkshochschule

## Ehrenbürger
Nach der Richtlinie zur Verleihung des Ehrenbürgerrechts der Stadt (Großen Kreisstadt) Pirna endet das Ehrenbürgerrecht mit dem Tod.

### Aktuelle Ehrenbürgerschaften
- Francesco Friedrich (* 1990) – Bobfahrer, mehrfacher Weltmeister und Olympiasieger, am 26. November 2018 zum Ehrenbürger ernannt[93]
- Ingeburg Fülfe (* 1931) – Puppenspielerin, am 11. März 1965 zusammen mit ihrem Mann Heinz zum Ehrenbürger ernannt[94]

### Ehemalige Ehrenbürgerschaften (unvollständig)
- August Caspar Emil Bech (1807–1897), Hofrat, Begründer des 1859 gegründeten ersten Stadtkrankenhauses, 1880 zum Ehrenbürger ernannt[95]
- Otto von Bismarck (1815–1898), Politiker, Reichskanzler des Deutschen Reiches, 1885 zum Ehrenbürger ernannt[95]
- Heinz Fülfe (1920–1994), Puppenspieler, am 11. März 1965 zusammen mit seiner Ehefrau Ingeburg zum Ehrenbürger ernannt[94]
- Karl Grumpelt (1920–1998), langjähriger Direktor des Stadtmuseums, Ehrenbürger seit 1995[96]
- Georg Haak (1901–1977), Kommunist, Mitglied des Sächsischen Landtages, Ehrenbürger seit 1966[97]
- Margareta Haak (1907–2001), Schwester von Siegfried Rädel, Ehrenbürgerin seit 1987
- Gustav Haensel (1841–1923), Kommerzienrat, Unternehmer, Stadtverordneter, 1923 zum Ehrenbürger ernannt[95]
- Karl Wilhelm Ludwig Hoch († 1869), kgl. sächsischer Bezirksarzt, 1862 zum Ehrenbürger ernannt[95]
- Werner Kruschwitz (1914–2010), Oberst der NVA, Ehrenbürger seit dem 5. Oktober 1989[98]
- Martin Mutschmann (1879–1947), NSDAP-Gauleiter und Reichsstatthalter von Sachsen[99]
- Karl Friedrich Moritz Pienitz, Bürgermeister, 1883 zum Ehrenbürger ernannt[95]
- Rudolf von der Planitz, Major a. D., 1. Kommandant der Kommunalgarde, 1833 zum Ehrenbürger ernannt[95]
- Werner Schmidt (1930–2010), Ehrenbürger seit 15. Mai 2010 für sein Engagement zur Förderung von Kunst und Kultur[100]
- Eva Schulze-Knabe (1907–1976), Malerin, Ehrenbürgerin seit 1972
- Max Zimmering (1909–1973), Schriftsteller und Redakteur, Ehrenbürger seit 1971

## Dialekt
In Pirna wird eine spezifische Form des sächsischen Dialektes gesprochen: das Südostmeißnische, welches einen der fünf meißnischen Dialekte darstellt.
- Pirnsche Sprachprobe: „… Wennsch maa wieder nach heme kumm tu, muss’sch dr glei maa wieder mit an dn Girchblatz zr Girche guckn geh’n und an dr Gnabnschule e bissl Erlbetrwassr nibbm. An der Stelle muss’sch nu ooch maa orwähn, dass unterm Erlbetr een Spruch droffsteht: ‚Hasste kee Geld in deinr Dasche, dann drink mit mier aus meinr Flasche.’ Obwohl’sch euch nur e bissl orklärn wollte, is de Zeit vrgang’ wie vorrückt und schließlich is’ ooch mir ni vorborchn jebliem, dass se gorni mehr zuhörn’ wolln. …“

- Vokabel-Beispiele
  - da habe ich: da habbsch
  - jetzt gehe ich: jetz (oft/oder auch jetze) geehsch
  - das kann ich: das gannsch
  - jetzt brauche ich: jetz (oft/oder auch jetze) brauchsch
  - ja: nu (das „u“ extrem kurz ausgesprochen)
  - Nun bin ich fertig: Jetze binnsch färrdsch
  - Das musst du mir nun endlich auch mal glauben: Das musssde mir nuu enndlüsch ooch maa glooben

### Schriftreihen
- Pirnaer Miniaturen. Pirna (ab 2012 sind unregelmäßig 17 Hefte erschienen, eine Bändeübersicht findet sich unter )
- Kuratorium Altstadt e. V. (Hrsg.): Pirnaer Hefte – Beiträge zur Stadt- und Regionalgeschichte, Baugeschichte und Denkmalpflege. Pirna. (bis 2021 sind unregelmäßig 9 Hefte erschienen, die genauen Inhalte der Bände 1–8 finden sich auf )
- Pirnaer Geschichtsverein (Hrsg.): Mitteilungen aus dem Verein für Geschichte der Stadt Pirna bzw. Pirnaer Geschichtsblätter (zwischen 1897 und 1939 sind unregelmäßig 13 Hefte erschienen)
- Schriftenreihe des Stadtmuseums Pirna: Geschichtliche und heimatkundliche Beiträge aus Pirna und Umgebung (ab 2015: Pirnaer Museumshefte, bis 2020 sind unregelmäßig 16 Hefte erschienen, eine Bändeübersicht findet sich unter  und )
- Schriftenreihe des Kuratorium Sonnenstein e. V.: Beiträge zur Geschichte des Sonnensteins und der Sächsischen Schweiz. Pirna. (bis 2012 sind unregelmäßig 10 Hefte erschienen, eine Bändeübersicht findet sich unter )